# Ilia Répine
« Repine » redirige ici. Pour les autres significations, voir Repine (homonymie).
Vous lisez un « bon article » labellisé en 2018.
Ilia Iefimovitch Répine (en russe : Илья́ Ефи́мович Ре́пин, en ukrainien : Ілля Юхимович Рєпін) est un peintre russe d'origine ukrainienne né à Tchougouïev (en actuelle Ukraine) dans le gouvernement de Kharkov (Empire russe) le 24 juillet 1844 (5 août dans le calendrier grégorien) et mort le 29 septembre 1930 à Kuokkala (Finlande).
Il travaille dans sa jeunesse comme peintre d'icônes, étudie le dessin avec Ivan Kramskoï, et poursuit sa formation à l'Académie impériale des beaux-arts à Saint-Pétersbourg.
Il est membre, à partir de 1878, des Ambulants (un groupe de peintres réalistes), et est ensuite nommé académicien de l'Académie impériale des beaux-arts. Professeur, maître d'atelier (1894-1907) puis recteur (1898-1899) de l'académie, enseignant à l'école d'art et d'artisanat de Maria Tenicheva, il a parmi ses élèves Boris Koustodiev, Igor Grabar, Ivan Koulikov, Philippe Maliavine, Anna Ostroumova-Lebedeva et Nikolaï Fechine. Il est aussi le maitre d'étude de Valentin Serov.
Dès le début de son activité créatrice, dans les années 1870, Répine devient une des figures clés du réalisme russe. Il réussit à refléter dans sa production picturale la diversité de la vie qui l'entoure, à embrasser dans son œuvre toutes les dimensions de la contemporanéité, à aborder les thèmes qui traversent la société et à réagir vivement à l'actualité. Son langage pictural a une plasticité qui lui est personnelle, et il s'approprie différents styles, depuis celui des peintres espagnols et hollandais du XVIIe siècle jusqu'à ceux d'Alexandre Ivanov ainsi que des éléments des impressionnistes français qui lui sont contemporains, mais qu'il n'a jamais vénérés.
L'œuvre de Répine s'épanouit dans les années 1880. Il compose alors une galerie de portraits de ses contemporains, travaille comme peintre d'histoire et de scènes de genre. Dans la peinture historique, il est attiré par la possibilité d'exprimer la force émotionnelle de la scène représentée. Il trouve aussi son inspiration dans la peinture de la société qui lui est contemporaine, et même quand il dépeint un passé légendaire, il reste un maître de la représentation de l'immédiat, en abolissant toute distance entre le spectateur et les héros de son œuvre.
Selon Vladimir Stassov, l'œuvre de Répine est ainsi une « encyclopédie de la Russie d'après l'abolition du servage ». Il passe les trente dernières années de sa vie en Finlande, dans sa propriété des Pénates à Kuokkala. Il continue à y travailler, bien que moins intensément qu'avant. Il écrit des mémoires, publiés après sa mort sous le titre « Далёкое близкое » (Proche lointain).

## Origines, enfance et adolescence

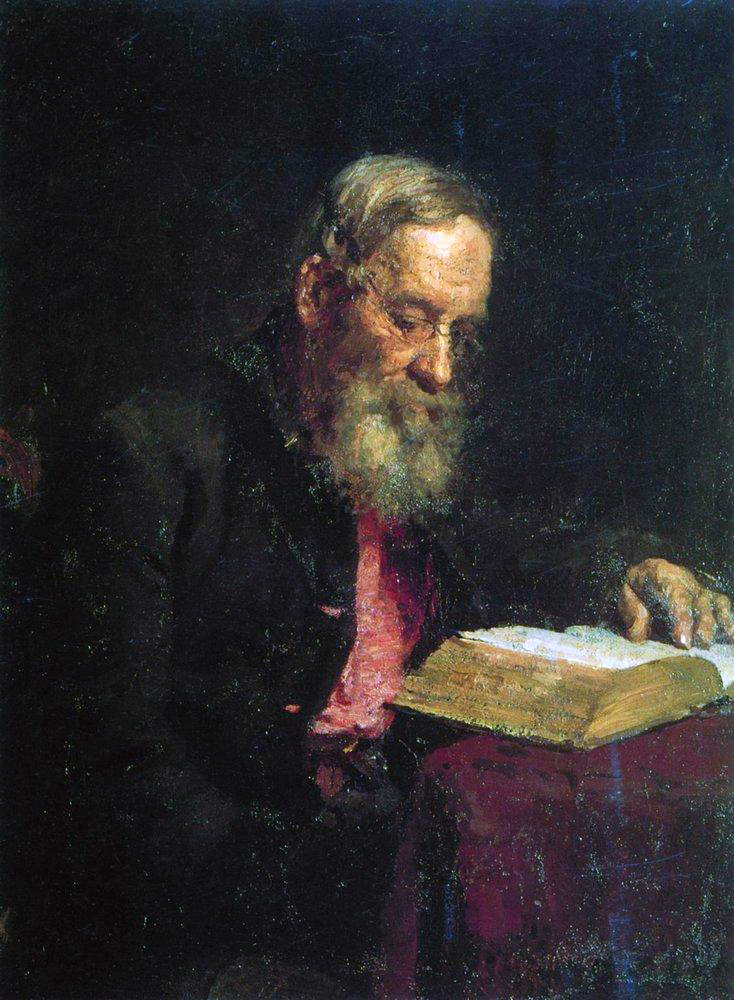
Portait de Iefim Vassilievitch, père de Répine (1879).

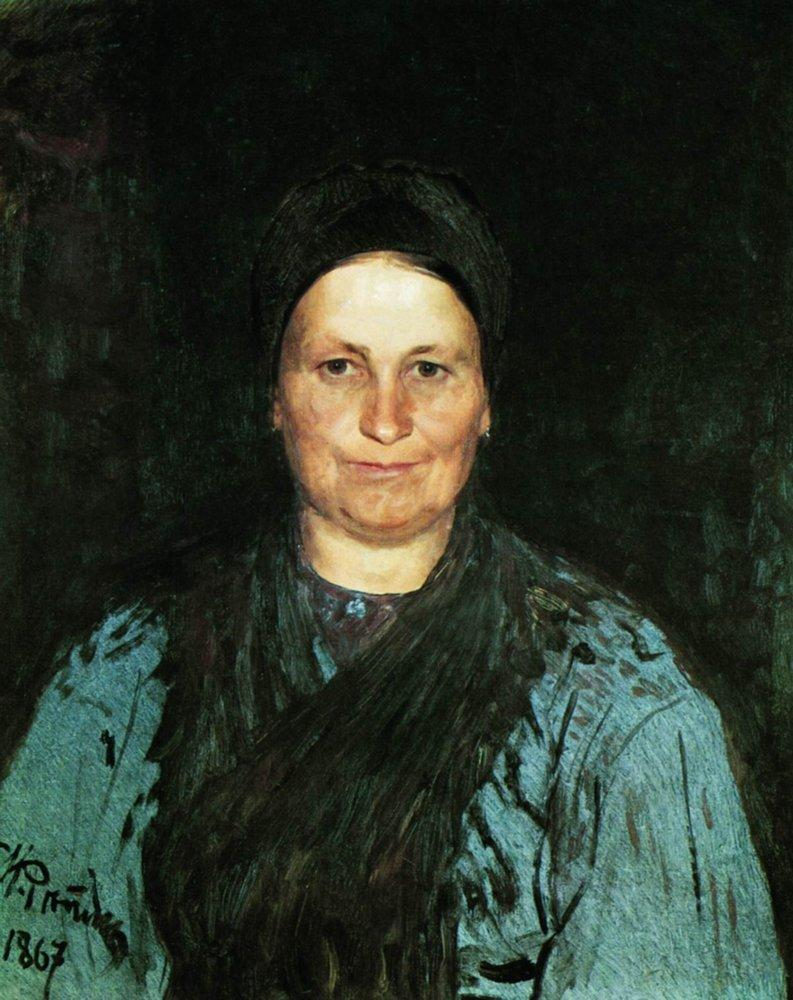
Portrait de Tatiana Stepanovna, mère de Répine (1867).

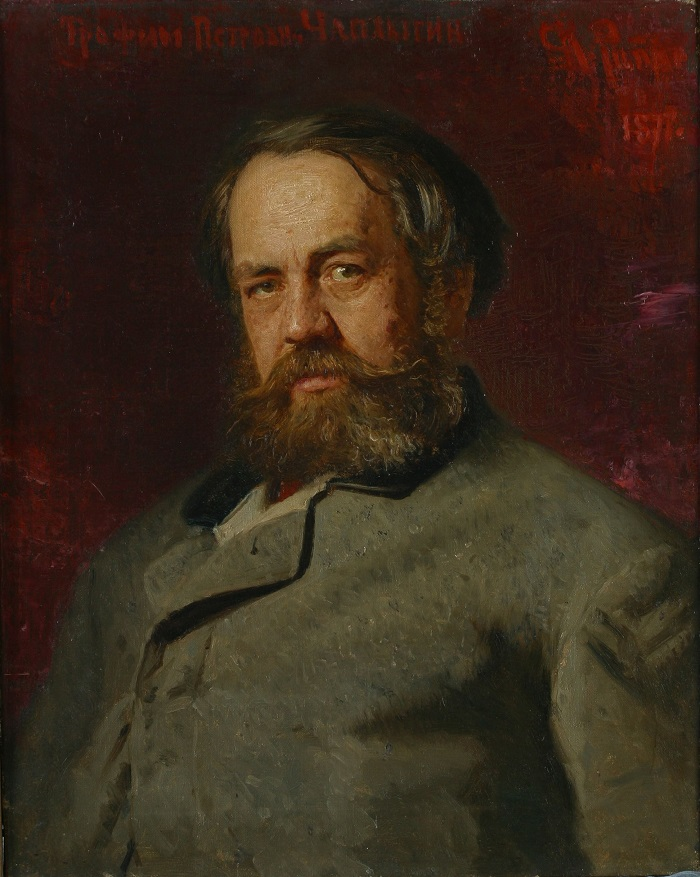
Portrait de Trofim Tchaplyguine au Musée d'Art de Kharkov.

Répine naît à Tchougouïev dans le gouvernement de Kharkov (à l'époque dans l'Empire russe, aujourd'hui en Ukraine). Ses parents font du commerce de chevaux, son père est un ancien soldat cosaque et sa mère tient une petite école rurale. Son grand-père paternel, le cosaque hors-cadre Vassili Iefimovitch Répine, fait du commerce et tient une auberge. D'après les registres d'état civil, il meurt dans les années 1830, et c'est alors à sa femme, Natalia Titovna Répine, qu'échoit la responsabilité de la propriété. Le père du peintre, Iefim Vassilevitch (1804-1894) est l’aîné des enfants. Dans les esquisses des mémoires consacrées à son enfance, Ilia Iefimovitch indique que son père était un « soldat à billet », qui allait avec son frère chaque année au « service », et, parcourant une distance de trois cents verstes, y amenait un taboun de chevaux pour les vendre. Pendant son temps de service au 11e régiment de uhlans du Tchougouïevsk, Iefim Vassilevitch participe à trois campagnes de guerre, et il est décoré. Ilia Répine s'efforcera de conserver jusqu'à la fin de sa vie un lien avec sa ville natale, avec la Slobojanchtchina et avec l'Ukraine ; en outre, les motifs ukrainiens prennent une place importante dans son œuvre.
Son grand-père maternel, Stepan Vassilievitch Botcharov, a également consacré nombre d'années au service de l'armée. Le nom de famille de sa femme, Pelagueïa (Pélagie) Minaïevna, ne nous est pas parvenu. Leur fille Tatiana Stepanova (1811-1880) se marie au début des années 1830 avec Iefim Vassilievitch. Ils vivent d'abord chez les parents de l'époux ; ensuite, après des gains dans le commerce des chevaux, la famille s'installe dans une maison spacieuse sur les berges du Donets. Tatiana Stepanovna, femme active, sait lire et écrire, et éduque ses enfants en leur lisant à haute voix des œuvres de Pouchkine, Lermontov et Joukovski. Elle crée aussi une petite école pour les paysans des environs, enfants et adultes. Elle dispose de peu pour enseigner : un manuel de calligraphie, une arithmétique et la Loi de Dieu (« Закон Божий »), l'équivalent d'un catéchisme. La famille est régulièrement en butte à des difficultés financières, et Tatania coud pour vendre des fourrures de lièvre.
Le premier à apporter dans la maison des Répine des couleurs d'aquarelle est le cousin d'Ilia Iefimovitch, Trofim Tchaplyguine. Le peintre écrira par la suite que sa vie change à ce moment même, quand il voit le « retour à la vie » d'une pastèque : le dessin en noir et blanc de l'abécédaire de l'enfant trouve subitement dans la couleur éclat et consistance. L'idée de transfigurer le monde par la couleur ne le quittera plus.

« Pour me consoler, Trofim me laissa son aquarelle, et depuis cette époque je m'agrippe à mes couleurs, collé à ma table, si bien qu'on doit m’appeler pour le dîner et que l'on se moque de moi quand j'arrive ému aux larmes ou excité comme une puce d'une journée assidue et hébétante passée avec elles. »

En 1855, à 11 ans, Ilia est envoyé par ses parents dans une école de topographie — ce métier, prestigieux pour Tchougouïev, comporte des travaux de relevé et de dessin. Toutefois, au bout de deux ans, l'établissement est fermé, et l'enfant entre dans l'atelier de peinture d'icônes d'I. M. Bounakov. La nouvelle du talent de ce nouvel élève circule vite dans les environs et au-delà ; le jeune maître est invité à se rendre en ville par des entrepreneurs du bâtiment, qui ont besoin de peintres et de doreurs. À seize ans, Ilia quitte et l'atelier et la maison familiale : on lui propose 25 roubles par mois pour travailler dans un artel d'icônes itinérant, qui se déplace de ville en ville en fonction des commandes.
À l'été 1863, les compagnons de l'artel travaillent dans le gouvernement de Voronej, non loin d'Ostrogojsk, ville natale d'Ivan Kramskoï. Ilia Répine apprend des compagnons locaux que leur compatriote, qui a déjà reçu à cette époque une médaille d'or pour son tableau Moïse fait jaillir l'eau du rocher (Моисей источает воду из скалы), est parti il y a sept ans pour enseigner à l'Académie impériale des beaux-arts. Le récit des habitants d'Ostrogojsk décide Ilia Iefimovitch à changer de nouveau de vie : à l'automne, avec tout ce qu'il a gagné pendant les mois d'été, il se rend à Saint-Pétersbourg.

## Première période pétersbourgeoise (1863-1871)

### L'Académie des beaux-arts

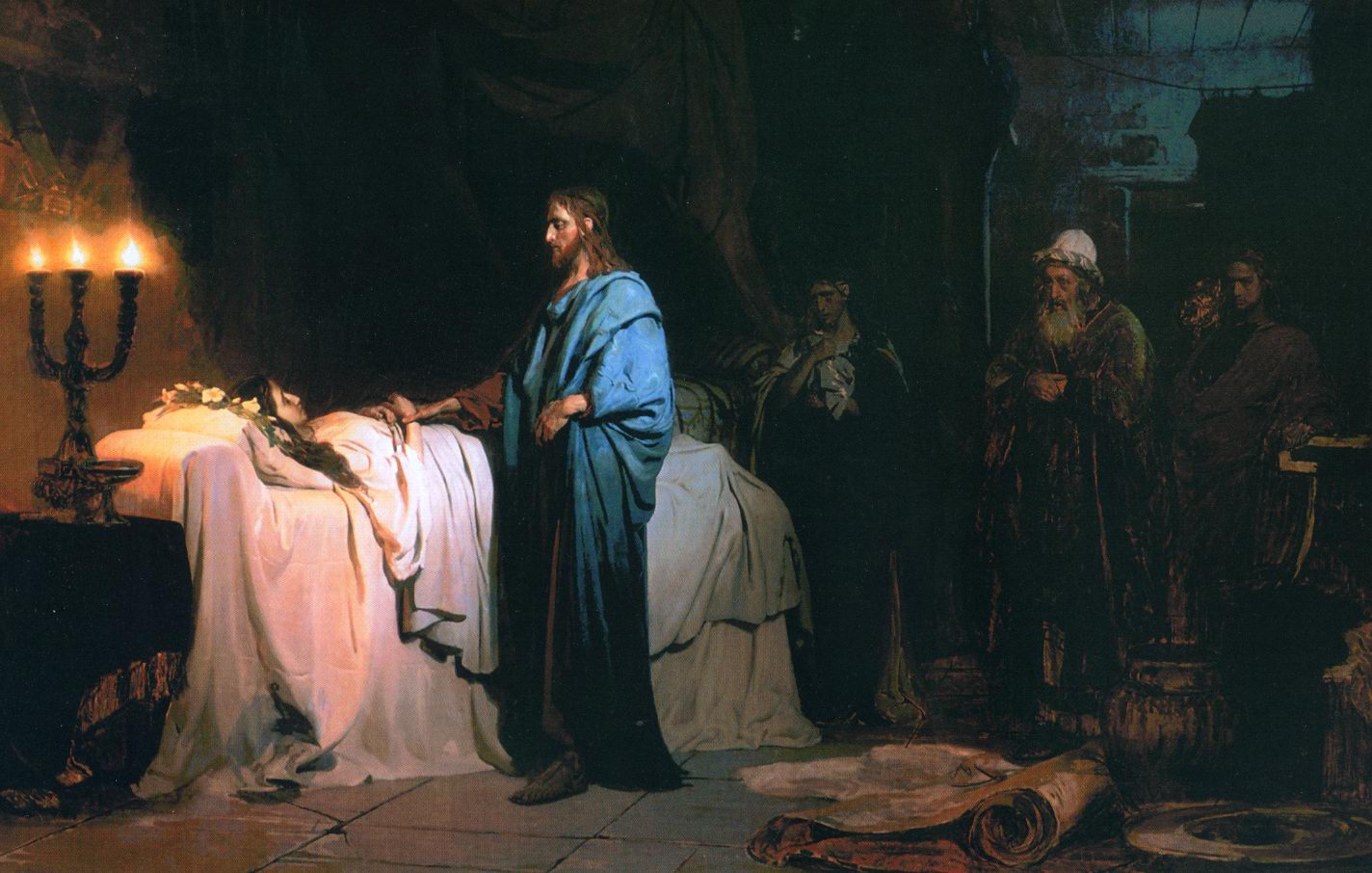
La Résurrection de la fille de Jaïre (1871).

Sa première visite à l'Académie des beaux-arts est une déception pour Répine : le secrétaire des conférences, F. Lvov, feuilletant les dessins du jeune homme, trouve qu'il ne maîtrise pas l'estompage, et qu'il ne sait pas faire les traits et les ombres. Cette déconvenue n'ôte pas le désir d'apprendre à Ilia Iefimovitch. Il prend pour 5 roubles et demi une chambre mansardée, s'impose un régime de sévères économies, et rentre dans une école de cours du soir de dessin, dont il devient vite le meilleur élève. Il passe à nouveau l'examen d'entrée à l'académie et le réussit. Après l'admission, de nouvelles difficultés l'attendent ; il doit payer 25 roubles pour pouvoir suivre les cours en auditeur libre. Cette somme est apportée par un protecteur, Fiodor Prianichnikov (ru), directeur de la poste impériale, auquel il a demandé de l'aide.

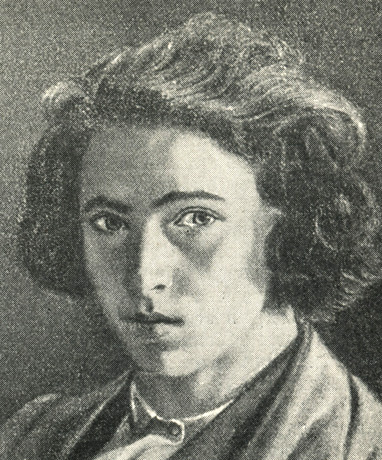
Autoportrait (1863).

Durant les huit années passées entre les murs de l'académie, Répine n'a que peu d'amis. Il y a néanmoins parmi eux Vassili Polenov, chez lequel le peintre débutant est toujours reçu chaleureusement, et Mark Antokolski, venu dans la capitale de Wilno apprendre la sculpture, et qui écrira par la suite « qu'ils se sont vite rapprochés l'un de l'autre, comme seulement le peuvent des gens seuls dans un pays étranger ». En 1869, Répine fait connaissance du critique d'art Vladimir Stassov, qui fera pour longtemps partie du « cercle des plus proches » du peintre. Il considère Ivan Kramskoï comme son maître direct : Répine est à ses côtés lorsqu'il crée l'Artel des artistes, et lui montre ses esquisses de débutant, attentif à ses conseils. Après la mort de Kramskoï, Répine écrira qu'il était celui qui lui avait enseigné la peinture.
Ses années d'études valent à Répine quelques prix, dont une médaille d'argent pour l'esquisse L'Ange de la mort frappe tous les premiers-nés égyptiens (« Ангел смерти избивает всех перворожденных египтян », 1865), une petite médaille d'or pour Job et ses frères (« Иов и его братья », 1869) et une grande médaille d'or pour le tableau La Résurrection de la fille de Jaïre (« Воскрешение дочери Иаира », 1871).
Des années après, Répine racontera qu'il manquait d'argent lorsqu'il s'était mis à la préparation de cette toile. Perdant espoir, il avait finalement composé une scène de genre à partir de ce qu'il voyait de sa fenêtre d'étudiant, quand il observait une jeune fille d'un appartement voisin. Il apporta ensuite cette œuvre à la galerie Trenti, pour une vente en dépôt, et fut étonné de recevoir une avance non négligeable. « Je n'avais jamais éprouvé un tel bonheur, me semble-t-il, de toute ma vie ». L'argent ainsi obtenu suffisait pour les couleurs et la toile, mais il lui restait à trouver l'idée créatrice avec laquelle il traiterait le sujet du programme évangélique de l'Académie.
Un soir, revenant de chez Kramskoï, Répine s'efforce d'imaginer comment réagiraient ses proches, si une personne « investie du pouvoir de guérir » faisait revenir à la vie Ousta, sa sœur récemment morte,. Il décide de faire de la fille de Jaïre une « vivante peinture de la vie », décrite ainsi par Alekseï Fiodorov-Davydov :

« L'ombrage de l'intérieur, au fond et vers la droite, compose une atmosphère de recueillement et de chagrin, et inspire un sentiment d'attente.... Là, devant nous, c'est le thème lyrique du sommeil et de l'éveil originels, que Répine fait surgir sur son chemin de création. »

### Les Bateliers de la Volga
Le premier tableau célèbre de Répine est aussi inspiré d'un projet de montrer la vie. En 1868, travaillant à des études, il voit des haleurs sur la Neva. Le contraste entre les passants désœuvrés et tranquilles, se promenant sur les berges, et ces hommes, dont le corps est strié par les sangles, marque tant l'élève de l'académie, qu'il commence, dès son retour dans sa chambre, à composer des esquisses représentant « cette force vivante du trait ». Le concours pour la petite médaille d'or de l'académie, qu'il est en train de préparer, ne lui donne pas la possibilité de se consacrer pleinement à ce nouveau projet, mais, de l'aveu du peintre, jamais alors, ni dans ses sorties en ville avec ses camarades, ni dans ses conversations avec les jeunes filles de sa connaissance, il ne peut libérer sa pensée de ce projet en train de mûrir.
À l'été 1870, il se rend sur la Volga, avec son frère et deux amis peintres, Fiodor Vassiliev et Ievgueni Makarov. Ce sont de riches protecteurs de Vassiliev qui ont donné les 200 roubles nécessaires pour les frais. Répine écrira ensuite qu'ils n'avaient pas fait que regarder des paysages, le carnet de croquis à la main : les jeunes gens rencontrent les habitants, passent quelquefois la nuit dans des isbas inconnues, ou leur soirée auprès d'un feu de camp. Les immensités de la Volga les enflamment par leur envergure épique ; la Kamarinskaïa de Mikhaïl Glinka et le petit volume de l'Iliade d'Homère qu'il a pris avec lui contribuent aussi à l'atmosphère de la future toile. Un jour, le peintre aperçoit « le modèle le plus achevé du haleur » qu'il recherchait, un homme du nom de Kanine. Il figurera sur la toile dans le trio de tête, « un trapèze de tissu sale noué autour de la tête ».

« Quel bonheur, que Kanine n'ait pas pensé à se baigner ou se couper les cheveux, comme cela était arrivé avec d'autres modèles, venus coiffés et rasés jusqu'à en être méconnaissables. Il se présenta en avance, et, comme tous les gens sérieux, il posa sérieusement : il savait prendre une position inhabituelle, et s'y adaptait facilement, sans me faire de problème. »

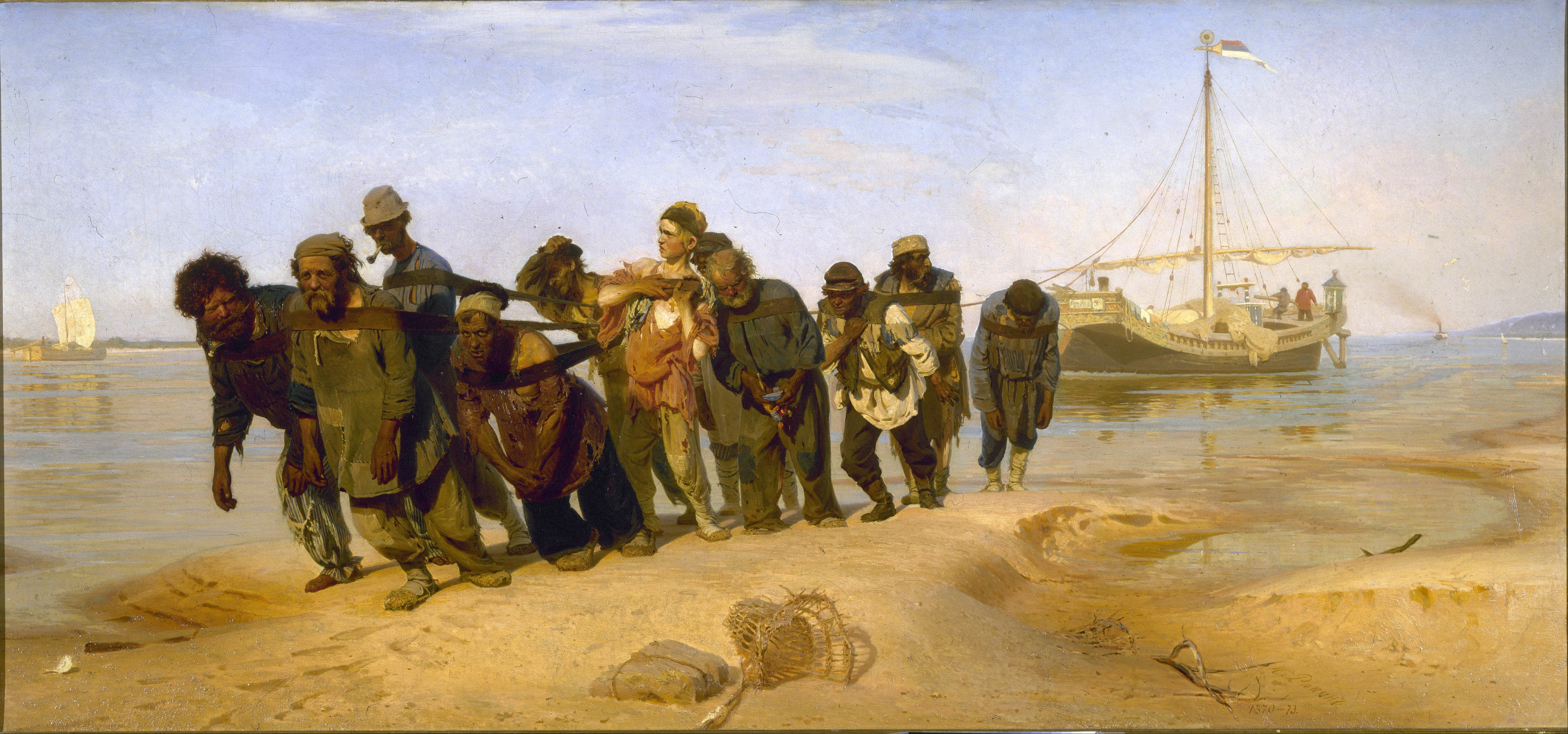
Les Bateliers de la Volga (1870-1873).

Selon l'historien de l'art allemand Norbert Wolf, la toile Les Bateliers de la Volga (Бурлаки на Волге) fait sensation dans la société internationale de l'art parce que son auteur a « monumentalisé la scène de genre », « inférieure » dans la hiérarchie académique. Chacun de ses héros porte complètement en lui son individualité, et, en même temps, tout le groupe, placé dans un paysage « existentialiste et primordial », rappelle la procession des damnés de la Divine Comédie de Dante.

### La commande duBazar slave
En 1871, Répine a déjà acquis une certaine notoriété dans la capitale. Il a obtenu aux examens de l'académie une première médaille d'or pour La Résurrection de la fille de Jaïre, le titre de peintre de première classe et le droit à un voyage de six ans à l'étranger. L'écho du talent du lauréat de l'académie arrive jusqu'à Moscou : le propriétaire du restaurant Le Bazar slave (ru), Alexandre Porokhovchtchikov (ru) propose à Ilia Iefimovitch de peindre une « réunion de compositeurs russes, polonais et tchèques », promettant 1 500 roubles pour ce travail. Il y a déjà à cette époque dans la salle du restaurant de nombreux portraits de personnalités de l'art et de la culture qui laissent à peine « une grande tache de vide à décorer ». Le peintre Constantin Makovski, auquel s'était d'abord adressé Porokhovchtchikov, a estimé que cette somme ne suffisait à couvrir les frais, et a demandé 25 000 roubles. Mais la commande de l'entrepreneur moscovite offre à Répine une chance de sortir enfin de longues années de privations ; dans ses mémoires, il reconnaîtra que « la somme indiquée lui avait semblé énorme ».

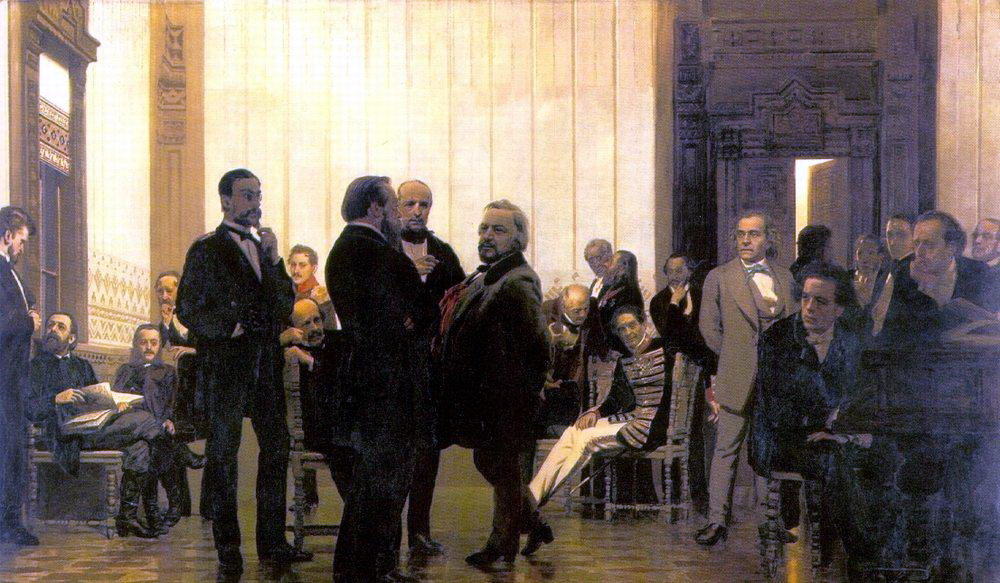
Les Compositeurs slaves (1872)

Le critique d'art Vladimir Stassov, lui-même grand amateur de musique, prend part à ce travail, en rassemblant pour Répine des éléments à la Bibliothèque publique impériale et en le conseillant. Nikolaï Rubinstein, Eduard Nápravník, Mili Balakirev et Nikolaï Rimski-Korsakov posent pour le tableau ; Répine peint les autres compositeurs, dont certains sont déjà morts, à partir des gravures et des photographies trouvées par Stassov.
L'ouverture du Bazar slave a lieu en juin 1872. La présentation au public des Compositeurs slaves (« Славянские композиторы ») est un succès, et son auteur est comblé de louanges et de félicitations. Parmi ceux qui restent insatisfaits figure l'écrivain Ivan Tourgueniev. Il dit à Répine qu'« il ne peut se faire à cette peinture » ; il qualifie ensuite, dans une lettre à Stassov, la toile de « salade composée, froide, de vivants et de morts — un galimatias guindé, qui n'a pu naître que dans l'esprit d'une sorte d'Ivan Khlestakov (ru) — un Porokhovchtchikov »,.

## Première famille

### Véra Alexeïevna
Korneï Tchoukovski, devenu ami de Répine, rapportera que la première femme du peintre, « peu cultivée, n'avait que peu d'intérêt pour son œuvre ». Ilia Iefimovitch connaît depuis leur enfance Véra Chevtsova, sœur d'un camarade de l'école de dessin, Alexandre : jeunes, ils se retrouvaient souvent chez leur père, l'académicien et architecte Alexeï Chevtsov. Avec le temps, ils commencent à se voir plus souvent. La critique d'art Alexandra Pistounova (ru), commentant le portrait de la jeune fiancée de Répine, peint en 1869, dit d'elle qu'elle regarde vers le peintre comme si elle attendait d'être invitée à danser, mais aussi :

« qu'elle était belle dans sa seizième année : une natte de jais, lourde et noire jusque sous la taille, une frange d'enfant sur un front rond et un nez droit, l'arc des lèvres relevé en une fine gouttière, perchant ou tordant confortablement sa fine silhouette au fond d'un fauteuil jaune et douillet. »

Portraits de Véra Répine
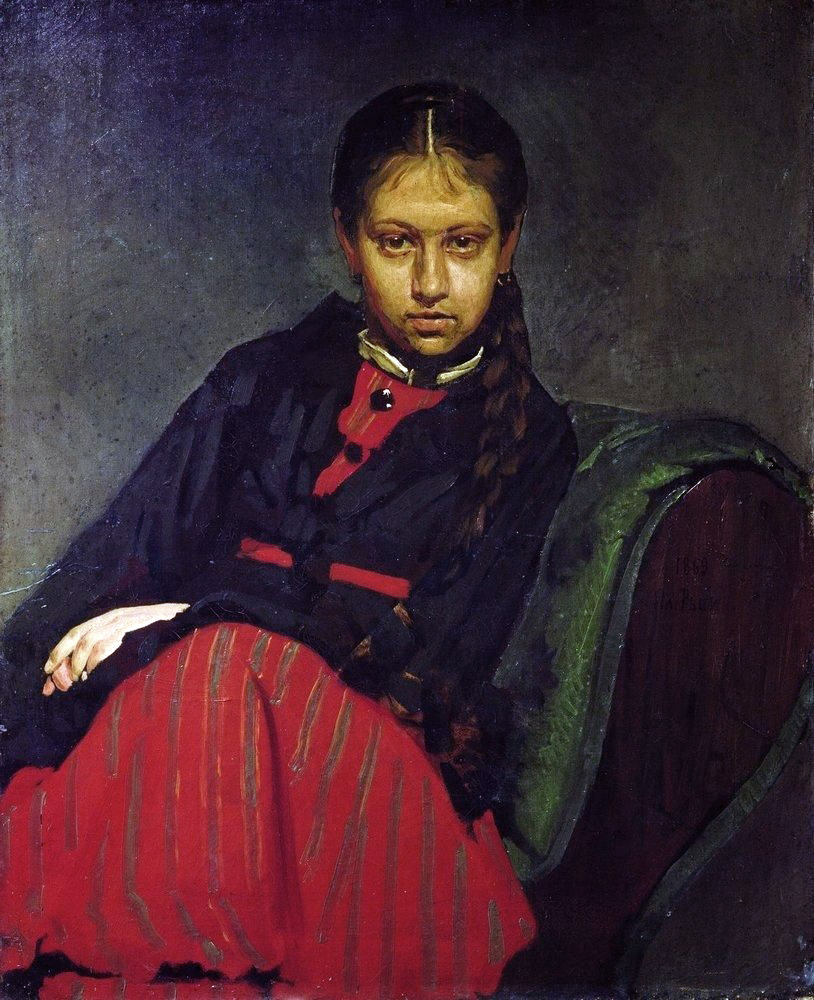
1869.
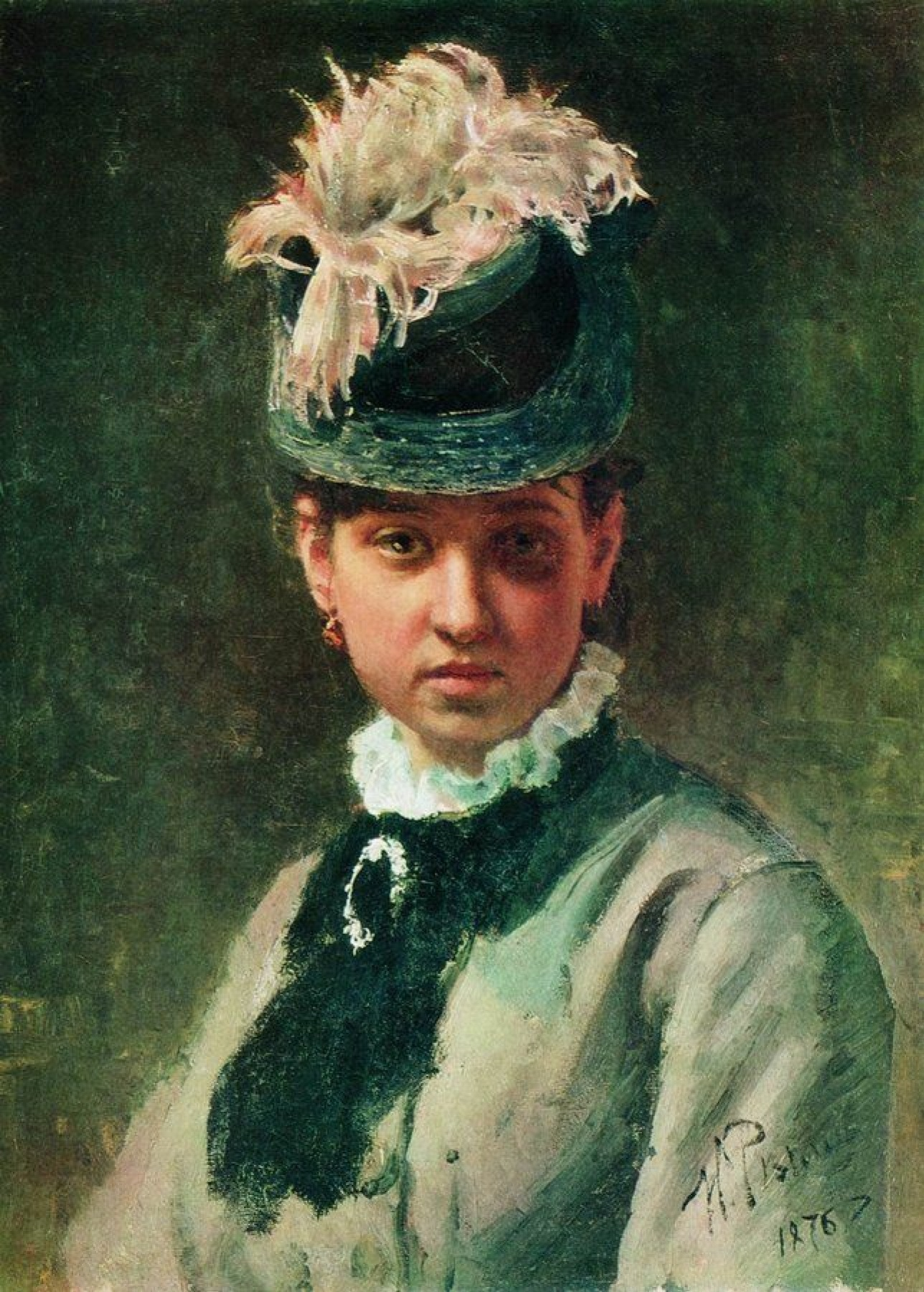
1876.
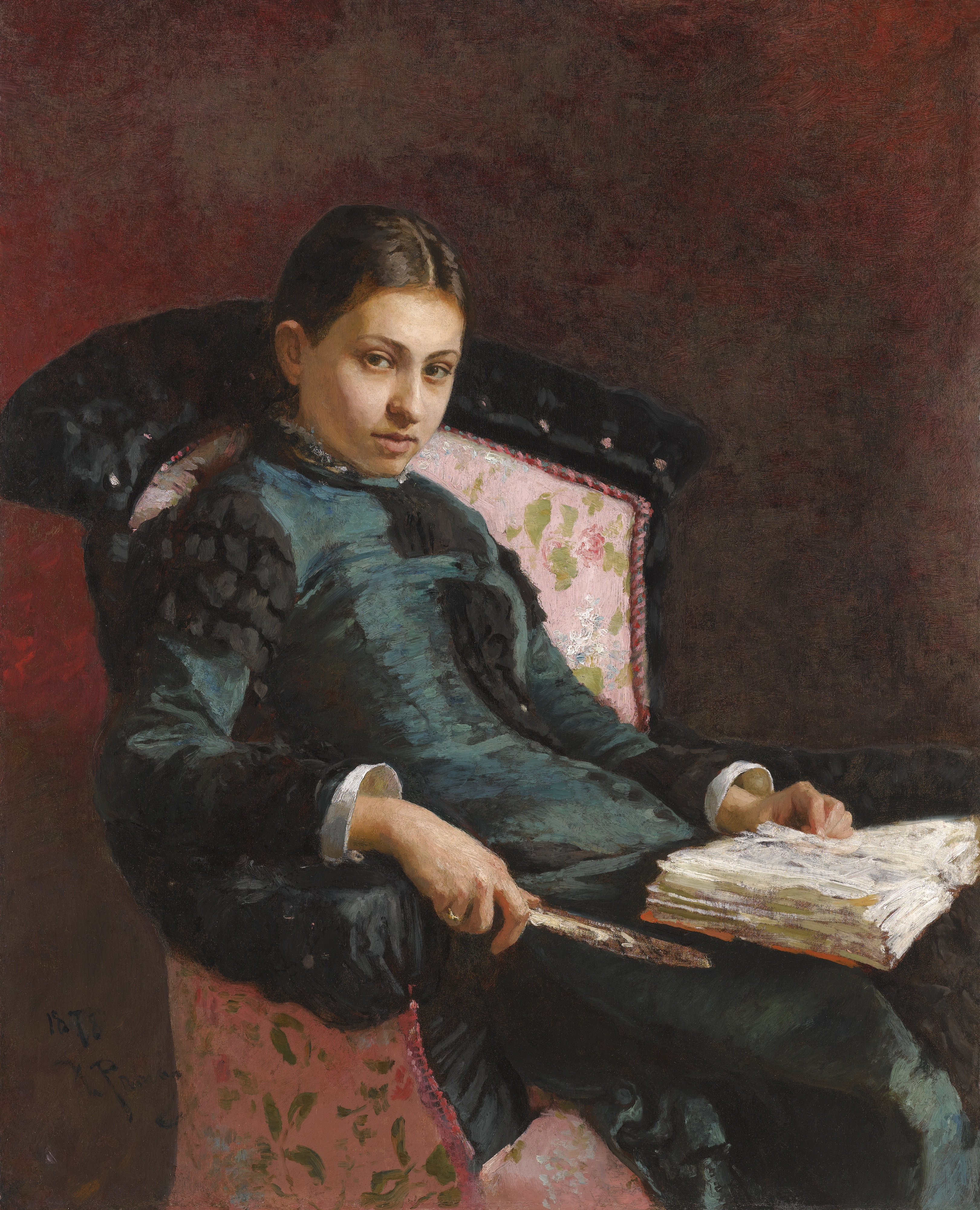
1878.
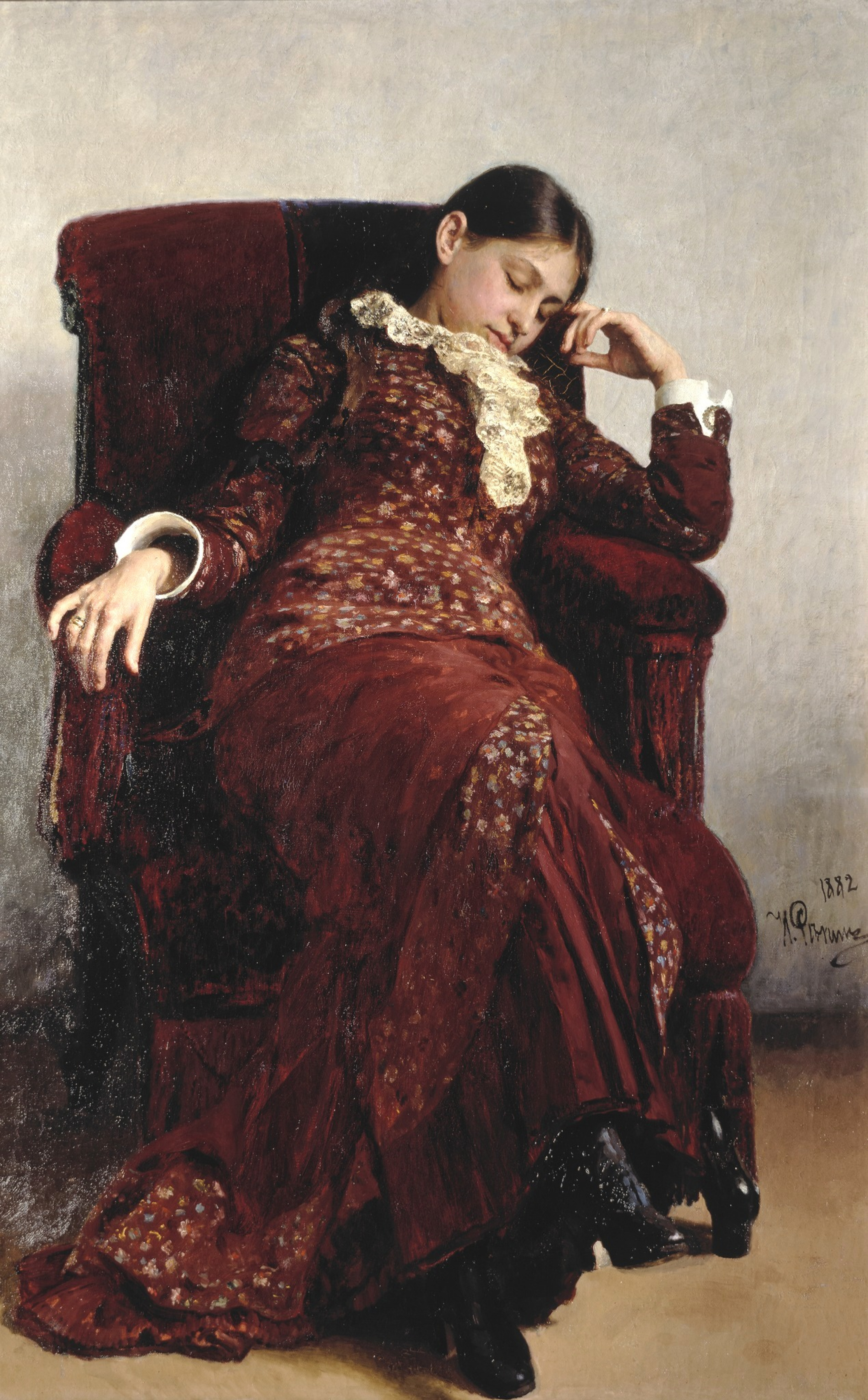
Le Repos (1882).

Ilia Iefimovitch et Véra Alexeïevna se marient en 1872. Répine, plutôt qu'un voyage de noces, propose à sa jeune femme de l'accompagner dans son travail, d'abord à Moscou, pour le vernissage du Bazar slave, et ensuite pour des études à Nijni Novgorod, où le peintre continue de chercher des modèles pour Les Bateliers de la Volga. Ils ont une fille à la fin de l'automne, qu'ils appellent aussi Véra. Vladimir Stassov et Modeste Moussorgski, « qui improvise, chante et joue beaucoup », sont à son baptême.
Le premier mariage de Répine dure quinze ans. Véra Alexeïevna donne naissance à quatre enfants : Véra, l'ainée, Nadejda, Iouri et Tatiana. Le couple, selon les historiens, n'est pas heureux : Ilia Iefimovitch aimerait vivre à maison ouverte, prêt à recevoir ses invités à tout moment, entouré de femmes qui souhaitent poser pour de nouveaux tableaux ; Véra Alexeïevna pense surtout à l'éducation des enfants et n'est pas attirée par une vie de salon. Ils se séparent en 1887, et se partagent les enfants : les aînés restent avec leur père, les puinés partent avec leur mère. Cette rupture marque si sérieusement le peintre, que Stassov fait part à Mark Antokolski de son inquiétude sur l'état moral de son ami :

« Répine ne dit rien de l'exposition; cet été et cet automne, il n'a fait que parler d'elle... Où sont le calme, la joie, le goût de peindre ses toiles ? Comment préparer une exposition, quand... tous ces désagréments, ces histoires, c'est un vrai malheur. »

### Portraits de famille et destin de ses enfants

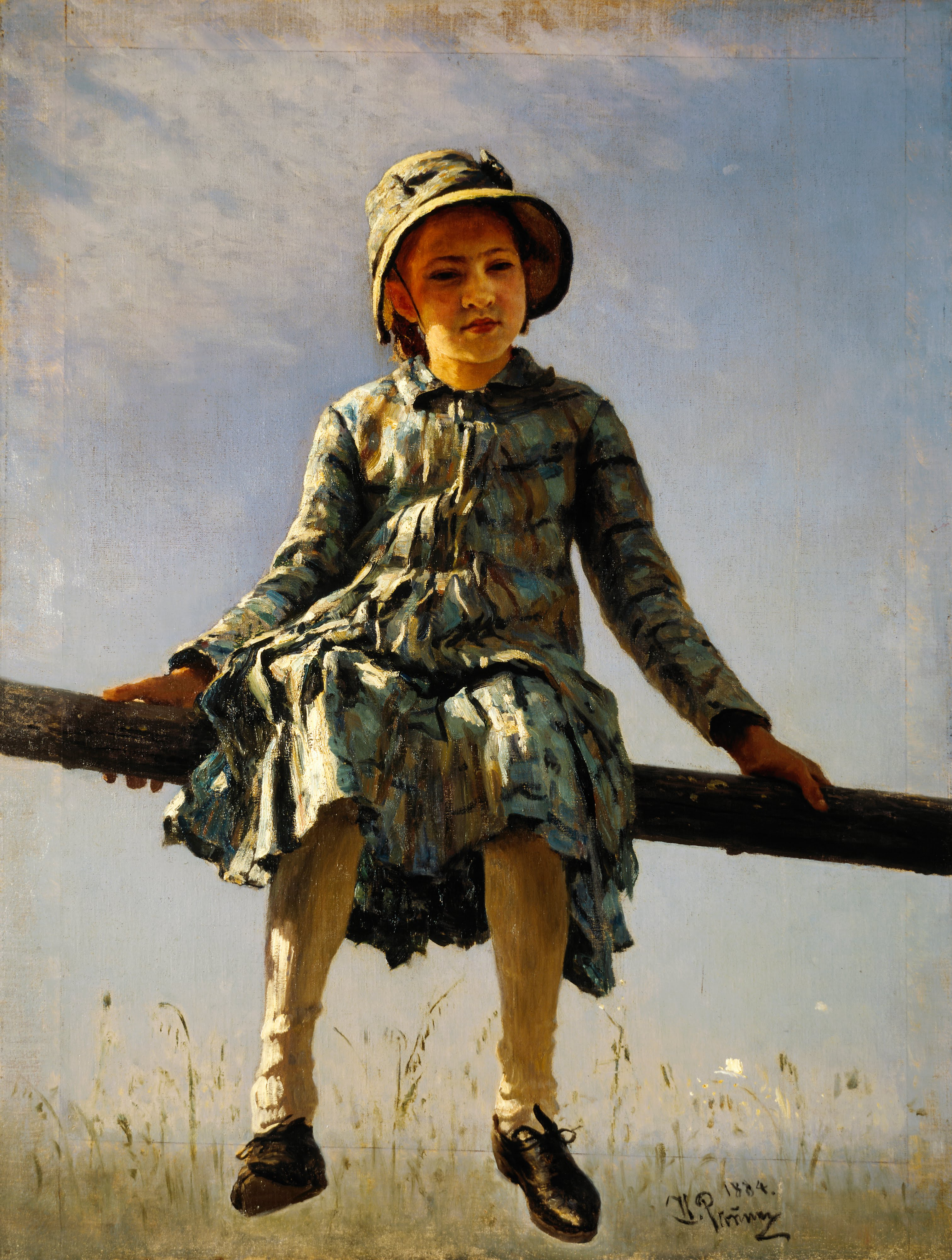
Libellule (1882).

Pendant son mariage comme après cette rupture, Répine peint de nombreux portraits de ses proches. De Véra Alexeïvna, on retient le portrait Le Repos (« Отдых », 1882), dans lequel le visage « peu attrayant, ou plutôt, maussade » de la femme assoupie, selon Alekseï Fiodorov-Davydov, est adouci par le « lyrisme charmant » du peintre.
Répine peint avec un « lyrisme » tout aussi « fin et inspiré » des portraits de ses enfants. Cela vaut tout particulièrement pour deux de ses tableaux, Libellule (« Стрекоза », 1884) et Bouquet d'automne (« Осенний букет », 1892). Le modèle de ces deux œuvres est sa fille aînée Véra Ilinitchna. Sur le premier, à douze ans, illuminée par le Soleil, elle est assise sur une barrière. Les critiques font l'hypothèse que le peintre a fait le tableau de mémoire, et en voient un indice dans des discordances entre le fond et la silhouette de la petite fille. Mais pour Bouquet d'automne, auquel Répine travaille dans sa propriété de Zdravnievo, Véra pose. Elle est devenue une demoiselle, et le bouquet d'automne qui a donné son nom à la toile souligne « la sensation de vie, de jeunesse et de volupté » qui émane d'elle. C'est à Zdranievo qu'est aussi peint le portrait de Nada, dont le peintre se souvient qu'« elle est dans une tenue de chasse, le fusil sur l'épaule et l'apparence héroïque ».

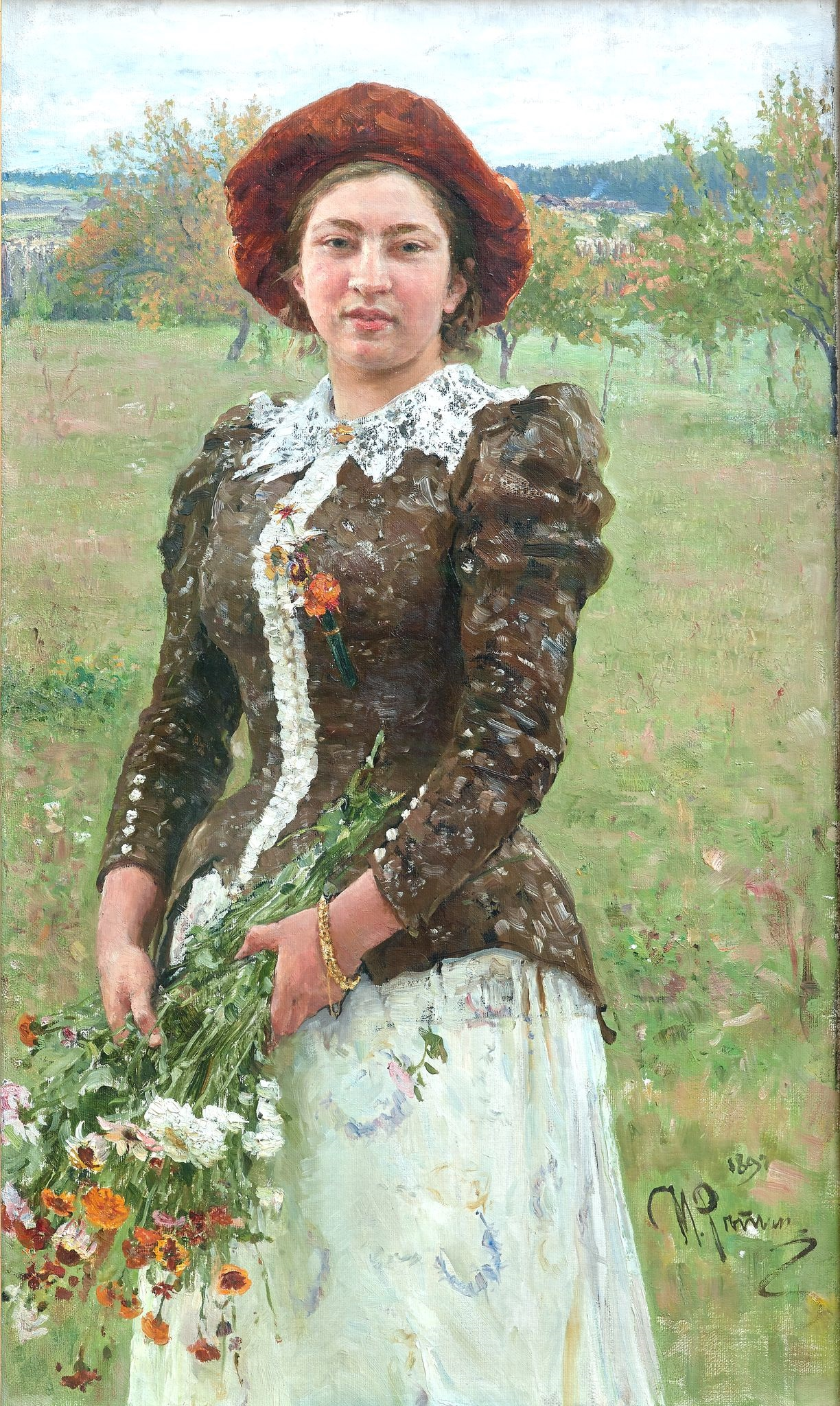
Bouquet d'automne (1892).

Les parcours des enfants de Répine divergent. Véra Ilinitchna, employée quelque temps au théâtre Alexandra, revient ensuite chez son père aux Pénates. Elle déménage ensuite à Helsinki, où elle meurt en 1948. Nadejda, plus jeune que Véra de deux ans, termine un cours féminin d'aide-soignante, et ensuite travaille dans un hôpital rural. Après s'être rendue dans une zone touchée par une épidémie de typhus en 1911, elle commence à souffrir de névroses. Vivant seule avec son père à Kuokkala, elle ne quitte pas sa chambre, et meurt en 1931. Iouri Ilitch (1877-1954) suit les traces de son père et devient peintre. Sa vie est marquée par la disparition tragique de son fils Dima. L'ouverture des archives soviétiques a en outre révélé son arrestation en 1935 pour avoir traversé la frontière, et sa condamnation sur le fondement des articles 58-8 et 84 du code pénal de la RSFSR. La fille cadette de Répine, après avoir suivi les cours Bestoujev, enseigne à l'école de Zdranievo ; après la mort de son père, elle se rend en France et y meurt en 1957.

## Voyages à l'étranger (1873-1876).Sadko
En avril 1873, quand sa fille aînée a grandi, la famille de Répine, qui a droit à un voyage à l'étranger en tant que pensionnaire de l'Académie des beaux-arts, quitte la Russie. Après avoir visité Vienne, Venise, Florence, Rome et Naples, le peintre prend un appartement et un atelier à Paris. Dans une lettre à Stassov, il se plaint que la capitale de l'Italie l'a déçu (« Une multitude de galeries, mais... je manquais de patience pour découvrir les belles choses ») et que Raphaël s'est révélé « ennuyeux et vieilli ». Des fragments de cette lettre sont rendus publics, et la revue Amusement (ru) (Развлечение) répond en mars 1875 par une caricature fielleuse, où Stassov « aide Répine à briser sa coquille et à sortir du nid ». Ce dessin est accompagné de quelques vers :

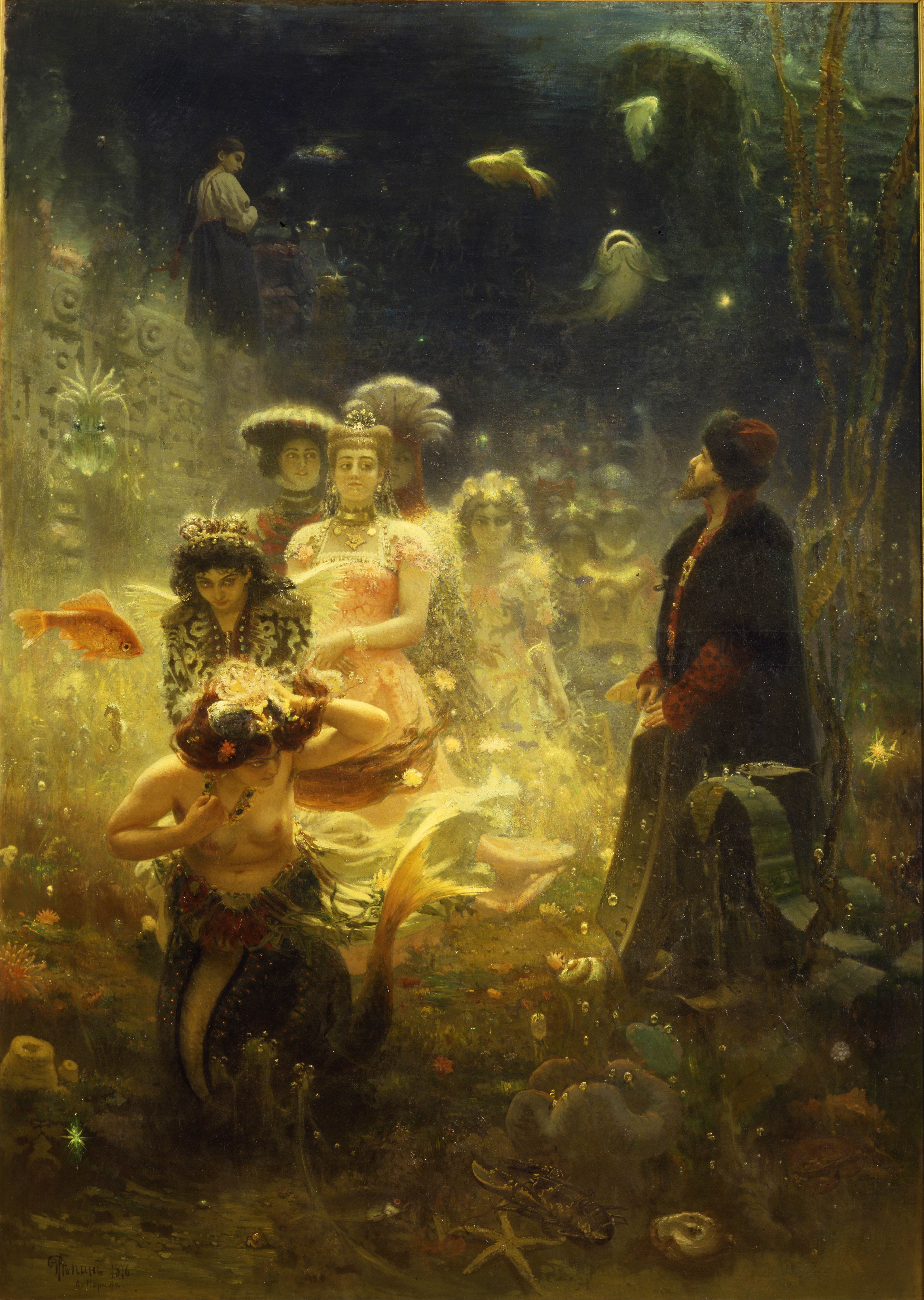
Sadko (1876).

...N'est-il pas vrai, mon cher lecteur,

que pour des juges comme le Stass...

navet vaut mieux qu'un ananas ?,
Répine met du temps pour s'habituer à Paris, mais il commence vers la fin de son premier séjour à fréquenter les impressionnistes français, tout particulièrement Manet, sous l'influence duquel il peint la toile Un café parisien, témoignant de sa maîtrise de la peinture sur le motif. À leur contact, il évolue dans son usage des lumières et couleurs, et peint des paysans, des poissonnières et des scènes de la vie marchande. Pour autant, comme le souligne le peintre Iakov Mintchenkov, il verra « jusqu'à la fin de sa vie dans la nouvelle manière une impasse, et les paysagistes-impressionnistes l'irritent ». Eux, de leur côté, reprochent à Ilia Iefimovitch « son incompréhension de la beauté ».
Il leur répond par la toile Sadko, peinte à Paris, dont le personnage a « le sentiment d'être dans un empire immergé ». Le projet est difficile, et Répine passe beaucoup de temps dans la recherche d'un commanditaire et d'un financement ; son intérêt pour son idée fond peu à peu, et dans une lettre à Stassov, le peintre, vexé, reconnaît que « son œuvre le déçoit horriblement ».
En 1876, il reçoit cependant le titre d'académicien pour cette peinture. Cela ne le sauve pas de la critique : Adrian Prakhov écrit ainsi dans la récension publiée dans la revue artistique L'Abeille («Пчела») :

« Permettez-moi, est-ce donc vraiment le même Répine, que celui qui a peint les Bateliers ? Que doit-il donc faire maintenant, alors qu'encore élève il avait produit la perfection. Je suis pris de tremblement et je m'en vais.... « Ah, regardez, maman, un homme dans un aquarium ! »... Je lui souhaite de bien se réveiller..... »

## Période moscovite (1877-1882)

### Entrée chez les Ambulants
Après être revenu à Moscou, Répine vit et travaille presque un an, d'octobre 1876 à septembre 1877, dans sa propriété de Tchougouïev. Il correspond pendant toute cette période avec Polenov, lui proposant de s'installer à Moscou. Mais le déménagement est difficile : comme il l'écrit à Stassov, il doit emporter avec lui « un stock considérable de matériel d'artiste », qui n'est pas déballé à la suite d'une poussée de malaria du peintre. Après son rétablissement, il confie à Stassov qu'il a décidé d'entrer chez les Ambulants. Ivan Kramskoï, qui est l'un des principaux inspirateurs de cette association de peintres, accueille cette initiative avec enthousiasme :

« Quels bons mots avez-vous écrits, « je suis des vôtres », le savez-vous ? Ils versent dans mon coeur tourmenté éveil et espoir. En avant! »

Selon ses règles, l'admission dans la confrérie prend effet après la réalisation par le candidat d'une « exposition probatoire », mais il est fait une exception en faveur de Répine : il est accepté sans formalité, en février 1878.
Malgré son succès, Répine restera toujours proche des Ambulants. Il démissionne toutefois en 1891 pour protester contre un nouveau statut qui restreint les droits des jeunes artistes, pour y revenir ensuite en 1897.

### La Régente Sophie

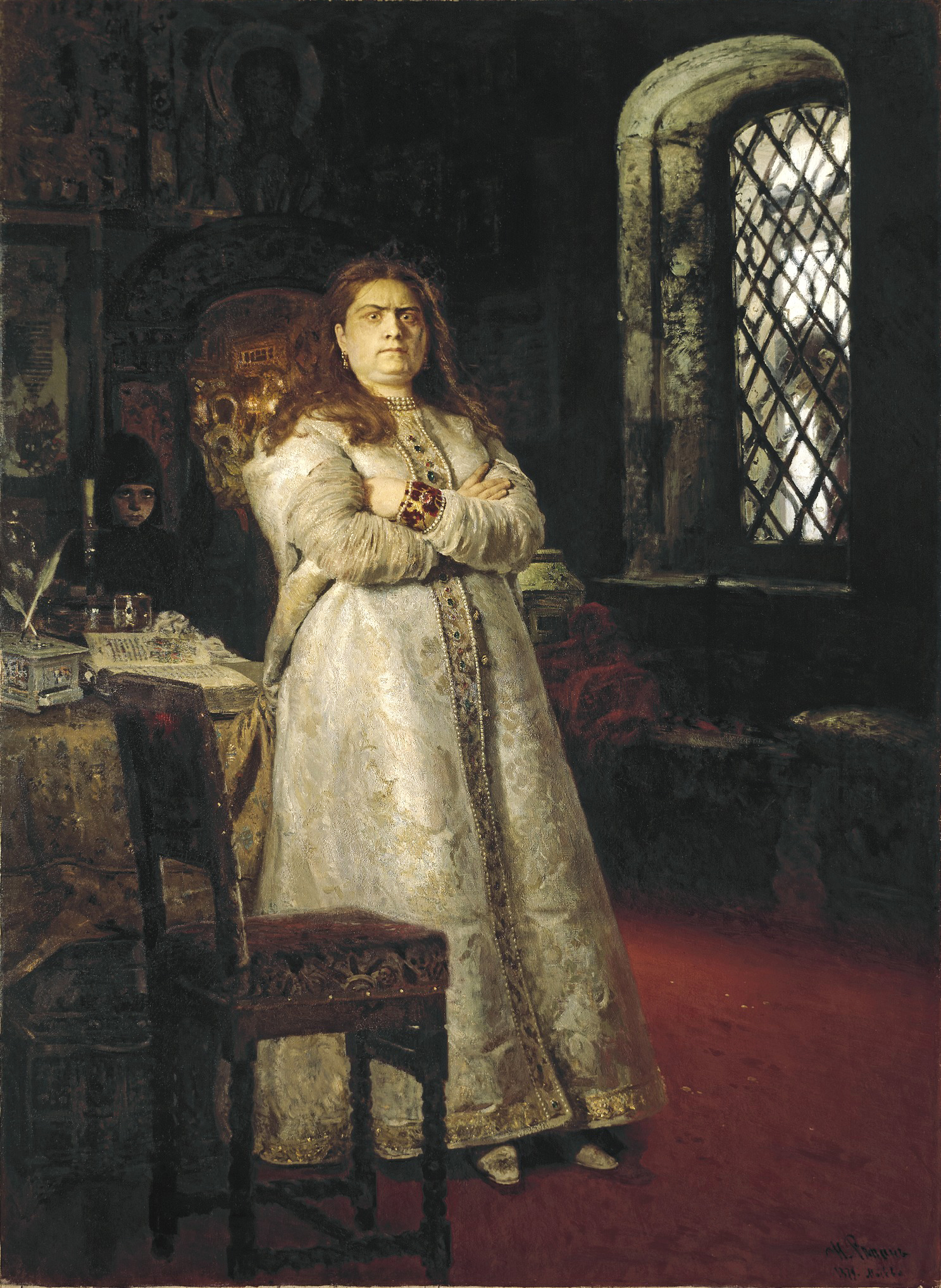
La Régente Sophie (1879).

La Régente Sophie (Царевна Софья), de son intitulé complet La Régente Sophie Alexeïevna un an après son enfermement au couvent de Novodievitchi, en 1698, du temps de l'exécution des streltsy et de la mise à la torture de tous ses serviteurs, est un des premiers tableaux que Répine entreprend après son emménagement à Moscou. Les chercheurs pensent que c'est pour mieux s'imprégner de son sujet qu'il déménage deux fois, en se rapprochant du couvent.

Il travaille à cette toile plus d'un an dans son atelier, étudiant les documents historiques et les matériaux que lui a rapportés Stassov de Saint-Pétersbourg. Pour mieux rendre les détails, il visite des musées et des ateliers de costumes de théâtre, en faisant de nombreux croquis. Valentina Serova (mère de Valentin Serov), Ielena Apreleva (sœur du compositeur Pavel Blaramberg) et une couturière posent pour le personnage de Sophie. La femme de Répine, Véra Alexeïevna, coud de ses mains une robe d'après les esquisses faites au palais des Armures. Selon le critique V. N. Moskvinov, « techniquement, tout dans La Régente Sophie est exécuté à la perfection, » : 

« et la silhouette de la Régente et le brocart argenté de sa robe, et la semi-pénombre de la cellule étroite et étouffante, et la lutte si bien rendue de la lumière tiède de la lampe à huile avec celle, froide et cendrée, qui ruisselle de l'étroite fenêtre, et le frère convers effrayé à l'arrière-plan… »

Malgré tout ce travail, le nouveau tableau de Répine, montré à l'exposition des Ambulants de 1879, n'éveille pas l'enthousiasme des autres peintres. Même Stassov, qui y a fortement contribué, écrit que Répine « n'a pas apporté d'éléments qui donnent de la consistance » au personnage de Sophie, et qu'il est ainsi contraint de lui faire « prendre une pose ». Moussorgski, déçu, confie avoir vu dans la toile « une femme non pas un peu épaisse, mais obèse à un tel point qu'il n'y a plus vraiment de place pour le spectateur ». Seuls quelques des plus proches de Répine le soutiennent, parmi lesquels Kramskoï, qui déclare que Sophie est une toile « historique ».

### L'élève Valentin Serov

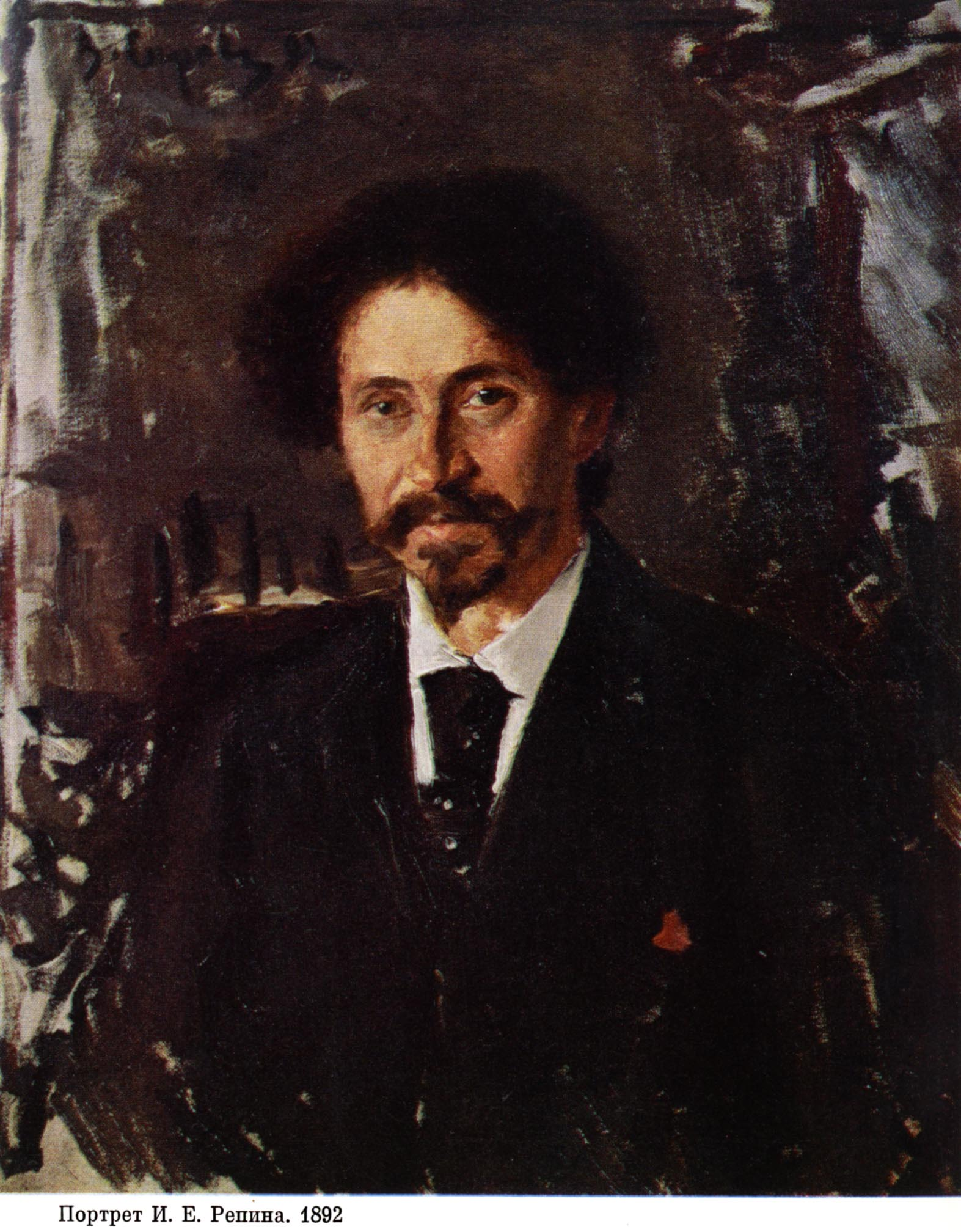
Valentin Serov : Portrait d'Ilia Répine (1892).

C'est à cette époque que le jeune Valentin Serov intègre la maisonnée de Répine. Le peintre l'avait rencontré pour la première fois en 1871 quand, après la mort d'Alexandre Serov, il était venu chez le compositeur pour réconforter sa veuve et son fils, alors âgé de six ans. Le hasard les fit ensuite séjourner en même temps à Paris : Valentin vivait avec sa mère, également musicienne, boulevard de Clichy, et il venait presque chaque jour dans l'atelier d'Ilia Iefimovitch.
Quand Valentin atteint sa seizième année, sa mère Valentina Semionovna demande à Répine de le prendre dans sa famille. Celui-ci se sent libre dans la maison du peintre et ne se distingue pas des autres enfants. Il participe aux tâches domestiques, et passe de nombreuses heures à l'atelier. Répine s'aperçoit vite que Valentin met du cœur à l'ouvrage et a un goût et une sensibilité artistiques :

« L'après-midi, à ses heures de loisir, il [Valentin Serov] fait des croquis de toutes les vues des fenêtres de mon atelier : le petit jardin avec ses bouleaux et ses arbres fruitiers, ou les façades des maisonnettes ; cet enfant le fait avec un très grand amour et une incroyable assiduité, composant avec plein de charme ses petites toiles de couleurs. »

Répine comprend que son élève est mûr pour d'autres progrès, lorsque celui-ci peint des études un été près d'Abramtsevo. Travaillant avec Valentin à côté du monastère, Ilia Iefimovitch remarque un dessin d'un bossu fait par le jeune Serov, type qu'il utilisera par la suite dans le tableau Procession religieuse dans la province de Koursk. Le dessin, accompli avec « l'éclat d'un maître expérimenté », lui prouve que Serov est prêt à se présenter aux Beaux-Arts. Il l'envoie rapidement à Saint-Pétersbourg, pour y être auditeur libre, et fait tout son possible pour qu'il soit inscrit dans le cours du professeur Pavel Tchistiakov, dont il apprécie non seulement la maîtrise de la peinture, mais également la finesse et l'intelligence pédagogiques.

### Portrait d'Ivan Tourgueniev

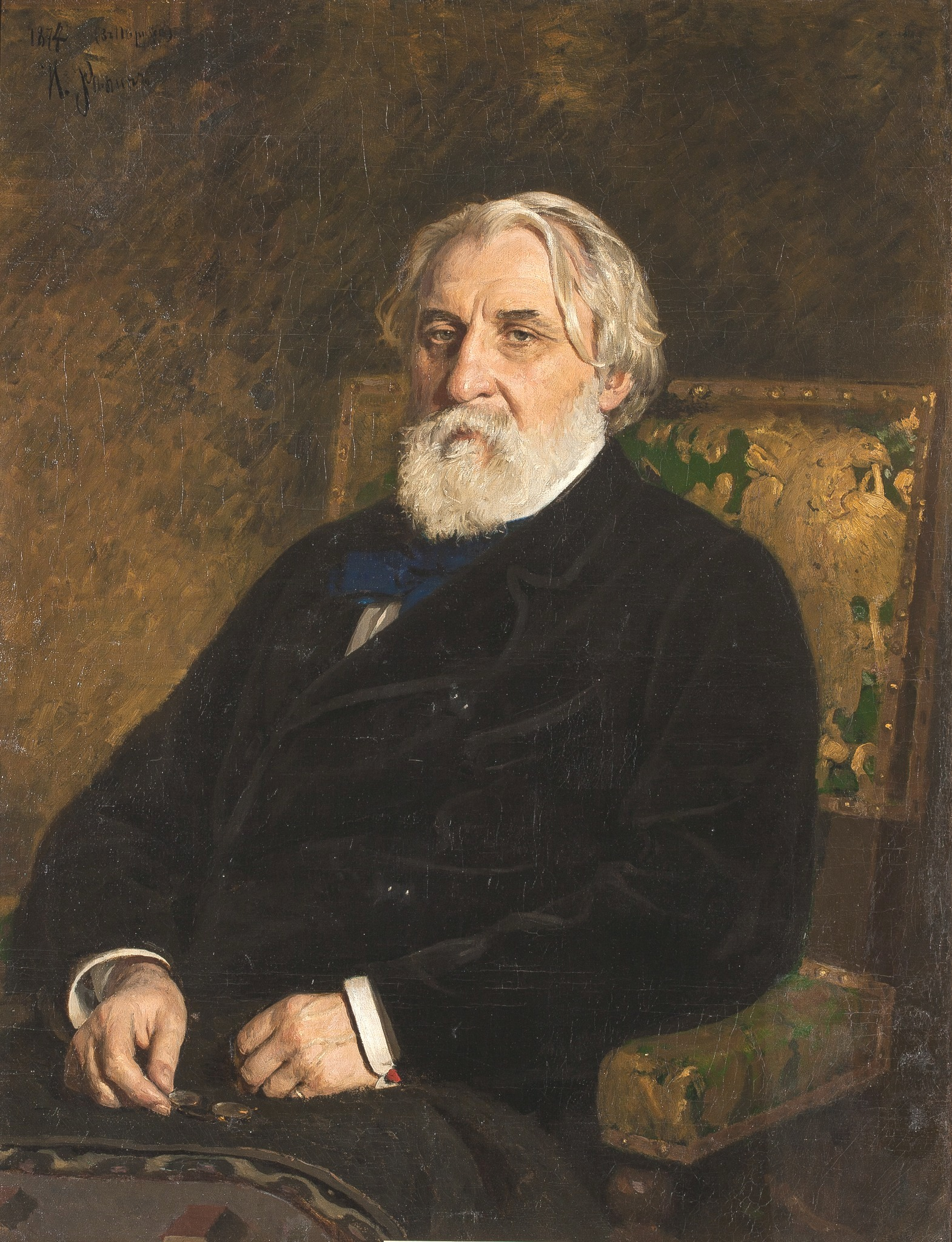
Portrait d'Ivan Tourgueniev (1874).

La conception du portrait d'Ivan Tourgueniev sera si difficile qu'elle est qualifiée par Vladimir Moskvinov de « naissance sous la torture ». Le peintre et l'écrivain ont fait connaissance à Saint-Pétersbourg et se sont revus plus tard à Paris. Répine est enthousiasmé de la commande d'un portrait d'Ivan Sergueïevitch Tourgueniev que lui passe Pavel Tretiakov. La première séance de pose semble bien se passer, cependant, il reçoit le lendemain une lettre l'informant que cette première version a été mise au rebut par Pauline Viardot, amie de l'écrivain. Cette réaction lui fait perdre l'inspiration. Répine confiera par la suite : « Quelle a été ma bêtise ! Dans mon emportement, j'ai retourné à l'envers l'esquisse, pourtant bonne, et j'ai suivi une autre direction... Hélas, le portrait en est sorti sec et ennuyeux ».
Pavel Tretiakov, après avoir intégré dans sa collection le portrait de Tourgueniev, ne cache pas son déplaisir. La toile est cédée à la galerie de Kozma Soldatenkov, puis passe à Savva Mamontov et ensuite au musée Roumiantsev, et ce n'est que dans les années 1920 qu'elle retourne à la galerie Tretiakov.
En janvier 1879, quand Ivan Tourgueniev arrive à Moscou, Tretiakov, qui n'a pas abandonné l'idée d'avoir un bon portrait de l'écrivain, organise chez lui une rencontre entre Ilia Iefimovitch et Ivan Sergueïevitch. Les séances reprennent, et, au printemps, la toile est terminée. Mais son accrochage à la 7eexposition des Ambulants apporte au peintre de nouvelles déceptions : les critiques voient sur la tête de l'écrivain du « savon à barbe » et ils qualifient le personnage de « sorte de vieux Céladon ». Stassov, reconnaissant que la deuxième tentative s'est également révélée infructueuse, déclare :

« Ce que connut Répine à cette occasion n'est que le lot commun : tous ceux qui ont peint le portrait de Tourgueniev ont échoué, aucun de nos peintres n'est arrivé à rendre le visage et l'apparence de ce remarquable écrivain russe. »

### Procession religieuse dans la province de Koursk

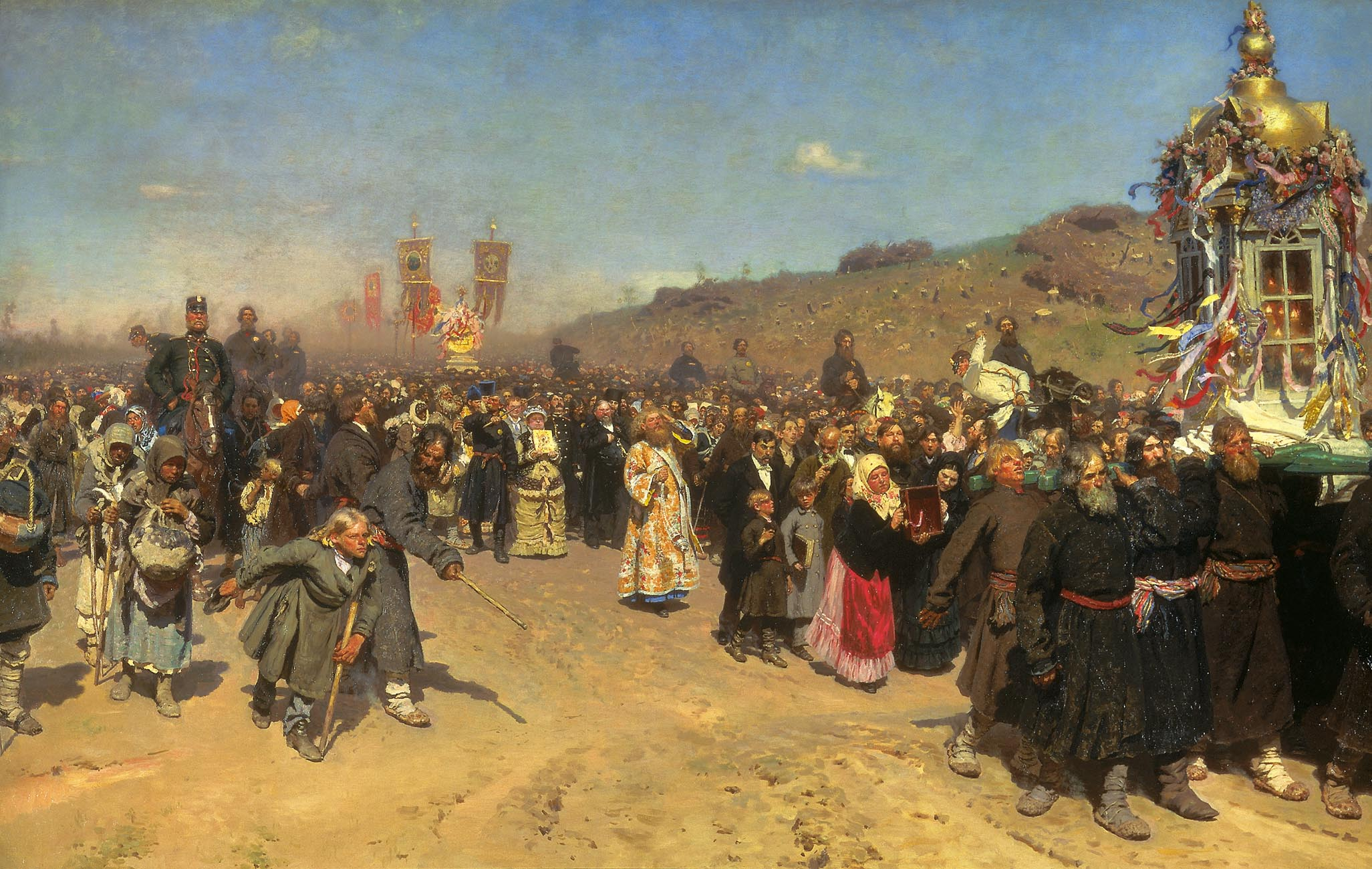
Procession religieuse dans la province de Koursk (1883).

La beauté des couleurs de La Procession tient à une gamme allant jusqu'à un ton presque argentin, propre aux mi-journées d'été. Il naît d'un badigeon blanchâtre, littéralement consumé par la chaleur torride du ciel, d'un air saturé de poussière et brûlant et enfin des taches disséminées sur la toile des habits gris-brun des paysans.
Répine passe trois ans à la toile Procession religieuse dans la province de Koursk («Крестный ход в Курской губернии»), qu'il appelle d'abord L'Icône miraculeuse. Pour la préparer, il se rend dans le gouvernement de Koursk, à Kiev et à Tchernigov. Il repousse plusieurs fois le terme de son travail : il écrit ainsi en août 1881 à Stassov, qu'il pense l'avoir achevé pour l'hiver, pour indiquer plus tard que ce sera pour encore dans longtemps.
La procession... se présente finalement comme « une construction polyphonique, un chœur aux multiples figures », dans laquelle il y a « la vigueur, la force, la puissance, le chaos ». Plus de soixante-dix silhouettes, clairement identifiables, se détachent dans la foule torrentueuse ; la multitude des visages et des attitudes compose « une peinture d'ensemble de la vie du peuple » dans les années 1880. Les types sociaux se démarquent non seulement dans les deux personnages, le bossu et la maîtresse, qui occupent le premier plan mais également dans tous les caractères « secondaires », comme le représentant de l'ordre, brandissant sa cravache contre les fauteurs de troubles.
Comme la plupart des travaux précédents de Répine, la toile suscite des réactions contradictoires. Si Igor Grabar considère, que ce tableau établit définitivement la réputation de premier peintre russe de Répine, le journal de Saint-Pétersbourg Novoïé Vrémia y voit « non pas une représentation impartiale de la réalité russe », mais seulement « le regard à charge du peintre sur la vie »,.

### Répine et Tolstoï
C'est encore Stassov, qui, dans les années 1870, informant avec insistance l'écrivain qu'une « nouvelle étoile » est née dans l'art russe, est à l'origine de la relation entre Répine et Léon Tolstoï. Ils se rencontrent pour la première fois en octobre 1880, quand l'écrivain arrive à l'improviste dans la maison de la baronne Simoline, où Répine séjourne. Répine écrit tout de suite à Stassov, notant que l'écrivain « ressemble au portrait fait de lui par Kramskoï » :

« J'étais si étourdi de cette présence inattendue, et aussi de ce départ brusque (bien qu'il soit resté environ deux heures, cela m'avait semblé à peine un quart d'heure), que, par distraction, j'ai oublié de lui demander, où il s'était arrêté, combien de temps il y restait, où il irait... Écrivez-moi, s'il vous plaît, son adresse, où je peux le trouver,. »

Mais ils ne commenceront à se fréquenter régulièrement qu'un an plus tard, quand Léon Nikolaïevitch, arrivé à Moscou, s'installe chez les Volkonski. Le peintre racontera ensuite qu'il allait souvent voir Tolstoï, s'efforçant que ces rencontres coïncident avec de longues promenades nocturnes. L'écrivain pouvait parcourir de longues distances sans fatigue, et il leur arrivait quelquefois, entraînés par leur conversation, de se « faufiler si loin » qu'ils devaient commander des chevaux pour le retour.
En 1882, Tolstoï participe au recensement de la population de Moscou, et il lui est attribuée une section du raïon du Marché de Smolensk, dont le quartier pauvre de la forteresse de Rjanov (Ржановскую крепость). Le peintre accompagne l'écrivain dans ses tournées, comme en témoignent les dessins Scène de rue («Уличная сценка»), L. N. Tolstoï et ses commis au recensement («Л. Н. Толстой и счётчики на переписи») et quelques autres.
Pendant les douze années où il le fréquente, que ce soit dans son appartement moscovite ou à Iasnaïa Poliana, Répine peint plusieurs portraits de l'écrivain, les plus connus étant Tolstoï à sa table de travail («Л. Н. Толстой за письменным столом» - 1887), Tolstoï dans un fauteuil un livre à la main («Л. Н. Толстой в кресле с книгой в руках» - 1887), Tolstoï dans un cabinet japonais («Л. Н. Толстой в Яснополянском кабинете под сводами» - 1891), ainsi que des dizaines d'esquisses et de croquis, la plupart dispersés dans ses carnets.

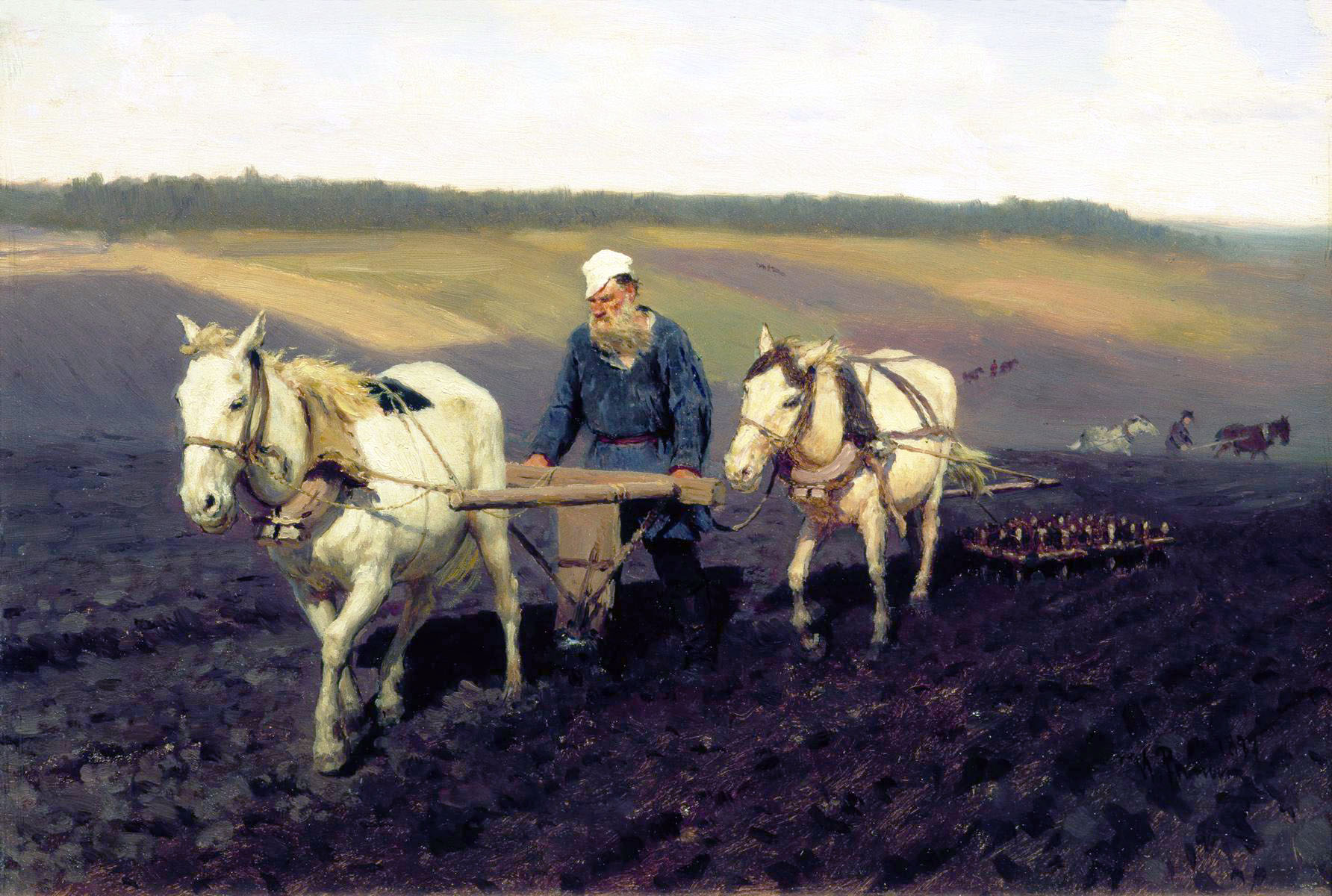
Tolstoï dans un champ de labour (1887).

L'idée du tableau Tolstoï dans un champ de labour («Л. Н. Толстой на пашне») lui vient le jour-même où Léon Nikolaïevtch est appelé pour labourer le champ d'une veuve. Répine, qui se trouve ce jour-là à Iasnaïa Poliana, a « l'autorisation de s'y rendre avec lui ». Tolstoï travaille sans interruption pendant six heures. Ilia Iefimovitch, le carnet de croquis à la main, fixe ses mouvements et vérifie les contours et les proportions de sa silhouette.
Dans l'édition de septembre 1887 de la revue Nouvelles et journal de la bourse («Новости и биржевая газета»), Stassov fait paraître un article mentionnant que Tolstoï, représenté par Répine, lui rappelle les bateliers brûlés par le soleil : « la même expression de force, de dévouement à l'ouvrage, les mêmes traits nationaux répétés à l'infini ». Le critique prête une attention particulière aux chevaux ; selon lui, chacun des deux a son propre caractère, l'un accomplit sa tâche, l'autre montre de la vivacité et de l'insoumission,.

### Portrait de Moussorgski

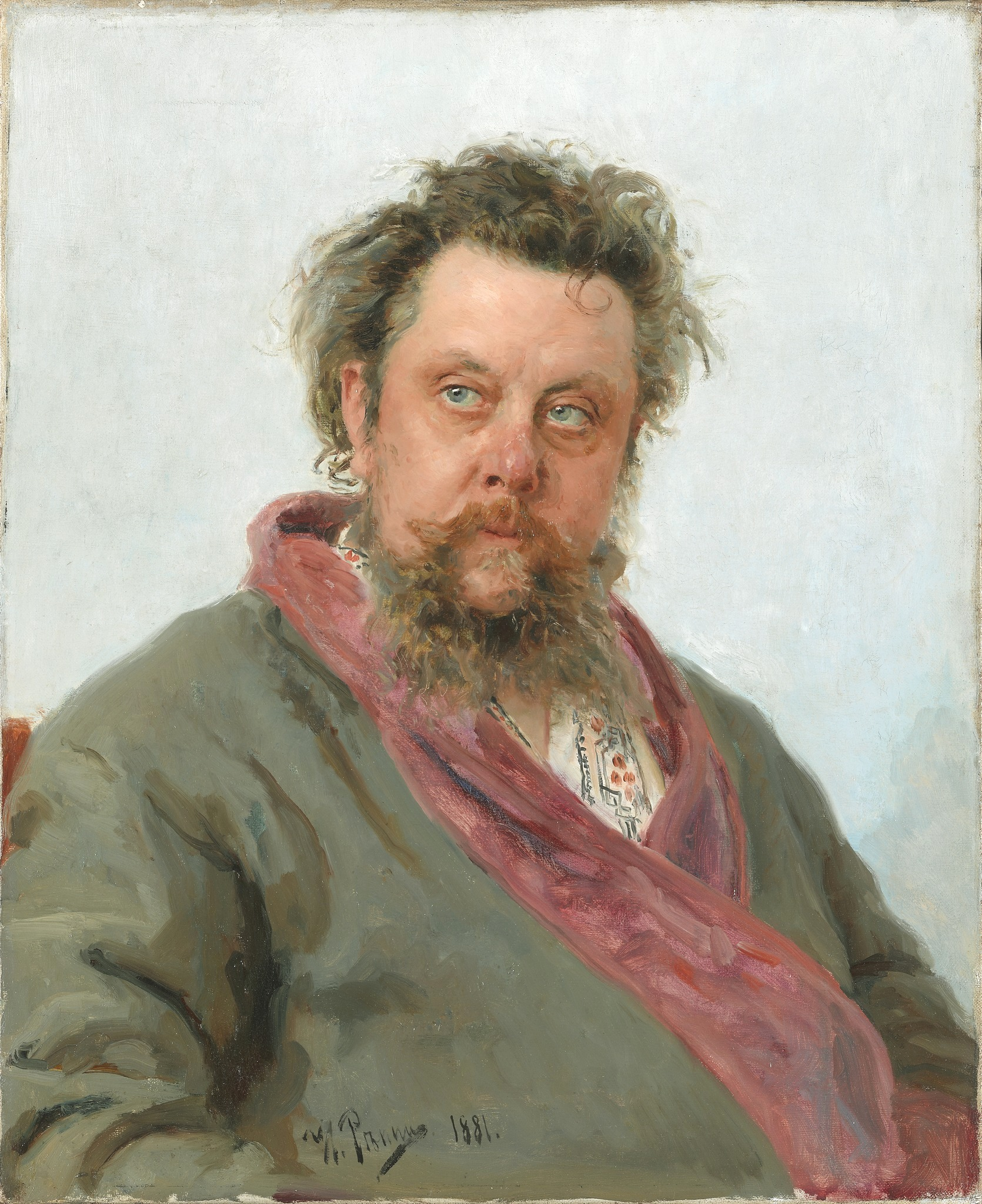
Portrait du compositeur Modeste Moussorgski (1881).

Répine entretient pendant de longues années une relation particulièrement chaleureuse avec Modeste Moussorgski. Le compositeur s'efforce de ne pas manquer une exposition d'Ilia Iefimovitch ; celui-ci, de son côté, assiste aux premières de ses œuvres musicales. Boris Assafiev, lui aussi compositeur, rapporte qu'il lui arrive d'accompagner le travail de Répine au piano : le peintre aimait écouter La Khovanchtchina. Au printemps 1881, Stassov écrit de Saint-Pétersbourg que Modeste Petrovitch est à l'hôpital militaire Nicolaïevsk, sévèrement atteint, avec le commentaire « comment ne pas regretter la façon dont ce génie si fort dispose si sottement de son corps ? ».
Le peintre se rend immédiatement à la capitale, pour rendre visite à son camarade malade. À l'hôpital, en quatre jours, du 2 au 5 mars, il peint le portrait de Moussorgski. Il n'a pas pris de chevalet, et il travaille à côté de la table où est assis le compositeur. Selon les historiens, le peintre ne cherche pas à cacher la « faiblesse humaine » du compositeur, mais, en habit d'hôpital, avec un regard fixe, en même temps détaché, Moussorgski a l'air d'un homme « beau et grand par son âme ». Le portrait du compositeur, terminé quelques jours après la visite de Répine, fait forte impression. Selon Kramskoï, le peintre a utilisé dans son travail « un procédé inédit, jamais essayé par personne ; quelque chose qui n'est qu'à lui, et rien de plus » :

« Regardez ces yeux ; ils regardent, comme s'ils étaient vivants, ils pensent, tout le travail intérieur de l'esprit à cet instant est peint en eux. Y a-t-il sur terre beaucoup de portraits avec une expression semblable ?, »

### Répine et Tretiakov
Répine fait la connaissance du mécène et fondateur de la Galerie Tretiakov Pavel Tretiakov alors qu'il travaille sur les Bateliers de la Volga. En 1872, ayant entendu parler d'esquisses intéressantes faites par l'élève de l'Académie près de la Volga, Tretiakov visite l'atelier d'Ilia Iefimovitch à Saint-Pétersbourg, et, après les présentations, il regarde longtemps et avec attention les études suspendues le long du mur. Deux œuvres l'attirent plus particulièrement, des portraits d'un gardien et d'un vendeur. Il les achète au prix fixé par Répine.
À Moscou, les relations d'affaires nouées entre Répine et Tretiakov se transforment peu à peu en amitié. Le mécène rend souvent visite à Ilia Iefimovitch. Quand cela n'est pas possible, ils s'écrivent des lettres ou de courts messages : « si vous trouvez un moment, revenez me voir pour regarder le portrait d'Axakov. Répine ». « Je vous serais très reconnaissant, si vous pouviez me rendre visite aujourd'hui même. Tretiakov ». Cette amitié ne les empêche pas de polémiquer sur divers sujets. Ainsi, Tretiakov considère que, dans la toile La Procession, la bourgeoise ridicule qui porte le coffre à icônes devait être remplacée par la sympathique demoiselle. Pavel Mikhaïlovitch est également embarrassé par le thème du tableau Le Laboureur ; Répine lui répond, qu'il ne peut être d'accord avec l'idée que représenter Tolstoï travaillant dans les champs serait une sorte de propagande.

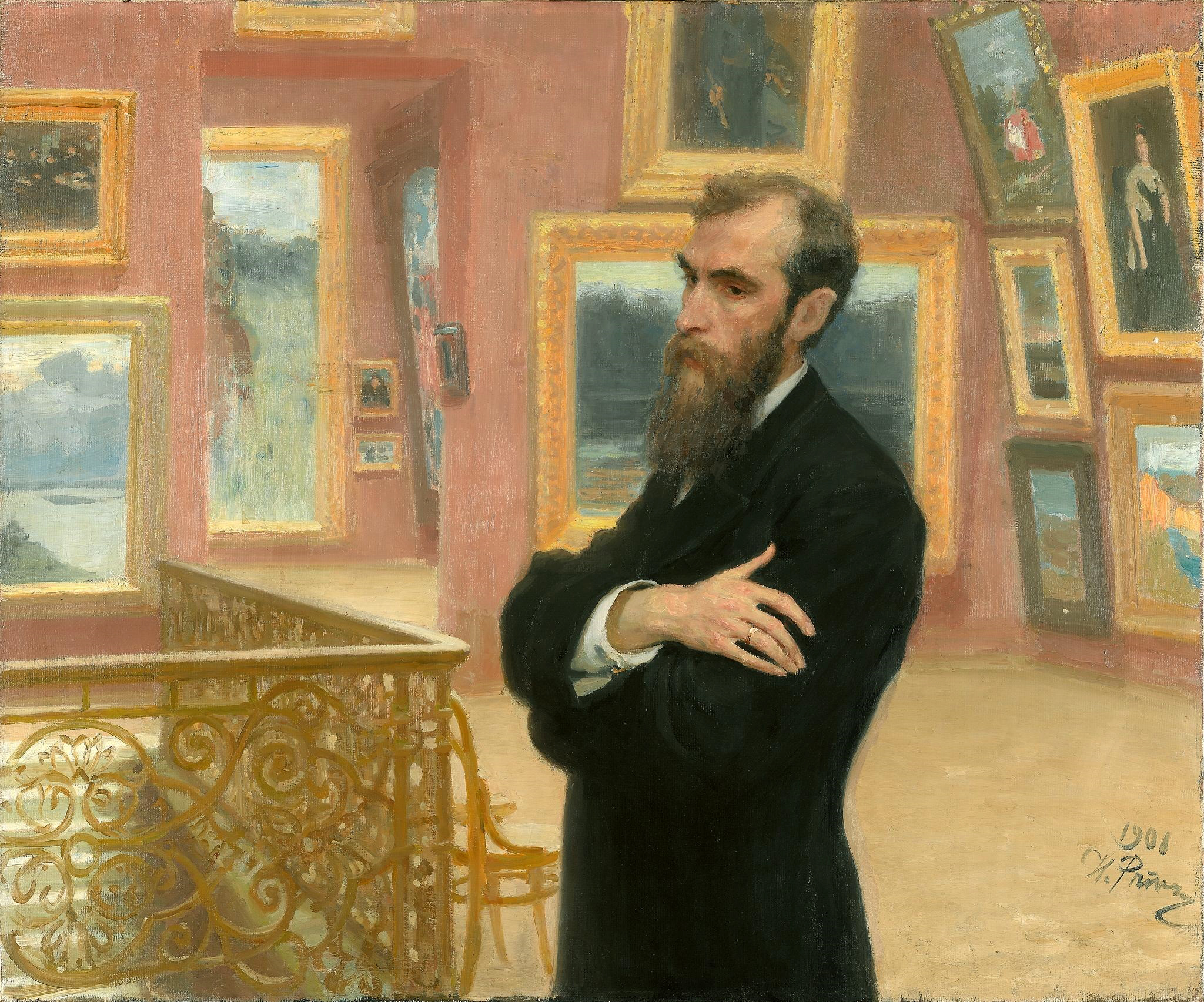
Portrait de Pavel Tretiakov (1901).

Tretiakov suggère aussi au peintre des idées pour de futures œuvres. Il lui propose ainsi de peindre le portrait d'Alexeï Pissemski, écrivain gravement malade et vivant reclus, et « une œuvre d'art extraordinaire » viendra prendre place dans la galerie. Mais le peintre repousse catégoriquement la recommandation de Tretiakov de prendre comme modèle le critique et éditeur Mikhaïl Katkov ; dans une lettre en réponse, il indique avec emportement qu'il ne mettra pas « le portrait d'un rétrograde » sur le même rang que Tolstoï, Nekrassov, ou Dostoïevski et que cela porterait ombrage à l'activité du galeriste, qui a amassé dans « son musée tant de joyaux ».
Répine couve longtemps le projet de peindre un portrait de Tretiakov lui-même, mais le mécène refuse tout net de poser. Ils commencent cependant un travail commun l'hiver 1882, qui se prolonge jusqu'au départ de Répine de Moscou et est achevé à Saint-Pétersbourg. Sachant que la famille de Pavel Mikhaïlovitch apprécie ce portrait, il en peint une deuxième version après la mort du mécène. Présent en décembre 1898 aux obsèques de Tretiakov, Ilia Iefimovitch écrit :

« Voici qu'un chêne est abattu : il était puissant, épanoui, sous ses larges branches vivaient et prospéraient tant de grands peintres russes. Et voilà que commence le temps de l'appauvrissement, de la vanité, que l'on comprend qu'une époque est révolue, que l'on s'étonne de sa grandeur, et pour l'art, et pour le collectionneur. »

## Seconde période pétersbourgeoise (1882–1900)
À la veille d'un voyage dans la capitale, Répine avoue dans une de ses lettres que Moscou l'épuise. Il se laisse convaincre par l'insistance de Stassov et Kramskoï, et, à l'automne 1882, le peintre, âgé de 38 ans, retourne dans la ville où il a passé sa jeunesse. Il apporte avec lui de nombreux bagages, dont des esquisses de projets déjà engagés, comme Les Zaporoges («Запорожцы»), Arrestation d'un propagandiste («Арест пропагандиста»), Le Refus de la confession («Отказ от исповеди»), Ivan le terrible («Иван Грозный») et des centaines de croquis et de dessins sur les thèmes les plus variés.

### Ivan le terrible et son fils Ivan le 16 novembre 1581
L'idée d'une toile historique, consacrée à un des récits de l'Histoire de l'État russe de Nikolaï Karamzine vient à Répine après qu'il a assisté à un concert de Rimsky-Korsakov. Il écrira ensuite que « la trilogie de ce dernier, l'amour, le pouvoir et la vengeance », l'a tellement impressionné qu'il a voulu « représenter en peinture quelque chose de semblable par sa force à sa musique ». Répine commence avec le choix des modèles. Il cherche partout les visages dont il a besoin, scrutant les passants dans les rues, s'adressant à des connaissances. Le personnage d'Ivan le terrible est finalement inspiré en grande partie par le peintre Grigori Miassoïedov, qui, avec d'autres hommes rencontrés sur le marché, accepte de poser pour la future toile. Le tsarévitch a pour modèle plusieurs personnes, dont le paysagiste Vladimir Menk et l'écrivain Vsevolod Garchine. Questionné sur le choix de ce dernier, Répine indique :

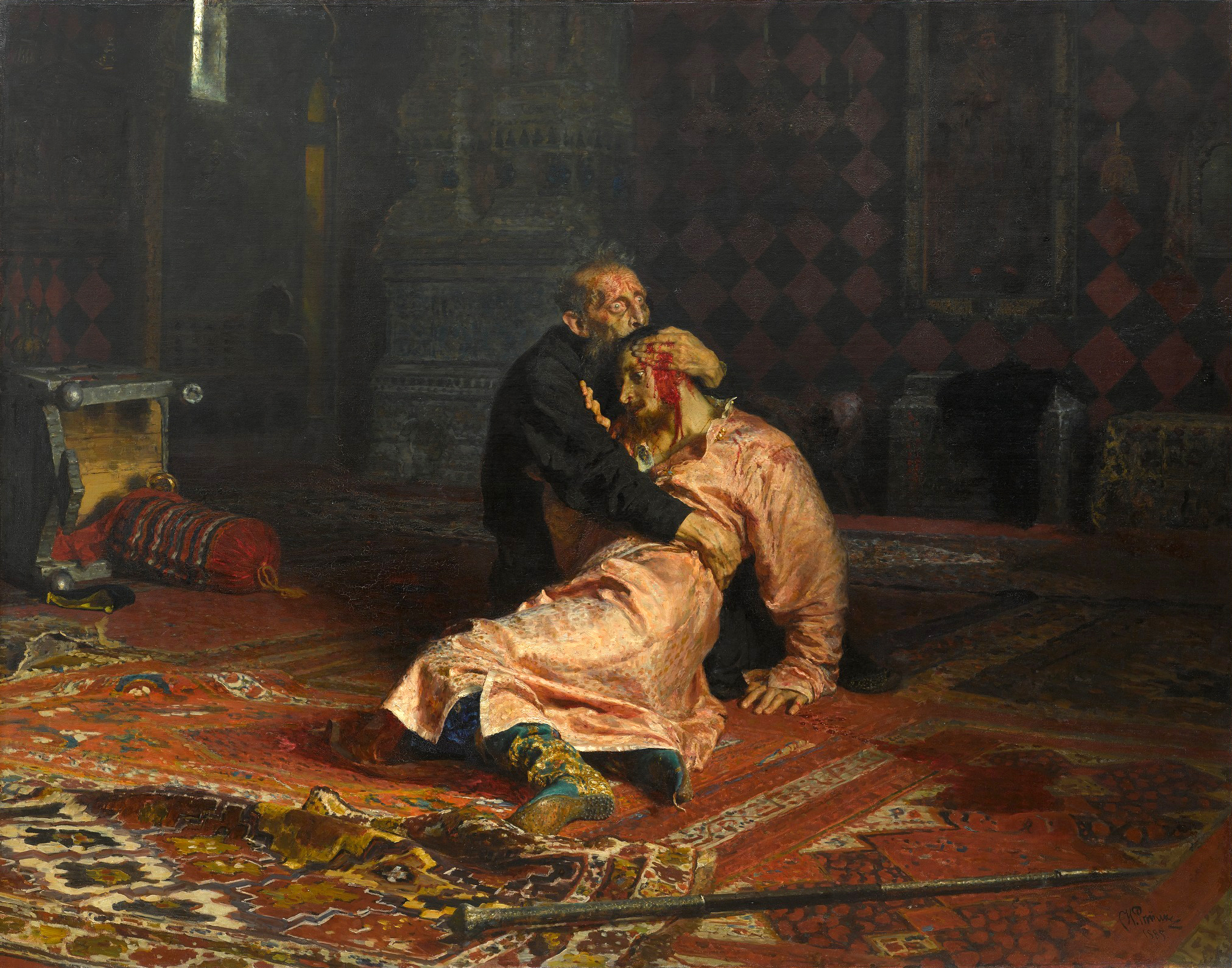
Ivan le terrible et son fils Ivan (1885).

« Il y a dans le visage de Garchine une prédestination qui m'a frappé. Il a le visage d'un homme condamné irrémédiablement à périr. C'est ce qu'il fallait pour mon tsarévitch »

La peinture est terminée en 1885 et montrée lors de la 13e exposition des Ambulants. Le traitement de ce sujet historique déplait à Alexandre III. L'empereur « daigne dans sa grandeur ordonner que la peinture Ivan le terrible et son fils Ivan ne soit pas livrée à l'exposition et plus généralement ne soit pas montrée au public ». Mais beaucoup de personnalités de la culture interviennent en faveur de la toile. Grâce à eux, et aux efforts du peintre Alexeï Bogolioubov, l'interdiction est levée.

### Visiteur inattendu
L'histoire du Visiteur inattendu, auquel Répine travaille de 1883 à 1888, commence par une petite peinture. Elle représente une jeune étudiante se présentant dans une pièce après une longue absence. Développant ensuite ce thème, le peintre la remplace par un homme, « le fils prodigue », entrant dans une maison, s'immobilisant et fixant d'un regard interrogateur une femme âgée, sa mère.

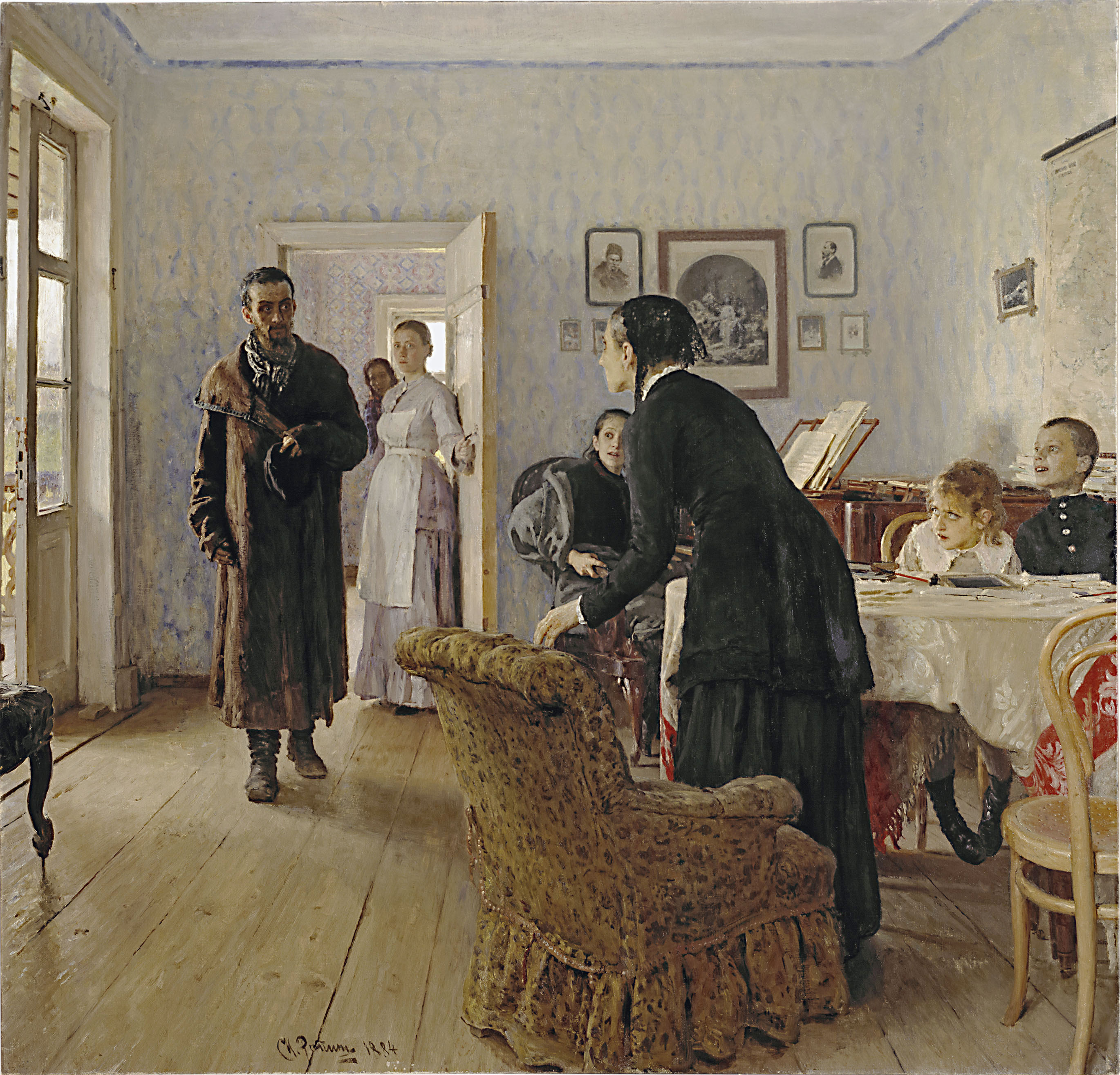
Visiteur inattendu (1883-1888).

La scène est construite dès l'origine à partir des « caractéristiques psychologiques » de ces personnages, mais dans de premières variantes, Ilia Iefimovitch, « n'ayant pas confiance en lui », en inclut deux autres, un « certain vieillard », et le père de l'homme. Comprenant ensuite que les réactions de la mère, de la femme, des enfants et de la servante debout dans l'entrée composent un ensemble exactement organisé, Répine décide de se passer de ces deux « figures explicatives » supplémentaires.
L'intérieur représenté dans le tableau est une des pièces de la datcha du village de Martychkino, près de Saint-Pétersbourg, où la famille de Répine vit à l'été 1883. La maison est très fréquentée, et tous les parents ou hôtes présents, dont la belle-mère du peintre et la fille du frère de Stassov, posent pour le tableau. D'après la biographe de Répine, Sofia Prorokova, le peintre resta longtemps sans réussir à fixer l'expression qu'ont des proches au moment d'une rencontre impromptue, mais pourtant attendue depuis longtemps. Il modifie donc de nombreuses fois le visage de son héros. Même alors que le tableau a rejoint les collections de Pavel Tretiakov, Ilia Iefimovitch, se cachant de celui-ci, se rend dans la galerie et y travaille tant qu'il n'a pas réussi à rendre ce mouvement d'émotion, qu'il a longtemps cherché, ce moment où l'on passe de la joie à l'étonnement.

### Répine et Garchine

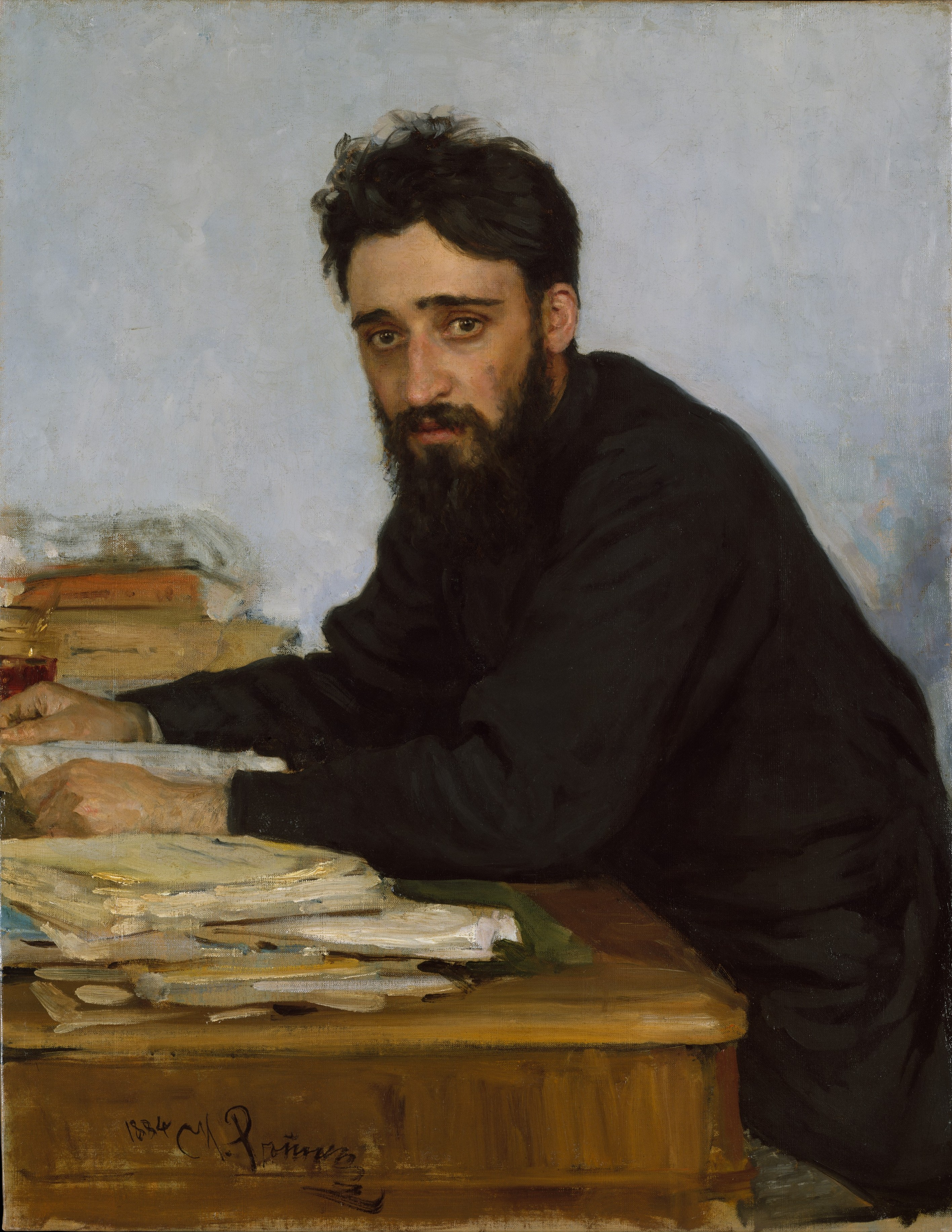
Portrait de Vsevolod Garchine (1884).

Répine et Vsevolod Garchine font connaissance à la salle Pavlov, rue Troïskaïa, où l'écrivain était venu en compagnie d'étudiants. Le peintre déclare ensuite que l'idée de peindre son portrait lui est venue dès cette première rencontre : il est frappé par « les yeux de Garchine, pleins d'une modestie sérieuse ». Les séances de pose ont lieu dans l'atelier de Répine, et l'apparition de Vsevolod Mikhaïlovitch étonne à chaque fois le peintre : il rentre sans bruit, il émane de lui « une extase paisible, c'est littéralement un ange sans chair ».
Garchine témoigne également de l'amitié pour le peintre. Dans une lettre à son camarade V. M. Latkine, il raconte qu'Ilia Iefimovitch, derrière « une douceur et même une tendresse visibles », est un homme d'un caractère puissant. La lettre indique que le portrait est sur le point d'être terminé.
Le portrait de Garchine, acquis par l'industriel et collectionneur Ivan Terechtchenko, est présenté à la 15e exposition des Ambulants à Saint-Pétersbourg, en 1887. Il provoque une réaction partagée des critiques : les uns considèrent que « Répine a peint Garchine comme un fou », les autres soulignent qu'ils n'ont pas vu « de regard plus beau et de visage plus lumineux ». Au milieu du XXe siècle les chercheurs soviétiques croient que l'œuvre a disparu : ainsi, Ilia Silberstein (ru) écrit qu'il en a perdu la trace à Kiev au début des années 1920. Ce n'est plus le cas : le tableau se trouve actuellement aux États-Unis, au Metropolitan Museum of Art.

### Saint Nicolas arrêtant le bourreau

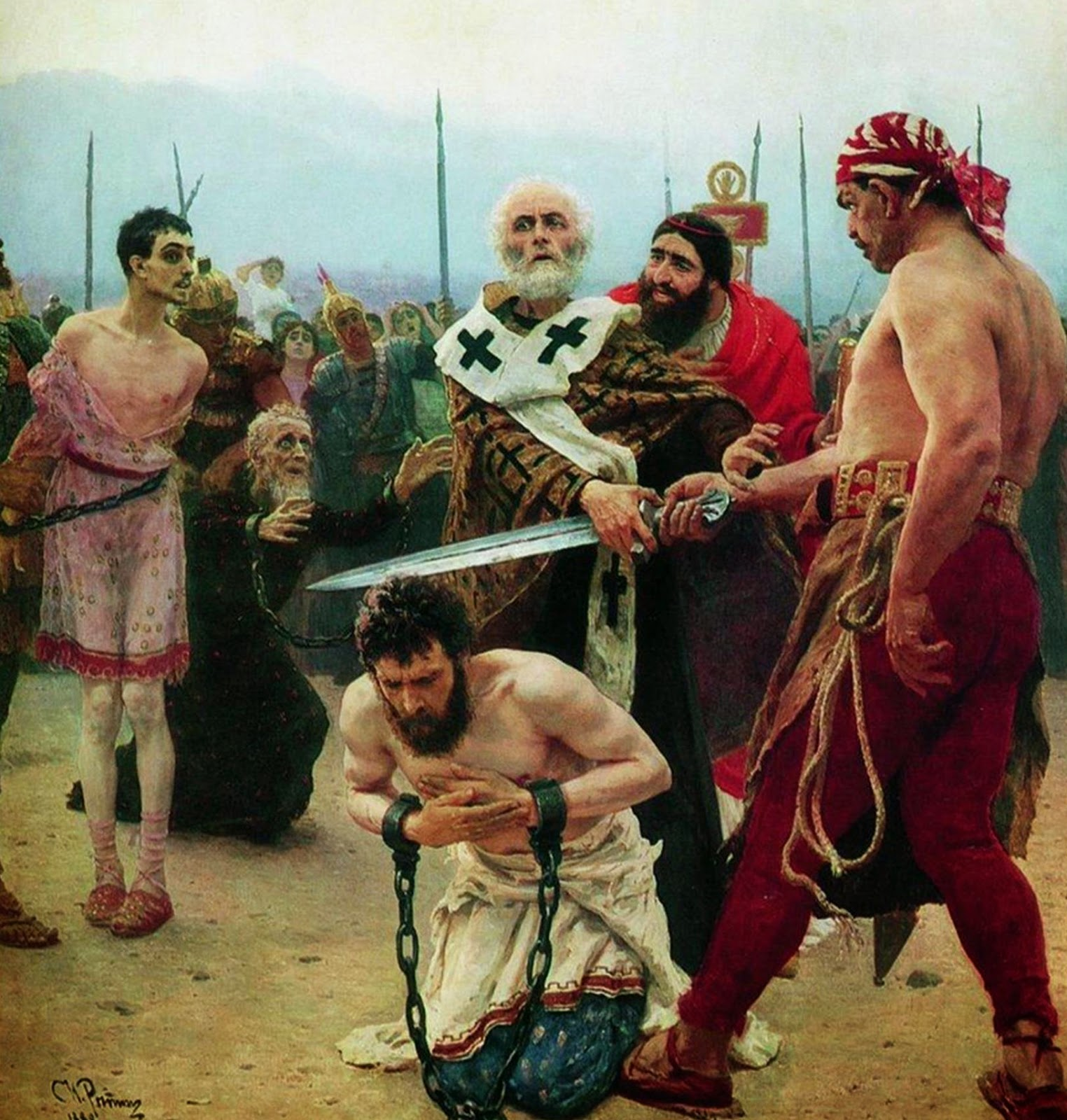
Saint Nicolas arrêtant le bourreau (1888).

En 1884 Répine reçoit d'un couvent de femmes situé aux environs de Kharkov la commande d'une représentation de saint Nicolas,. Il commence par faire une esquisse au crayon dans le style d'une icône, mais il se prend progressivement d'intérêt pour ce sujet qui, comme la toile Ivan le Terrible tue son fils, est lié à la question de l'abolition de la peine de mort,.
La toile est achevée en 1888, et exposée en 1889 à la 17e exposition des Ambulants à Saint-Pétersbourg. Son titre russe est Nicolas de Myre sauve de la mort trois condamnés innocents («Николай Мирликийский избавляет от смерти трёх невинно осуждённых»). Elle représente le moment où le saint arrête l'épée du bourreau brandie contre le premier des condamnés, et elle exploite le contraste entre l'inflexibilité de Nicolas, sûr de son droit, l'étonnement du bourreau, l'expression effrayée et adulatrice du gouverneur de la ville, un courtisan byzantin, et les silhouettes et les visages des condamnés, qui ne croient pas en la possibilité de leur salut, « l'un soumis, l'autre perplexe, et le troisième fou d'espoir ».
Bien que l'inspirateur du tableau soit à l'évidence Léon Tolstoï, que Répine fréquente assidument durant cette période,, le visage du saint est peint d'après le poète Apollon Maïkov. Le peintre Nikolaï Kouznetsov pose pour le bourreau, l'écrivain Ieronim Iassinski (ru) pour le condamné à genoux, et l'écrivain symboliste Dimitri Merejkovski pour celui, jeune et chétif, qui attend son tour,.
Après avoir vu la toile, Léon Tolstoï écrit le 21 avril 1889 dans une lettre à Nikolaï Gay, qui exposait également aux Ambulants Le Christ sort avec ses disciples le soir de l'Heure sainte dans le jardin de Gethsémani («Выход Христа с учениками с Тайной вечери в Гефсиманский сад») qu'« une admirable illustration de la présence de l'art dans cette exposition, c'est votre toile et celle de Répine. Chez Répine, ce qui est représenté, c'est un homme qui arrête au nom du Christ le châtiment, c'est-à-dire qui accomplit un des actes les plus admirables et les plus importants ».

### Les Cosaques zaporogues écrivant une lettre au sultan de Turquie
La première esquisse des Zaporogues est faite en 1878 à Abramtsevo. Douze ans de travail sépareront le projet qui commençait à mûrir de la peinture achevée, présentée au public dans une exposition personnelle de Répine en 1891. La fille aînée du peintre, Véra, rapporte dans ses souvenirs que pendant longtemps la famille n'a vécu que par les Zaporogues : Ilia Iefimovitch lisait chaque soir à voix haute des vers et des récits sur la Sitch, les enfants savaient par cœur le nom de tous les héros, jouaient à Tarass Boulba, Ostap et Andreï, modelaient dans l'argile leurs figures et pouvaient citer à tout moment des bouts de la lettre des cosaques au sultan.

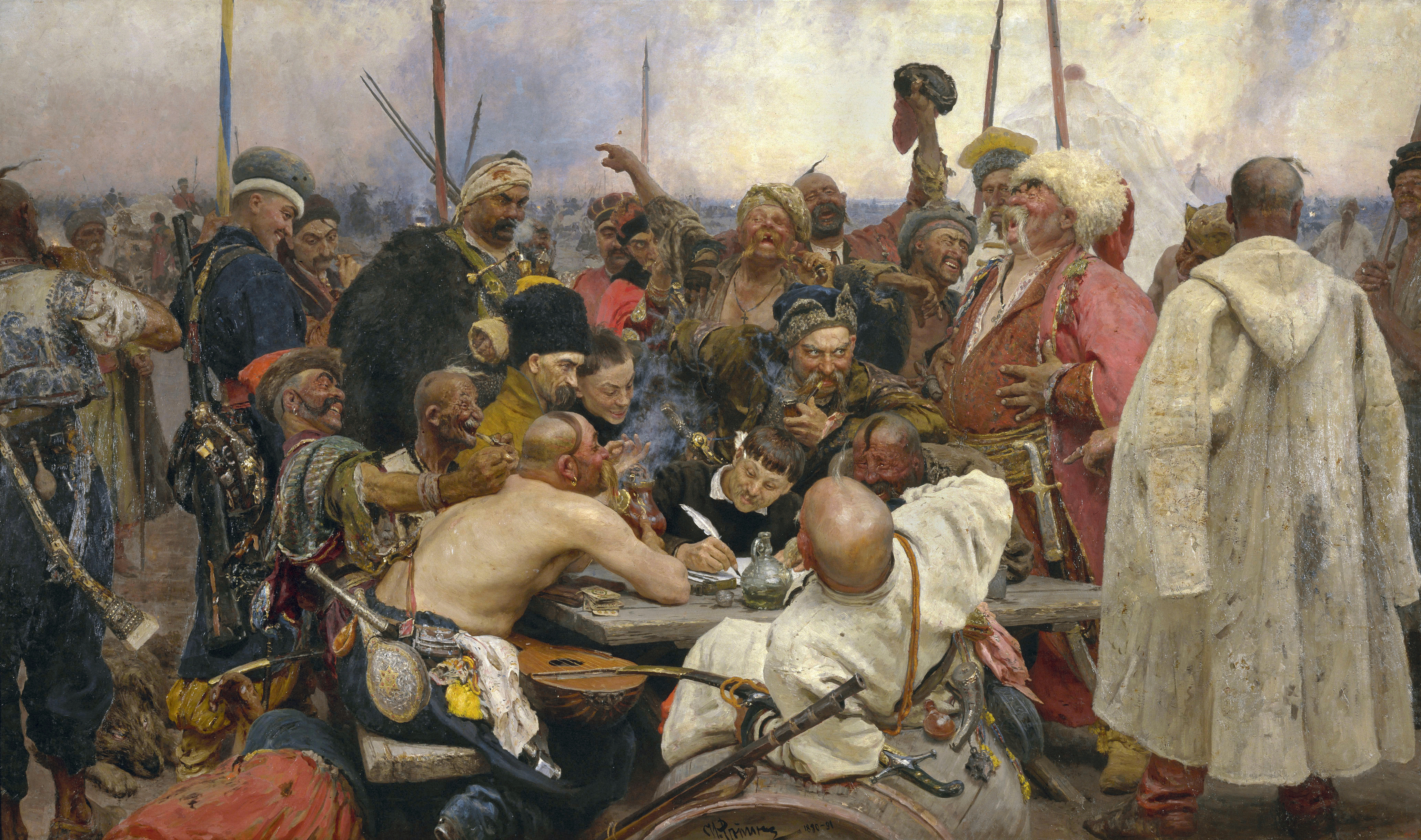
Les Cosaques zaporogues écrivant une lettre au sultan de Turquie (1891).

Répine se rend à l'été 1880 avec son élève Valentin Serov en Petite-Russie ; il y fait un second voyage huit ans plus tard avec son fis Iouri. Le peintre croque tout ce qui pourrait être repris dans la toile : des isbas, des ustensiles, des costumes ou des armes. Il qualifie cet état obsessionnel de « cuite créatrice » et les futurs personnages de la toile de « joyeux peuple »,.
Répine emprunte les traits des Zaporogues à tous ses amis. L'écrivain Dmitri Mamine-Sibiriak, passant à son atelier, se souvient d'avoir été contraint de poser plusieurs heures pour les Zaporogues : sa paupière a plu au peintre pour un personnage et ses yeux pour un autre. Pour créer celui du scribe, Répine fait appel à l'historien Dmitri Iavornitski ; le général Dragomirov accepte de s'incarner dans l'ataman Serko, le musicien Alexandre Roubets dans le cosaque hilare, le collectionneur Vassili Tarnovski dans l'homme au chapeau, le peintre Kouznetsov, fils de la baronne Uexküll von Hillenbandt, dans le jeune Zaporogue souriant, et d'autres encore.

### Réception par Alexandre III des syndics de volosts dans la cour du palais Petrovski

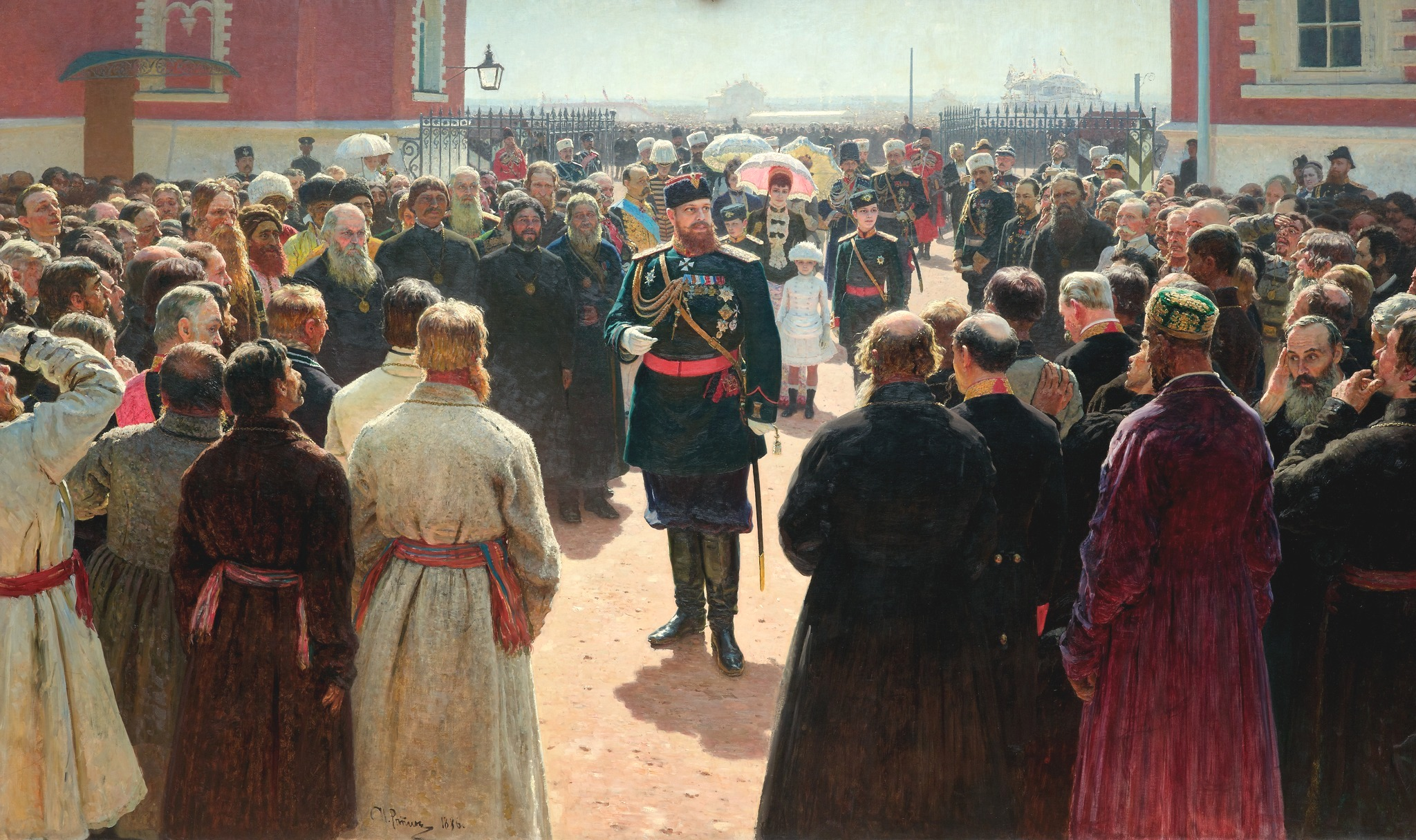
Réception par Alexandre III des syndics de volosts dans la cour du palais Petrovski (1886).

En 1884 Répine reçoit sa première « commande d'État »: il lui est proposé de peindre le tableau Réception par Alexandre III des syndics de volosts dans la cour du palais Petrovski («Приём волостных старшин Александром III во дворе Петровского дворца в Москве»), qui sera également appelé Discours d'Alexandre III aux syndics des volosts. Bien que le mot « commande » pèse un peu au peintre, la tâche qui lui est fixée lui semble intéressante, et, dans une lettre à Pavel Tretiakov, il confie que « c'est un thème plutôt riche, et il me plaît, particulièrement sur le plan plastique ». Pour peindre le fond, Ilia Iefimevitch se rend spécialement à Moscou, pour faire des études de la cour du Palais Petrovski au soleil, dont la lumière sera l'élément le plus important de la composition,. Une autre partie du travail est accomplie dans une datcha à Belogorka ; de là, Répine se rend régulièrement à Peterhof et à Alexandria pour faire des croquis des habits du tsar.
Le tableau, terminé en 1886, se trouve dans la première salle du premier étage du Grand palais du Kremlin. Après la révolution de 1917, il est remisé dans les réserves, et à la place ainsi libérée, on accrochera la toile d'Isaak Brodsky, Intervention de Lénine au IIe congrès du Komintern.

### Images de femmes
Dans la galerie des images picturales créées par Répine, il y quelques tableaux peints, selon les chercheurs « à partir des femmes qui l'ont vraiment ému ». Dans les années 1880 et 1890, le peintre est inspiré par la beauté féminine, et fait les uns après les autres les portraits de Sofia Dragomirova (1889), de la baronne Varvara Uexküll von Hildenbandt (russifié en Gyllenband) (1889) et de la comtesse Natalia Golovina (1896).
Varvara Uexküll von Gyllenband est la femme de l'ambassadeur russe à Rome, et elle tient un salon pétersbourgeois des plus renommés, dans lequel se rend de temps en temps Répine. Observant ses hôtes, parmi lesquels figurent Vladimir Korolenko, Merejkovski et Soloviev, le peintre aime à faire des croquis. Lorsqu'il fait le portrait de la maîtresse du salon elle-même, posant dans une toilette aveuglante, un corsage vermeil et une jupe noire, il montre son « raffinement aristocratique », mélangé d'« extravagance ».
Le portrait de l'actrice italienne Eleonora Duse est compté par les spécialistes de Répine comme un de ses meilleurs dessins. Il l'a fréquentée dans le salon de Varvara Uexküll et a pris connaissance de son travail théâtral. Il ne parvient pas à réaliser sa première idée, peindre le portrait de l'actrice avec des couleurs à l'huile ; la toile, dans laquelle la noblesse et le raffinement du modèle contrastent avec une position familière, est finalement dessinée au fusain. Elle est construite avec un procédé inhabituel au peintre, « qui porte d'en bas le regard sur son modèle ».
Hôte de Léon Tolstoï à Iasnaïa Poliana, Ilia Iefimovitch se lie d'amitié avec sa fille, Tatiana. Son portrait, fait « avec sa part d'idéalisation » inscrit en lumière le charme qui était le sien.
Il fait dans cette série quelques nus, dont le Modèle nu (de dos) ((ru) «Обнажённая натурщица (со спины)»), vers le milieu des années 1890.

Portraits et modèles féminins
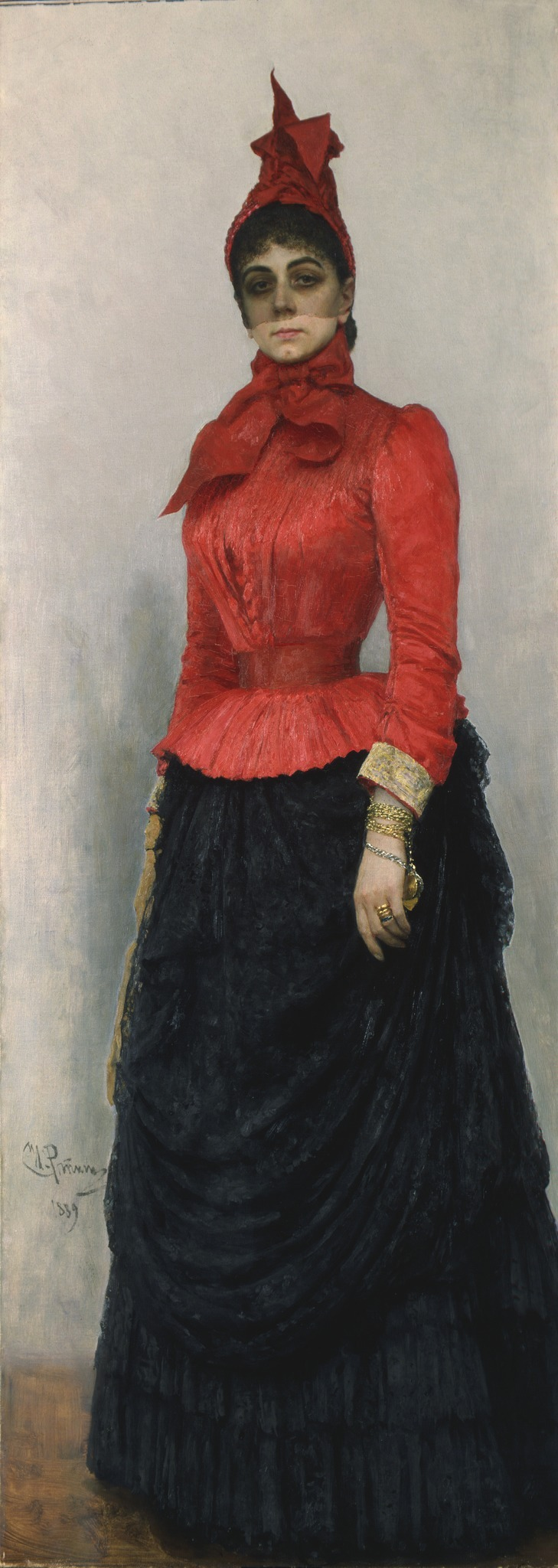
Varvara Uexküll von Gyllenband (1889).
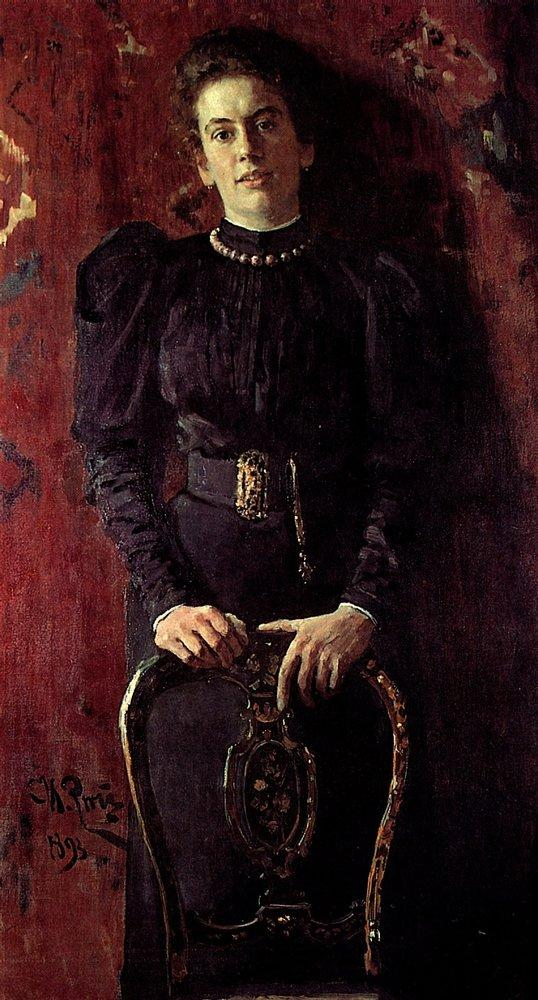
Tatiana Soukhotina-Tolstaïa (1893).
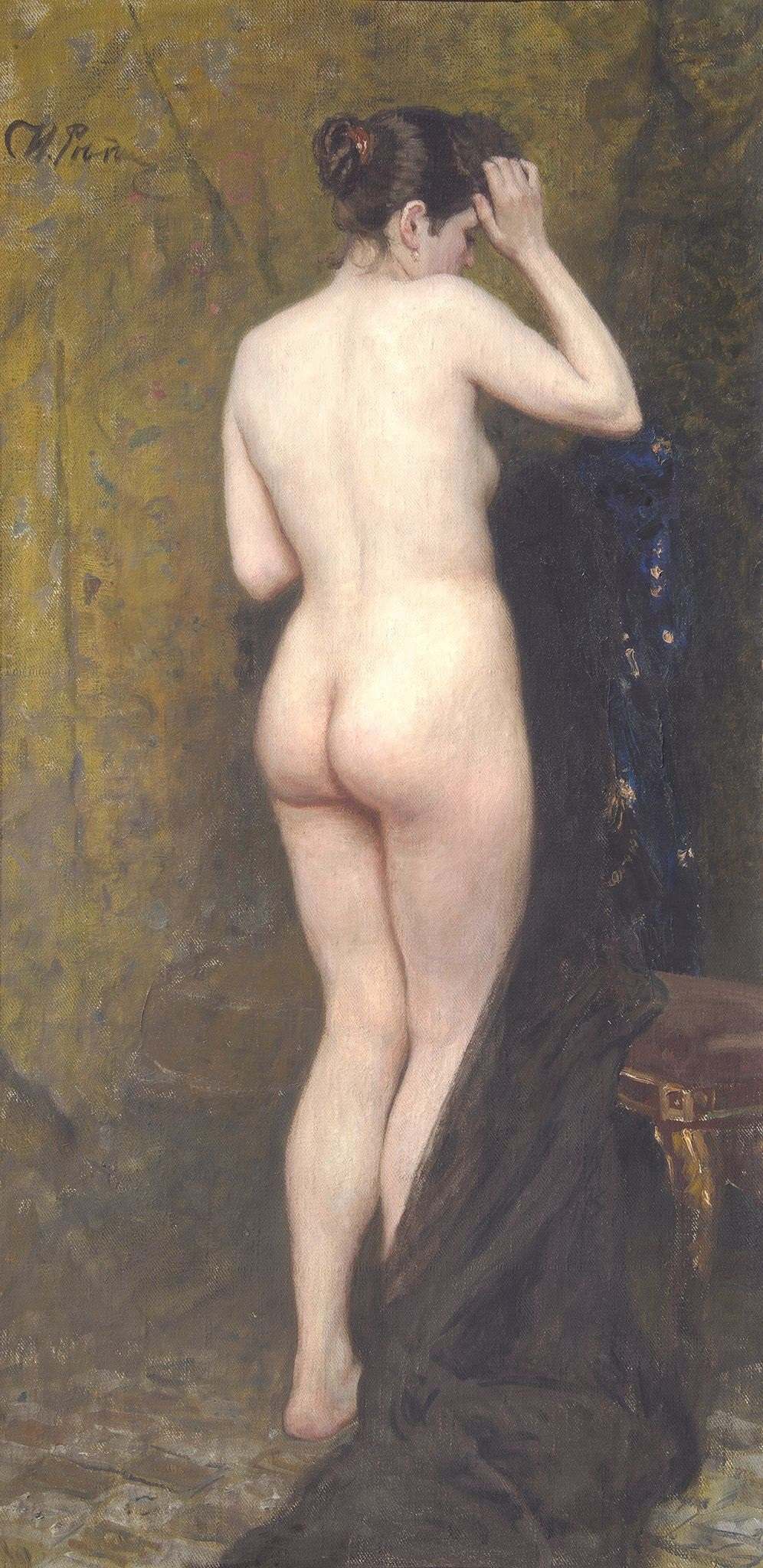
Modèle nu (de dos) (1896).

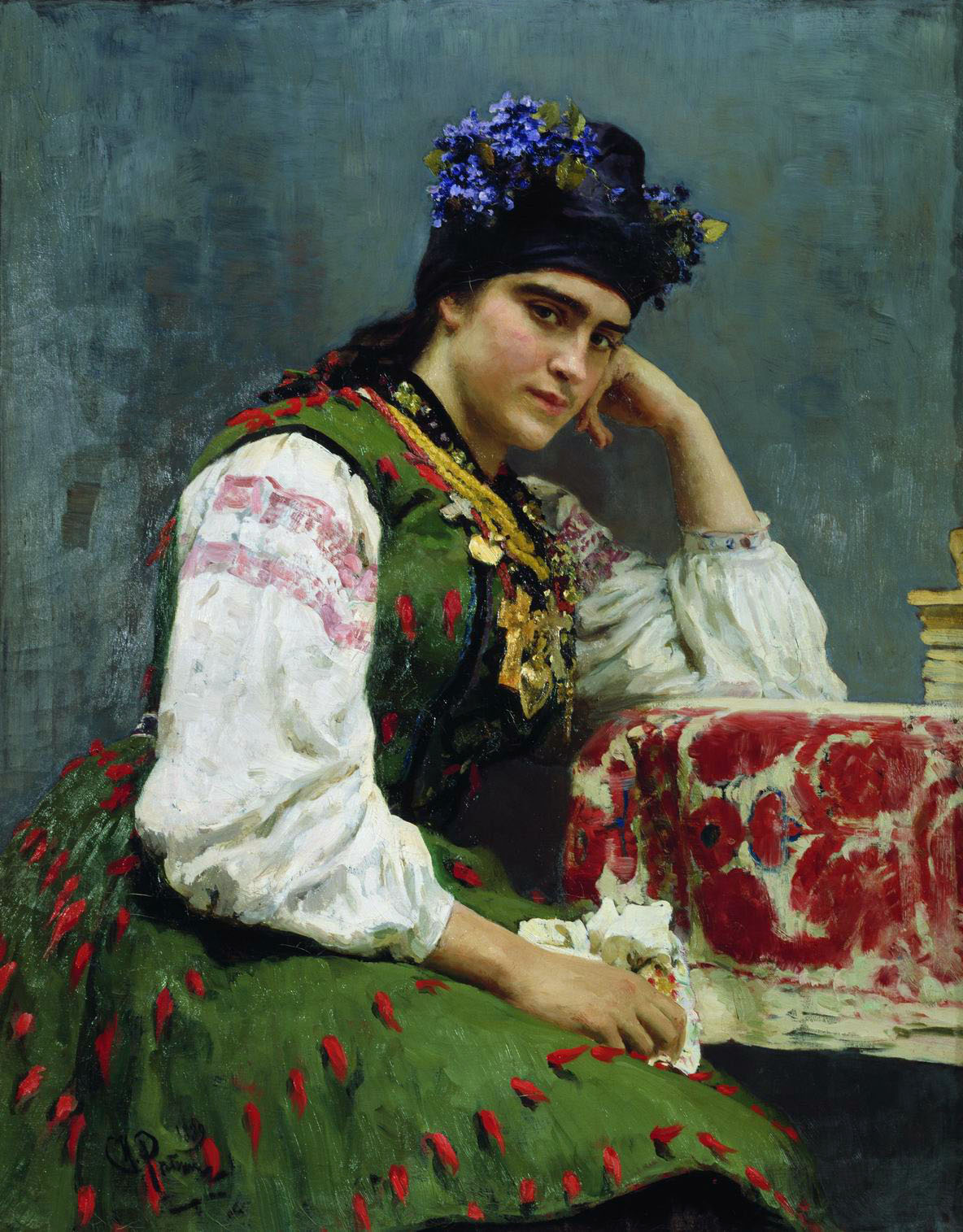
Sophia Dragomirova (1889).
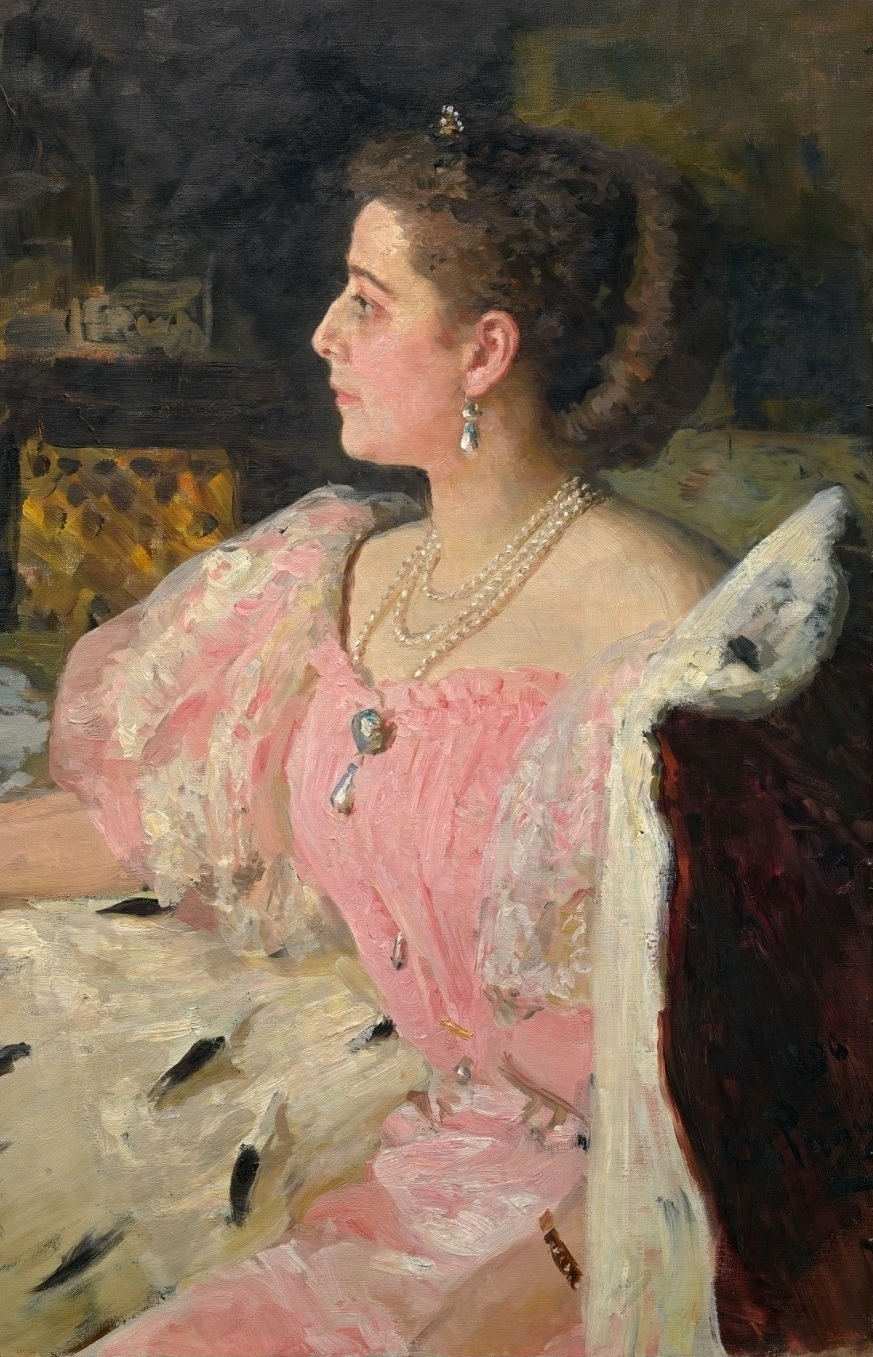
Natalia Golovina (1896).
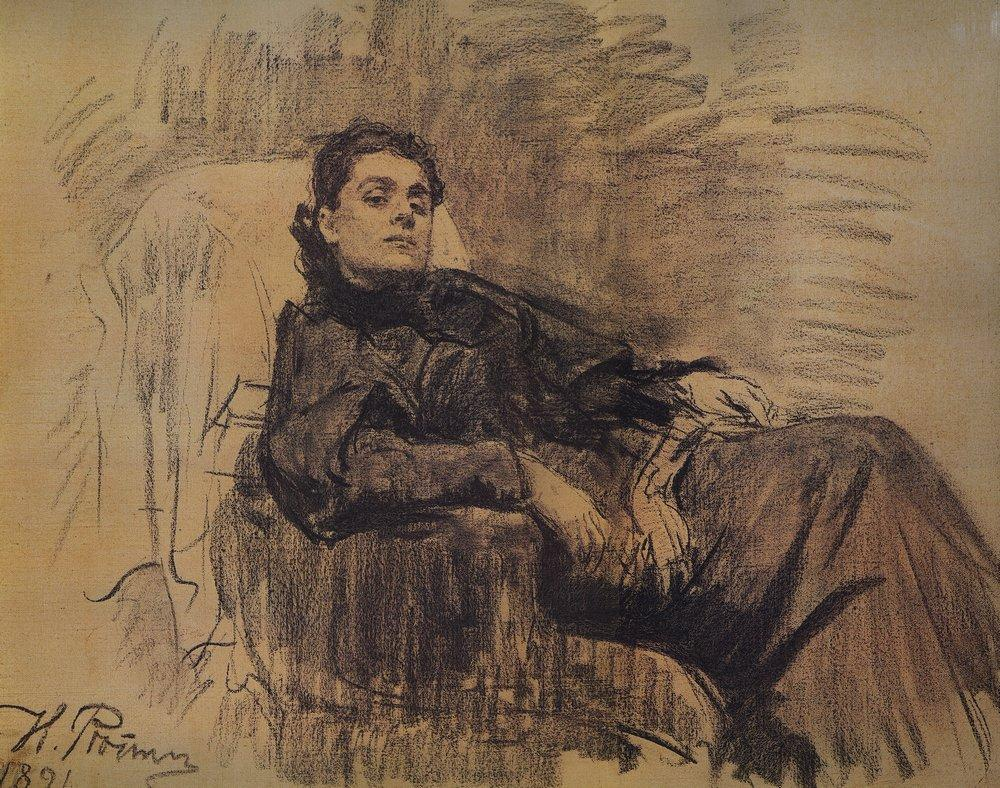
Eléonore Duse (1891).

Le portrait d'Elizaveta Zvantseva (1889), qui, d'après l'historienne d'art Olga Liaskovskaïa, présente « plus de substance et de rigueur », que les précédentes toiles « aristocratiques » du peintre, a une place à part. Une lettre d'Ilia Iefimovitch témoigne de l'emprise du modèle sur le peintre :

« Comme je vous aime ! Mon Dieu, Dieu, je n'ai jamais imaginé, que mon sentiment pour vous s'élèverait jusqu'à tant de passion. Je commence à craindre pour moi... Vraiment, encore jamais dans ma vie je n'ai aimé quelqu'un avec tant d'inconvenance, tant d'oubli de ce que je suis. Même l'art m'a abandonné, et vous, vous êtes chaque seconde dans mon esprit et dans mon cœur. »

Cette relation est si éprouvante pour Elizaveta Zvantseva, qu'elle change de professeur, passant à l'atelier de Pavel Tchistiakov. Ils continuent cependant à se rencontrer, tant qu'elle n'a pas terminé ses études à l'Académie et n'a pas quitté Saint-Pétersbourg. Répine emportera son portrait aux Pénates, et il restera accroché chez lui jusqu'à son dernier jour.
Le regard porté sur une autre de ses élèves, Marianne von Werefkin, s'inscrit aussi dans la durée. Elle peint jeune un autoportrait où elle subit son influence picturale, avant de s'en éloigner dans un expressionnisme coloré. Il commence à travailler à son portrait quand la peintre a déjà atteint la maturité. Le maître réaliste oublie l'âge de son ancienne élève et modèle et « sait transposer sur la toile sa relation passée avec elle ».

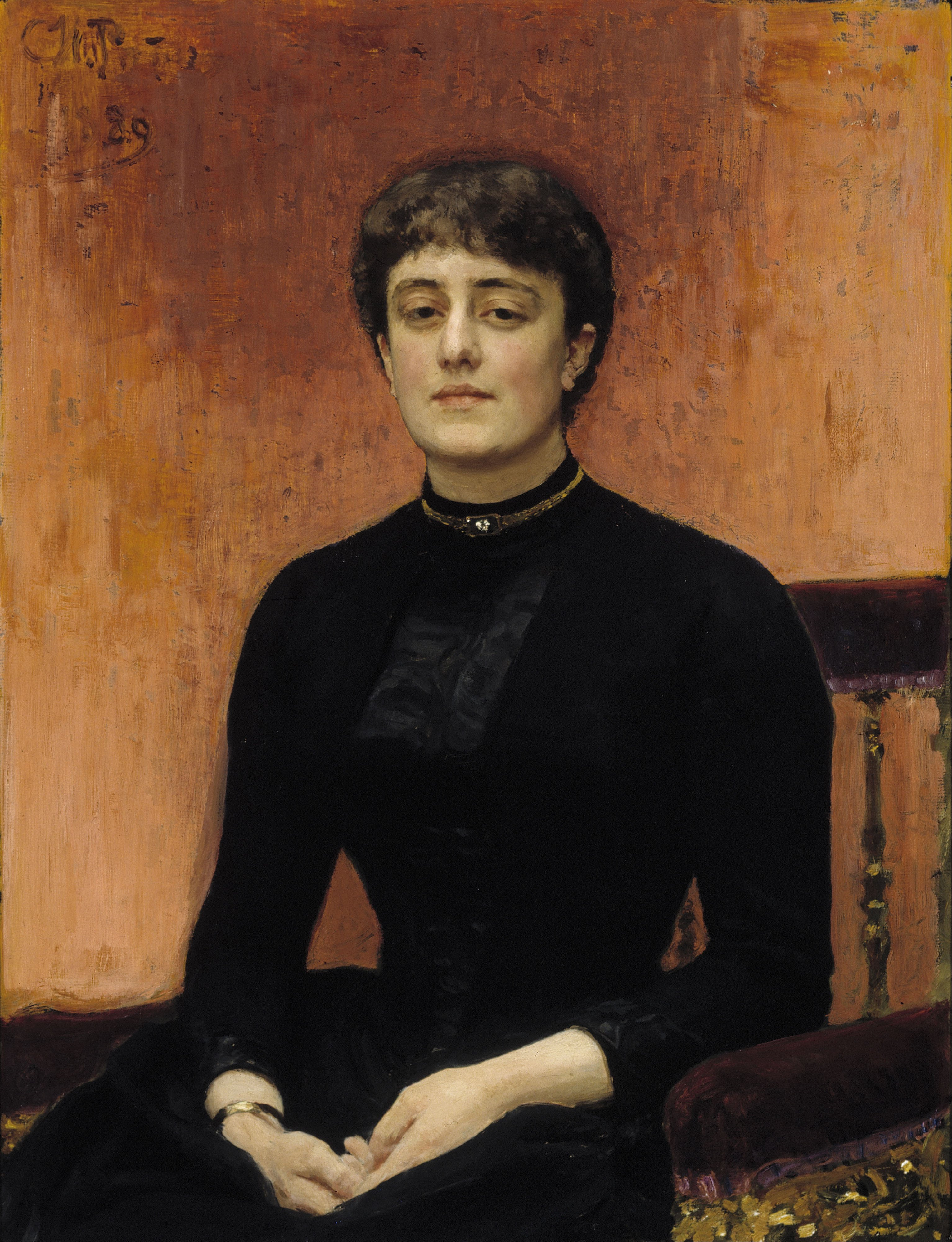
Elizaveta Zvantseva (1889).
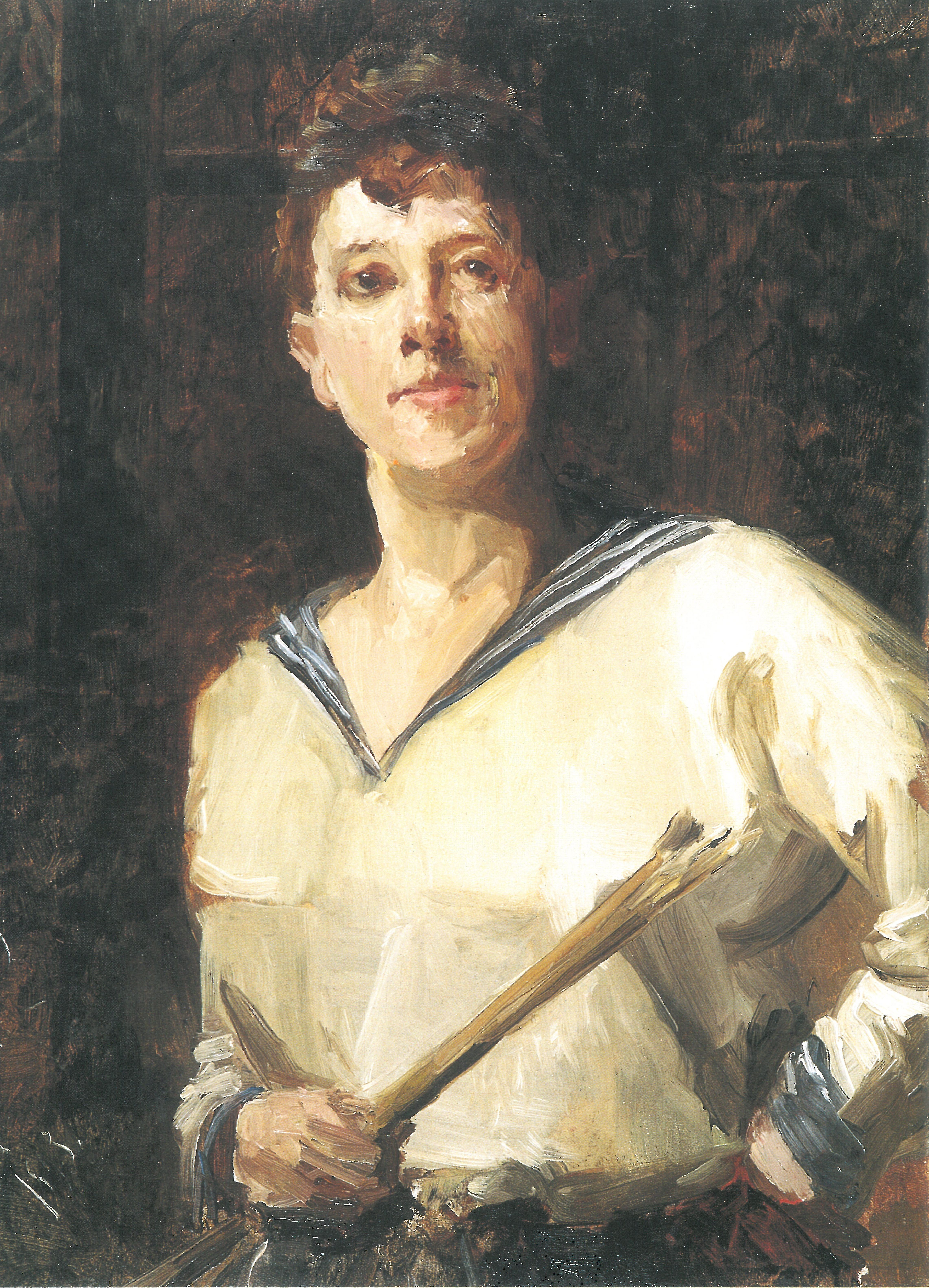
Autoportrait en vareuse de matelot Marianne von Werefkin (1893).
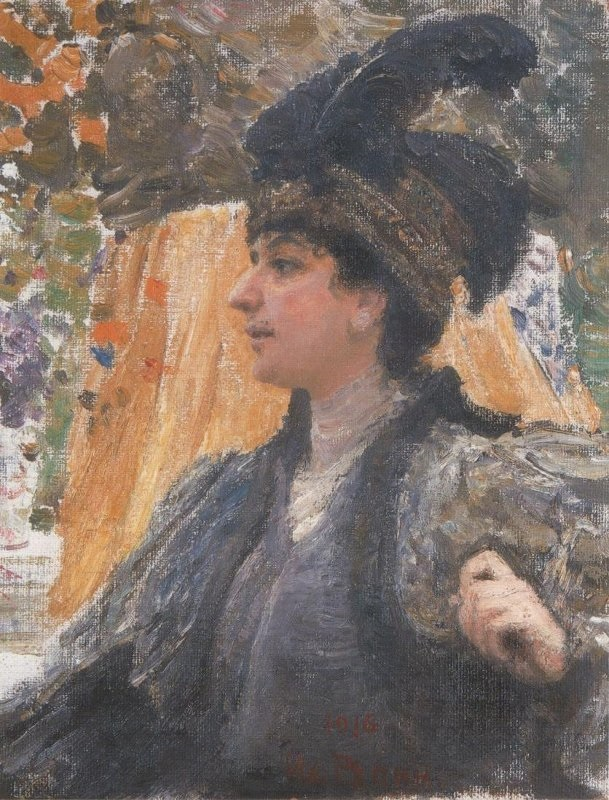
Marianne von Werefkin (1916).

### Maître de l'atelier de peinture de l'Académie (1894-1907)
En 1877, Ilia Iefimovitch, qui se trouvait dans sa ville natale de Tchougouïev, écrivait à son ami Polenov, que les peintres mûrs, capable d'un apport à l'Académie, « devaient y entrer, bien qu'ils puissent y trouver des désagréments ». En 1890, il est membre d'une commission gouvernementale qui travaille sur un nouveau statut de l'Académie des beaux-arts, et en 1893, il visite les écoles des beaux-arts de Varsovie, Cracovie, Munich, Vienne et Paris pour étudier leurs méthodes d'enseignement.
Depuis longtemps détenteur du titre de professeur, il revient en 1894 à l'Académie des beaux-arts en qualité de directeur de l'atelier de peinture. Tant que les premiers élèves ne sont pas arrivés dans son atelier, il est préoccupé de ce qu'il adviendra de cette maîtrise. Il attire bien des jeunes peintres, et des artistes comme Philippe Maliavine, Dmitri Kardovski, Boris Koustodiev, Anna Ostroumova-Lebedeva, Dmitri Chtcherbinovski, Ivan Bilibine, Nikolaï Fechine et d'autres choisiront et suivront à différentes périodes son atelier.
Mais ses méthodes pédagogiques feront l'objet d'appréciations contrastées. Le critique Victor Bourenine considère que « Répine était sûr de lui et voulait avoir confiance dans les autres, envie que l'Académie avait fait renaître en lui confiant cette charge ». Selon le peintre Iakov Mintchenkov, Ilia Iefimevitch, comme professeur de l'Académie, « était d'un attrait irrésistible pour les jeunes gens », et ce n'est pas par hasard que des peintres de nombreuses écoles russes se sont efforcés d'être ses élèves . Igor Grabar, élève du peintre, en fait une description paradoxale : « Répine était un mauvais pédagogue, mais un grand enseignant ». Il est en tout cas attentif à la situation de ses pupilles, et, se souvenant de ce que l'apprentissage était pour beaucoup une période de « difficultés financières », il les place dans l'édition comme illustrateurs, et leur établit des recommandations pour pouvoir participer à des projets artistiques rémunérateurs.
Par deux fois, il présente sa démission : la première en 1905, quand apparaissent des désaccords avec Serov et Polenov. Valentin Serov, assistant d'une fenêtre de l'Académie aux évènements du Dimanche rouge, voit le choc de la foule contre la troupe ; selon les affirmations de Répine, c'est à partir de ce moment que son caractère doux se transforme brusquement. Avec Polenov, Serov prépare une lettre au conseil de l'Académie, par laquelle il rappelle, que la personne (le grand-duc Vladimir) qui avait le commandement en chef de ces troupes, était aussi à la tête de leur institution. En janvier, selon le « souhait des élèves », l'Académie est temporairement fermée ; Répine réagit à ces évènements par une question : « que pouvons-nous faire, dans « une époque de calamités et d'infamies  »? ». Puis, il part en septembre pour l'Italie, et, quand il revient, il insère dans sa lettre de démission cette motivation : « en raison de la situation indéfinissable de la H[aute] É[cole des] A[rts] dans le présent et des changements possibles dans le futur ». En décembre, la démission est confirmée, mais Répine revient à son poste dès avril 1906, à la demande de ses collègues.
Son départ définitif intervient en 1907. Selon les chercheurs, bien que l'activité de l'atelier de Répine soit intense, une fracture s'établit peu à peu entre le peintre et ses pupilles. La veille de la démission, l'élève de Répine Gavriil Golerov (ru) rapporte un dialogue déplaisant entre Ilia Iefimevitch et Constantin Lepilov (ru) : ce dernier regrette que beaucoup de peintres débutants, rentrant à l'Académie, soient déçus de leur choix. Un autre étudiant fait le reproche que d'autres, professeurs, vivent dans des appartements spacieux, alors que leurs pupilles manquent d'argent pour leurs repas. Après cette conversation, Répine remet à nouveau sa démission, rend l'appartement et part chez Tolstoï à Iasnaïa Poliana. Dans ses explications adressées au président de l'Académie, il indique que la raison déterminante de sa démission est « le peu de temps qui lui reste pour son travail personnel » . Une partie des étudiants tente de le faire changer d'avis, mais leur tentative n'a pas de succès.
En dehors de ses fonctions de maître d'atelier de l'Académie, Répine a eu aussi pour élèves Igor Grabar, Ivan Koulikov, Valentin Serov, comme indiqué plus haut, et d'autres. Il a enseigné également à l'école d'art et d'artisanat de la princesse Tenicheva. En 1898 et 1899, il est recteur de l'Académie des beaux-arts.

### Répine et Mir iskousstva

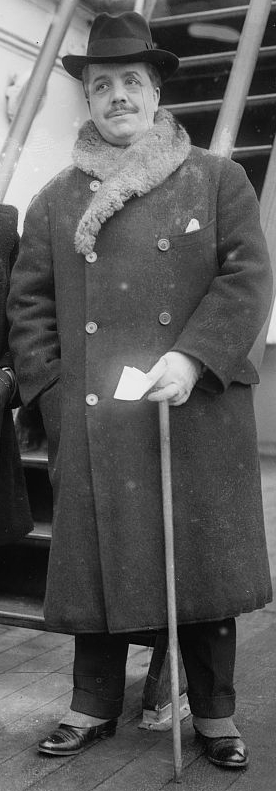
Serge de Diaghilev.

Répine se rapproche de l'association d'artistes russes Mir iskousstva (en russe : Мир Искусства, « Le Monde de l'Art ») après avoir rencontré Alexandre Benois. En 1894-1895, les deux peintres s'invitent l'un l'autre, et forment le projet d'une nouvelle association de peintres.
En novembre 1898, questionné sur la place à donner à la « décadence » revendiquée par Mir iskousstva, Ilia Iefimovitch répond,, :

« Toute nouvelle orientation dans l'art possède dans son essence quelque chose d'éternel, et elle apporte dans la sphère artistique, avec ses meilleures œuvres, la fraîcheur de nouveaux motifs. Toutes les formes d'arts possèdent leurs adorateurs et leurs acquéreurs. Lutter contre elles, à mon avis, n'est ni moral ni utile … La décadence, selon moi, se trouve au moins déjà à l'état embryonnaire chez nous, en Russie, et il ne faut pas ne pas désirer la développer. »

Ilai Iefimovitch rentre ensuite dans le projet d'Alexandre Benois et de Serge de Diaghilev, et le 18 février 1899 s'ouvre la première exposition internationale de la revue Mir iskousstva, où il expose ses œuvres au milieu de 350 autres, de peintres français, anglais, allemands, finlandais et russes. Au début janvier, Répine donne son accord pour entrer au collège de rédaction de la revue. Cette collaboration semble très prometteuse : Ilia Iefimovitch séduit « l'entrain guerrier » de Diaghilev, et celui-ci comprend à son tour ce que gagne en autorité la publication avec le nom de Répine dans son cartouche. Des élèves de Répine, Valentin Serov, Igor Grabar et Anna Ostroumova-Lebedeva y collaborent également. Le peintre s'exprime avec enthousiasme sur l'exposition internationale : « il y a des choses intéressantes dans leur portée artistique, et il y a du culot ! »,.
Cependant, dès la mi-janvier 1899, son état d'esprit change. La plate-forme idéologique de Mir iskousstva est une levée de boucliers contre l'académie des beaux-arts et la confrérie des Ambulants, passée de mode. Les épithètes « d'école de l'absence de goût » et « d'empirisme de la reptation » à l'adresse des académiciens alternent avec les accusations faites aux derniers Ambulants d'une complaisance tendancieuse (« une polarisation », « un soufflet à Apollon », selon les mots d'Alexandre Benois), qui abâtardit la peinture du quotidien des années 1890, celle de Grigori Miassoïedov, de Vladimir Makovski, de Nikolaï Bogdanov-Belski, pour finalement falsifier l'image de la nation et ne représenter que « des chaussures de cordes et des haillons ».

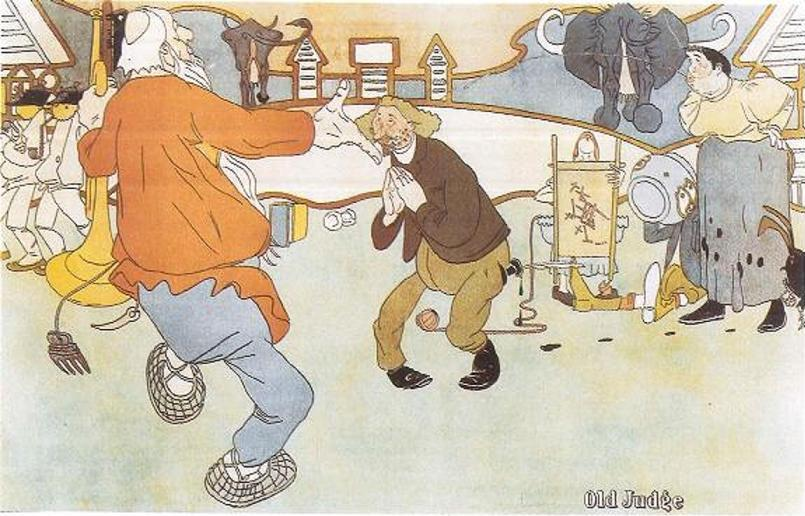
Stassov s'apprête à embrasser Répine, qui vient « d'éclabousser » Diaghilev. À l'arrière-plan, Maria Tenicheva (la vache) et Savva Mamontov (le mammouth), qui, au moment de la publication, s'étaient retirés du financement de Mir isskoutva.

Répine adresse à Diaghilev une lettre, dans laquelle il se refuse à la collaboration avec Mir Iskousstva. Stassov, avec lequel le peintre s'était brouillé six années auparavant, se réjouit de cette rupture avec les « décadents ». Après divers échanges et tentatives de réconciliation, la lettre, datée du 30 mars, paraît en avril 1899 dans le numéro 15 de la revue Niva,.
La rupture définitive est déclenchée par un entrefilet dans la chronique artistique du numéro 8 de Mir Iskousstva de 1899, où un auteur anonyme se gausse des représentants de la peinture académique et propose de retirer leurs toiles du Musée Alexandre III. L'attaque révolte Répine, et il se porte au secours de ses collèges Vladimir Makovski, Grigori Massoïedov et des autres, :

« Tous ceux qui s'intéressent étroitement à l'art, sont étonnés par la posture prétentieuse prise par cette revue artistique. Elle s'écarte de l'Académie des beaux-arts avec dédain. Elle tourne en ridicule son action, elle enjoint au musée Alexandre III, comme à un commis, de débarrasser une salle de ce qui ne plait pas à sa rédaction. Elle met sous sa tutelle le goût du public russe … »

Répine défend des invectives non seulement les Ambulants, mais aussi des peintres académiques comme Constantin Flavitski, Ivan Aïvazovski, Otto Friedrich von Möller. Emporté par la polémique il se répand en critiques contre Rodin, Gallen-Kallela, Monet, les traitant de combattants de l'ignorance, après leur avoir opposé l'œuvre du « colosse » polonais Jan Matejko, qui a été attaqué dans la revue par Igor Grabar.
Il déclare qu'il arrête sa collaboration avec la revue. Diaghilev répond dans le numéro 10 de Mir Iskousstva, en publiant la lettre de Répine et un article intitulé « lettre adressée à Ilia Répine ». Il utilise les récentes prises de position du peintre pour montrer qu'il se contredit lui-même sur les questions artistiques. Vladimir Stassov, après s'être affronté aux « décadents », célèbre le « retour » du peintre dans un article intitulé « Un miraculeux miracle », où il exprime sa joie de la « résurrection » de Répine, et fait une nouvelle charge contre Mir iskousstva. L'article ne plaît pas au peintre, et dans une lettre à Lioudmila Chestakova, il confesse que si Stassov n'avait pas été malade il se serait à nouveau querellé avec lui,,.
À l'automne 1899, dans une lettre à Mark Antokolski, Stassov rend publique la première réaction de Répine lorsqu'il découvre la « revue décadente » :

« Il [Répine] s'exclama avec animation : « Quel journal ! Comme c'est superbement fait ! Comme tout y est d'un talent frais et nouveau et original ». Que veulent donc dire ensuite toutes ces abjurations (imprimées) de la décadence et des décadents ? Tout cela est-il une blague, ou de la simulation, ou complètement de l'abaissement et de l'inconscience ? »

L'incohérence des appréciations de Répine dérange beaucoup ses contemporains. Anna Ostroumova-Lebedeva, qui le respectait « comme une sorte de divinité », est ainsi déçue, et « apprend à séparer en lui le peintre génial et l'homme ». Serov est profondément blessé par les mots imprudents de Répine. Vassili Perepliotchikov écrit dans son journal que « cette âme changeante peut se loger dans toutes les formes qui lui conviennent ». Et surtout, Alexis Benois se régale des changements d'opinion de Répine, parce qu'« elles montrent que, malgré son âge, le peintre n'a pas perdu son intérêt pour l'art, qu'il est encore replu de vie : il continue à parler et à écrire à propos de tout et de tous, avec l'immédiateté de la jeunesse passée et une franchise absolue ».
Dans la polémique qui continue entre Mir isskoustva et Répine, chaque partie utilise tous les supports pour exposer ses griefs, y compris le journal Rossia et les Nouvelles et journal de la bourse («Новости и биржевую газету»). Mir isskoustva réagit au discours fait par Répine en juin 1899 devant l'Académie des beaux-arts pour les cents ans de la naissance de Karl Brioullov, reçu favorablement par la salle, en le présentant comme « une pensée absente, pleine de fumées et d'inepties ». En même temps, après avoir redit que « les points de vue de Répine n'ont maintenant plus de sens », elle continue à le placer très haut en tant que peintre.

## Kuokkala (1900-1930)

### Vie avec Natalia Nordman

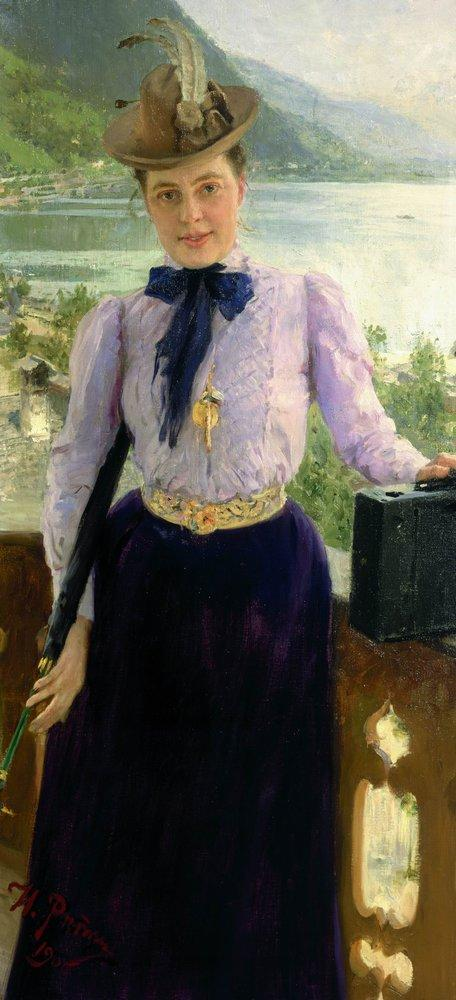
Portrait de l'écrivaine Natalia Nordman-Severova (1900).

L'écrivaine Natalia Borissovna Nordman, écrivant sous le pseudonyme de Severova, est la deuxième compagne du peintre. Ils se rencontrent dans son atelier, quand Natalia Nordman accompagne la princesse Maria Tenicheva. Pendant que Répine fait le portrait de la première, la seconde lit des vers à voix haute. Au printemps 1900, il va avec elle à Paris pour l'exposition universelle, et elle emménage avec lui dans sa propriété des Pénates, à la fin de cette même année.
Korneï Tchoukovski, qui, de son propre aveu, « surveille de près » la vie de Natalia Nordman durant ces quelques années, souligne qu'elle a acquis grâce aux efforts de quelques critiques la réputation d'une « étrange bonne femme, au ton méchant ». Cependant, l'origine de cette « bizarrerie » était le souci sincère du bien de son compagnon. Dès le début de leur relation, Natalia Borissovna commence à rassembler et à classer tout ce qui paraît dans la presse sur Ilia Iefimovitch. Sachant que de nombreux hôtes ne lui laissent pas la possibilité de se concentrer sur son travail, elle prend l’initiative d’organiser ce qu’ils appellent les « mercredi », ne laissant pas la possibilité au peintre de se consacrer aux visiteurs les autres jours de la semaine.
En même temps, toujours selon Tchoukovski, Natalia va parfois assez loin dans ses idées novatrices. Ainsi, opposée avec véhémence aux fourrures, elle se refuse carrément à en porter, et par le temps le plus froid s’habille d’un « simple petit manteau ». Ayant entendu que les décoctions d’herbes fraiches sont bonnes pour la santé, elle introduit ces boissons dans la nourriture quotidienne du couple. Lorsque commencent les « mercredis » des Pénates, les étudiants, musiciens, et amis-peintres qui y participent ne reviennent pas sans s’étonner que la présentation des mets à table est réglée par des installations mécaniques, et qu’au dîner il n’y a que des plats végétariens et un peu de vin, qualifié « d’énergie solaire ». Partout dans la maison, les règles de la maîtresse de maison sont affichées aux murs : « n’attendez pas de domestique, il n’y en a pas », « faites tout vous-même », « la porte est fermée », « une servante, c’est la honte de l’humanité ».

« Il ne vint jamais à l'esprit de Natalia Borissovna qu'elle portait dommage au nom de Répine. Elle était convaincue qu'elle utilisait ce nom, non pas pour son avantage personnel, mais exclusivement pour soutenir des idées généreuses qui devaient apporter le bonheur à l'humanité. »

L'union de Répine et de Natalia Nordman finit tragiquement : atteinte par la tuberculose, Natalia Nordman quitte les Pénates. Elle se rend dans un hôpital à l'étranger, ne prenant ni argent ni affaires avec elle. Elle refuse l’aide financière qu’essaient de lui apporter son mari et les amis de celui-ci. Elle meurt en juin 1914 à Locarno. Après sa mort, c’est la fille d’Ilia Iefimovitch, Véra, qui s’occupe de conduire la maison.

### Session protocolaire du Conseil d’État

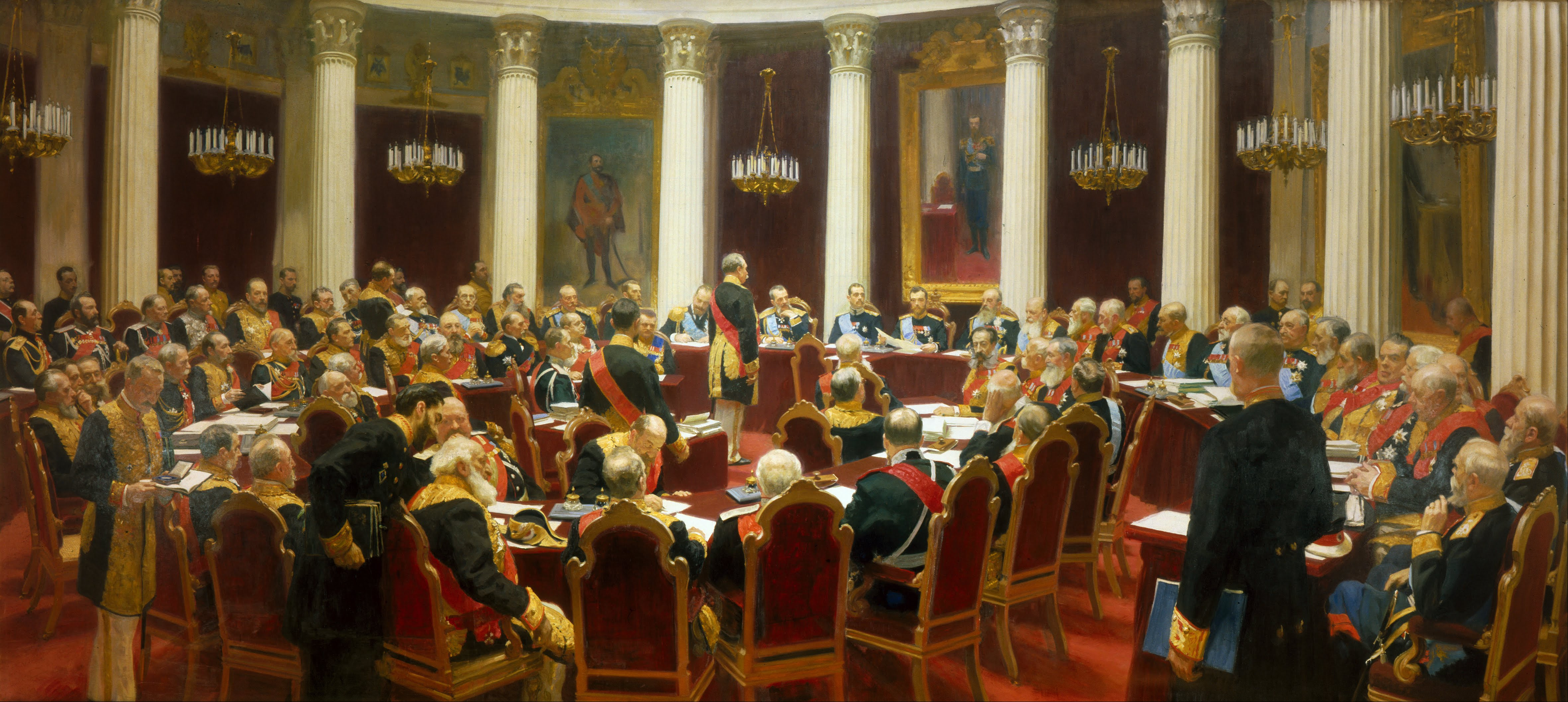
Session protocolaire du Conseil d'État pour marquer son centenaire le 7 mai 1901 (1903).

Une autre « commande du tsar » porte sur le tableau Session protocolaire du Conseil d'État pour marquer son centenaire le 7 mai 1901 («Торжественное заседание Государственного совета 7 мая 1901 года в день столетнего юбилея со дня его учреждения»), consacrée au centenaire du Conseil de l'Empire. Pour travailler à cette toile, le peintre s'adjoint deux élèves de son atelier, Boris Koustodiev et Ivan Koulikov ; ses pupilles de l'académie des beaux-arts sont présents à toutes les séances, préparant les toiles, et faisant si nécessaire des esquisses,.
Les délais de la commande et la rapidité de son exécution ne permettent pas à Répine de peaufiner son tableau ; le peintre ne fait guère plus de trois à quatre séances pour chacun des 60 portraits. Dans certains cas, comme pour Constantin Pobiedonostsev et quelques autres modèles, Ilia Iefimovitch se limite à une seule séance. De nombreux dignitaires, selon Igor Grabar, ne cachent pas leur mauvaise volonté, et leur irritation doit également être prise en compte. Cette « course de forcenés »; toujours selon Grabar, a cependant permis de créer une brillante galerie de portraits, et mis les collègues de Répine dans un état de « stupéfaction enthousiaste ».

« Contraint de travailler vite, plus vite que jamais auparavant, il (Répine) mit progressivement au point une méthode de travail particulière, en une seule séance. Elle reposait pour l'essentiel sur une esquisse au pinceau, faite juste d'impressions fugitives, et faisait synthèse de nombreuses années d'observation attentive. »

Session protocolaire du Conseil d’État, selon les historiens d'art, ne fait pas partie des chefs-d'œuvre de Répine. Elle est la dernière de ses « toiles grandioses ». À tout le moins, ce travail prouve au spectateur le « talent de la maturité » du peintre.
Jusqu'en 1917, le tableau se trouve au Palais Marie ; une partie des études est acquise par le Musée russe. Les 10 000 roubles tirés de cette acquisition sont donnés par le peintre à la Marine russe. La toile se trouve maintenant dans les expositions permanentes du Musée russe.

### Portraits d'Alexandre Kerenski

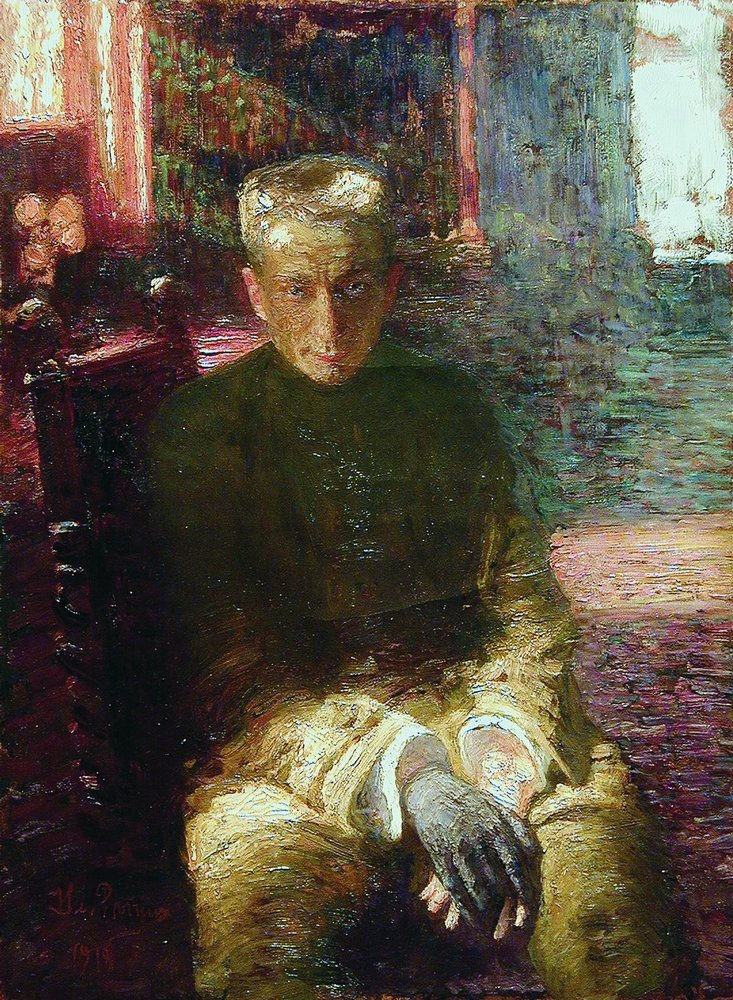
2e portrait d'Alexandre Kerenski (1918).

Après la révolution de février 1917, Répine se rend le 18 mars 1917 à Saint-Pétersbourg, pour échanger avec les autres peintres. Il préside et intervient à une réunion qui se tient dans la salle du conseil de l'Académie des beaux-arts et propose la création de l'« Union des acteurs des arts plastiques » («Союза деятелей пластических искусств»), pour réorganiser l'académie des beaux-arts, sur le modèle d'une commune de production et de savoir.
En juillet et en octobre 1917, il commence avec son élève Isaak Brodsky les esquisses de portraits d'Alexandre Kerenski au Palais d'hiver, où s'est installé le nouveau chef du Gouvernement provisoire,. Par la suite, il racontera que ce portrait « avait été fait d'après des études sur le vif dans le cabinet de Nicolas II. Nous dessinions ensemble avec Brodsky... J'ai peint Kerenski comme il était, assis sur le fauteuil, éclairé par le soleil »,.
Répine peint ensuite dans son atelier en 1917 et 1918 deux portraits de Kerenski, à l'huile sur linoléum,. Leur style est libre et spontané, à la limite, selon les critiques, de l'impressionnisme et même de l'expressionnisme.
Le travail des couleurs et de la lumière est remarquable. Kerenski est comme « plongé dans un milieu exclusivement d'air et de clarté »,. Le peintre rend surtout de façon surprenante la personnalité de Kerenski, qui se livre à lui dans une sorte de franchise et de véracité sur lui-même,, et le peint comme un homme presque flasque, bilieux, gris, ravagé, neurasthénique,. Cette mise à nu psychologique, dont il semble qu'elle ait été exacte, n'empêche pas le peintre d'indiquer ensuite à Tchoukovski :

« Il le fallait, ce n'est pas un portrait mémorial, mais un portrait né du hasard, d'un homme fait par le hasard... En vérité, d'un homme génial... [Je m]'incline devant Kerenski... »

### Mémoires
À Kuokkala, Répine commence à écrire ses mémoires, qui seront à l’origine du recueil Loin et Proche, prêt à l'impression en 1915, mais qui ne paraîtra que sept ans après la mort de l'auteur, en 1937. De l’avis de Korneï Tchoukovski, qui a rassemblé et mis en forme ce livre, les souvenirs d’Ilia Iefimovitch se distinguent par leur qualité littéraire et la dramatisation des évènements :

« En écrivant n’importe quel épisode, il y mettait toujours une émotion vive, et il le scénarisait. L’arrivée du commissaire de police, exigeant le passeport de Vassiliev, la cohue du public devant la toile d’Arkhip Kouïndji, l’apparition de Toltsoï dans un tramway pétersbourgeois, tout était dramatisé, comme pour une scène de théâtre. »

Kramskoï n'est pas dans les pages du livre de Répine « une figure de cire figée », mais un héros attirant, comme dans une nouvelle policière ; le peintre et ami Fiodor Vassiliev, avec lequel Répine était allé sur les bords de la Volga, est un jeune « criard, importun et absolument charmant » ; les pages sur le recueil du matériel pour les Bateliers un « poème à la jeunesse ». Tchoukovski reprend également abondamment les dialogues dont sont remplis les souvenirs de Répine. Chacun de leurs personnages, du bourgeois de Tchouhouïv jusqu’au professeur de l’académie, a ses particularités de langage ; doué d’une mémoire très précise, le peintre retrouve facilement les mots des bateliers de la Volga et des cosaques zaporogues. Avant de commencer à rédiger tel ou tel passage, Ilia Iefimovitch s'habitue à le raconter plusieurs fois à des amis venus aux Pénates. Étonné que ses auditeurs trouvent un véritable intérêt dans ces histoires racontées à la file, Répine les couche ensuite par écrit, laissant les intonations du langage parlé, ce qui donne à son livre un style spécifique.

### Dernières années de vie
Après 1918, quand Kuokkala devient territoire finlandais, Répine est coupé de la Russie. Dans les années 1920 il se rapproche de collègues finlandais, fait quelques décors pour des théâtres locaux et d'autres établissements culturels, et donne un grand nombre de peintures aux musées d'Helsinski.
Il ne peut avoir de relations avec ses anciens amis que par correspondance. Ses lettres montrent que le spleen le prend souvent. En 1925, il espère pouvoir se rendre à l'exposition de ses propres œuvres au Musée russe et il s'enthousiasme à l'idée d'aller avec ses enfants Vera et Iouri à Moscou, pour visiter le Musée Roumiantsev et la Galerie Tretiakov. Cependant, ses rêves s'effondrent, à cause de sa fille « qui avait promis de l'accompagner et qui n'a pas tenu sa promesse ».
En 1925 également, Répine reçoit la visite de Korneï Tchoukovski. Elle alimente la rumeur d'une mission pour inviter le peintre à déménager en URSS, mais « Répine n'est pas convaincu de revenir ». Les lettres découvertes des décennies plus tard montrent que l'écrivain, ayant compris que son ami « ne quitterait pas à cause de son âge » les Pénates, le regrette néanmoins et continue à l'inviter en Russie.
Des années plus tard, une délégation de peintres soviétiques, conduite par un élève de Répine, Isaak Brodsky, se rend à Kuokkala. Ils passent deux semaines aux Pénates. À en juger par les rapports de la sécurité finnoise, ils devaient convaincre Répine de déménager pour la Russie. La question de son retour avait été débattue au niveau le plus élevé : d'après le compte rendu d'une session du Politburo du Parti communiste de l'Union soviétique, la résolution suivante avait été présentée par Staline : « Autoriser Répine à retourner en URSS. À Anatoli Lounatcharski et Ilia Ionov de prendre les mesures correspondantes ». En novembre 1926, Ilia Iefimovitch reçoit une lettre du commissaire du Peuple, Kliment Vorochilov, qui lui indique « qu'en décidant de revenir dans votre patrie, vous ne ferez pas une erreur pour vous-même, mais vous réaliserez aussi une action vraiment grande et historiquement utile ». Ces discussions sont interrompues par le fils de Répine et se révèlent en tout cas infructueuses : le peintre reste à Kuokkala.
La suite de la correspondance entre Répine et ses amis témoigne de son dépérissement. En 1927, dans une lettre à Mintchekov, le peintre confie : « j'aurai 83 ans en juin, le temps fait son ouvrage, et je deviens franchement paresseux ». Sa fille cadette l'aide à sortir de chez lui, malgré son état d'affaiblissement, et elle racontera par la suite que tous ses enfants se sont relayés auprès de lui jusqu'à sa fin. Il meurt le 29 septembre 1930 et est inhumé dans le parc de sa propriété des Pénates. Dans une de ses dernières lettres à ses amis, le peintre tente de prendre congé de tous :

« Adieu, adieu, chers amis ! Il m'a été alloué beaucoup de bonheur sur cette terre, et j'ai eu de la chance de façon si imméritée. Je suis, semble-t-il, illustre, et pourtant je ne m'en suis pas préoccupé. Et bientôt dispersé en poussière, je remercie, je remercie, complètement ému par ce monde si bon, qui m'a toujours si chaudement honoré. »

## Répine et l'Ukraine
Ilia Répine est né et a vécu dans le gouvernement de Kharkov, à proximité de la Petite Russie (aujourd'hui partie de l'Ukraine) les dix-neuf premières années de sa vie, et il a toujours cherché à garder un lien avec sa région d'origine. Il y voyage dans les années 1870 et 1880, pour visiter Tchougouïev et rassembler des matériaux pour de futures œuvres, et il y revient pour ses 70 ans en 1914. C'est là qu'il peint son portrait L'Archidiacre. Son modèle est Ivan Oulanov, diacre de la petite ville, et il voit dans l'ecclésiastique « un de ces lions du clergé, qui n'ont pas une once de spirituel en eux ».
Nombre d'autres tableaux ont des sujets inspirés de l'Ukraine : sa toile majeure Les Cosaques zaporogues écrivant une lettre au sultan de Turquie, dont une version est conservée à Kharkov, mais également des paysages et des scènes ethnographiques, comme la Vetchernika, peinture d'une soirée paysanne, ou encore ses illustrations de Nicolas Gogol et de Dmitro Iavornytsky.
Il a peint également plusieurs portraits d'Ukrainiens, dont celui de Taras Chevtchenko, en 1888, dix-sept ans après la mort de ce dernier, à partir de photographies et de portraits, mais également, pour rendre « l'éclat de ses yeux », d'échanges avec des personnes l'ayant connu personnellement.

Ukraine : portraits et paysages
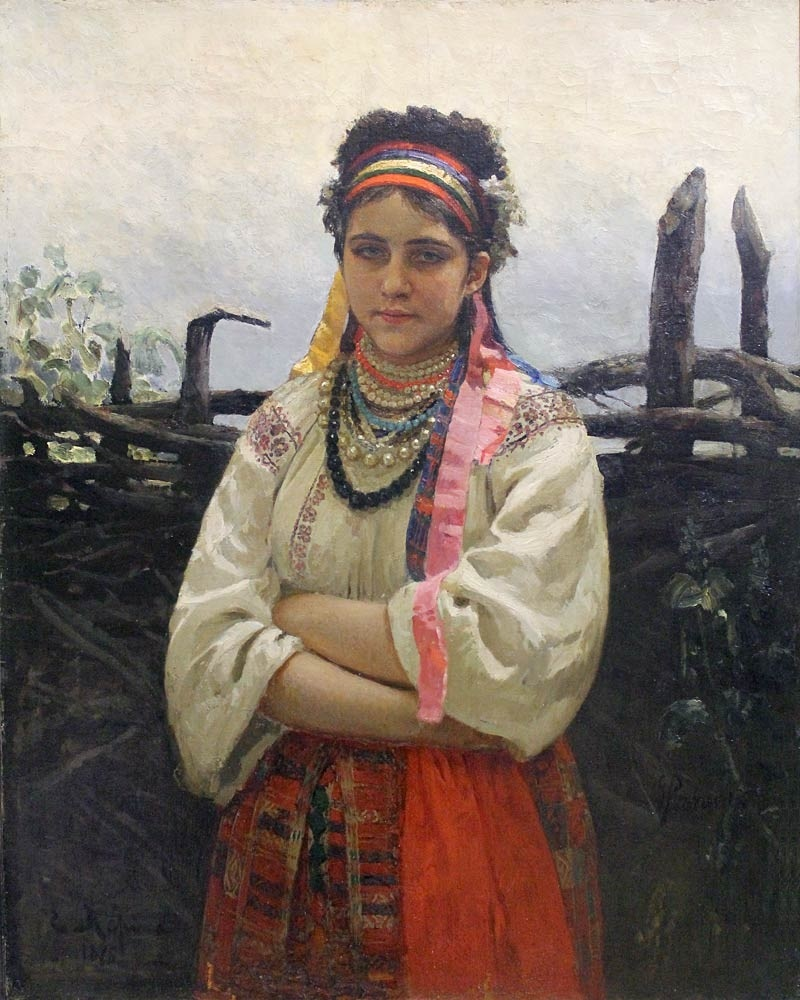
Ukrainienne devant une haie (1876).
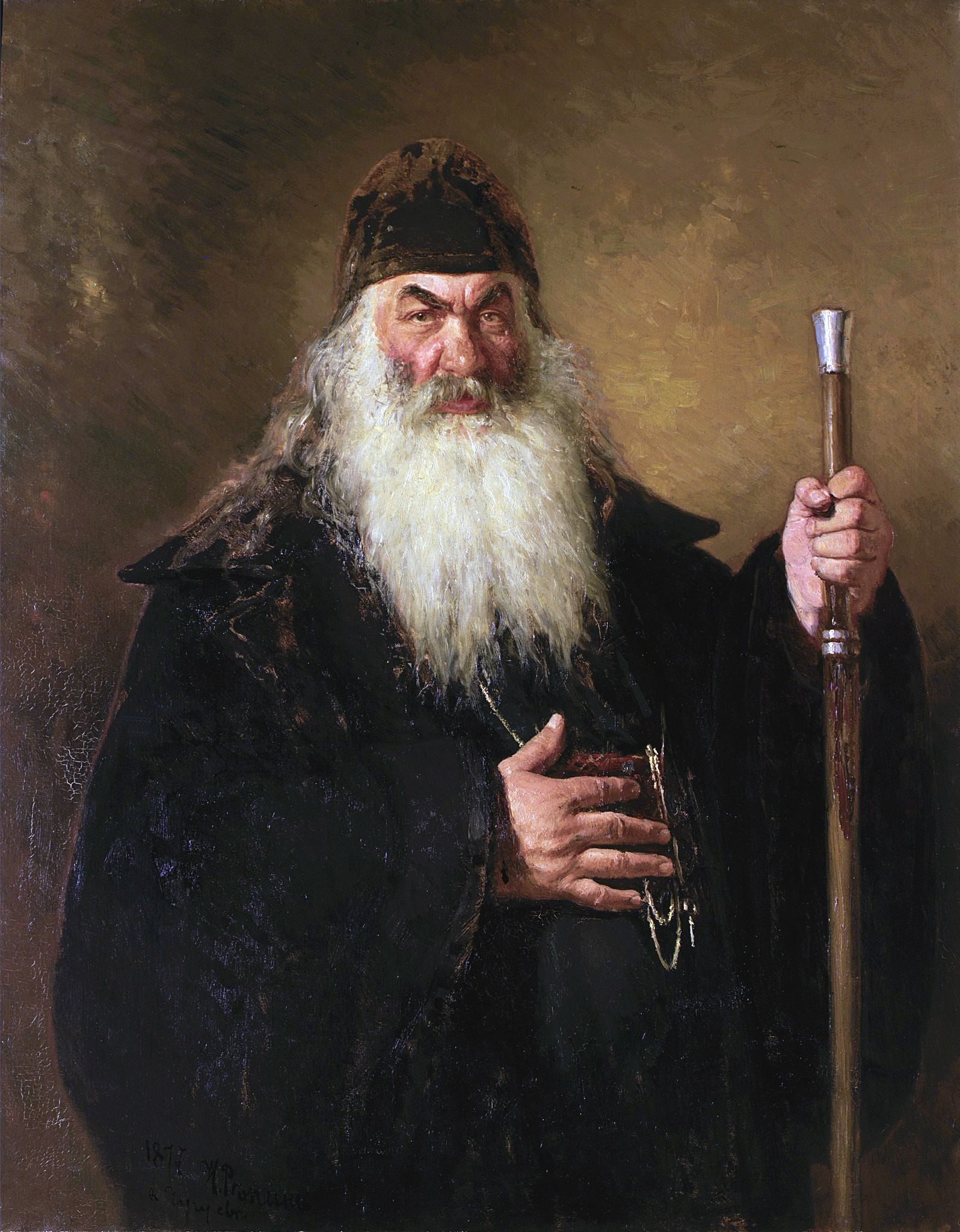
Portrait d'un archidiacre (1877).
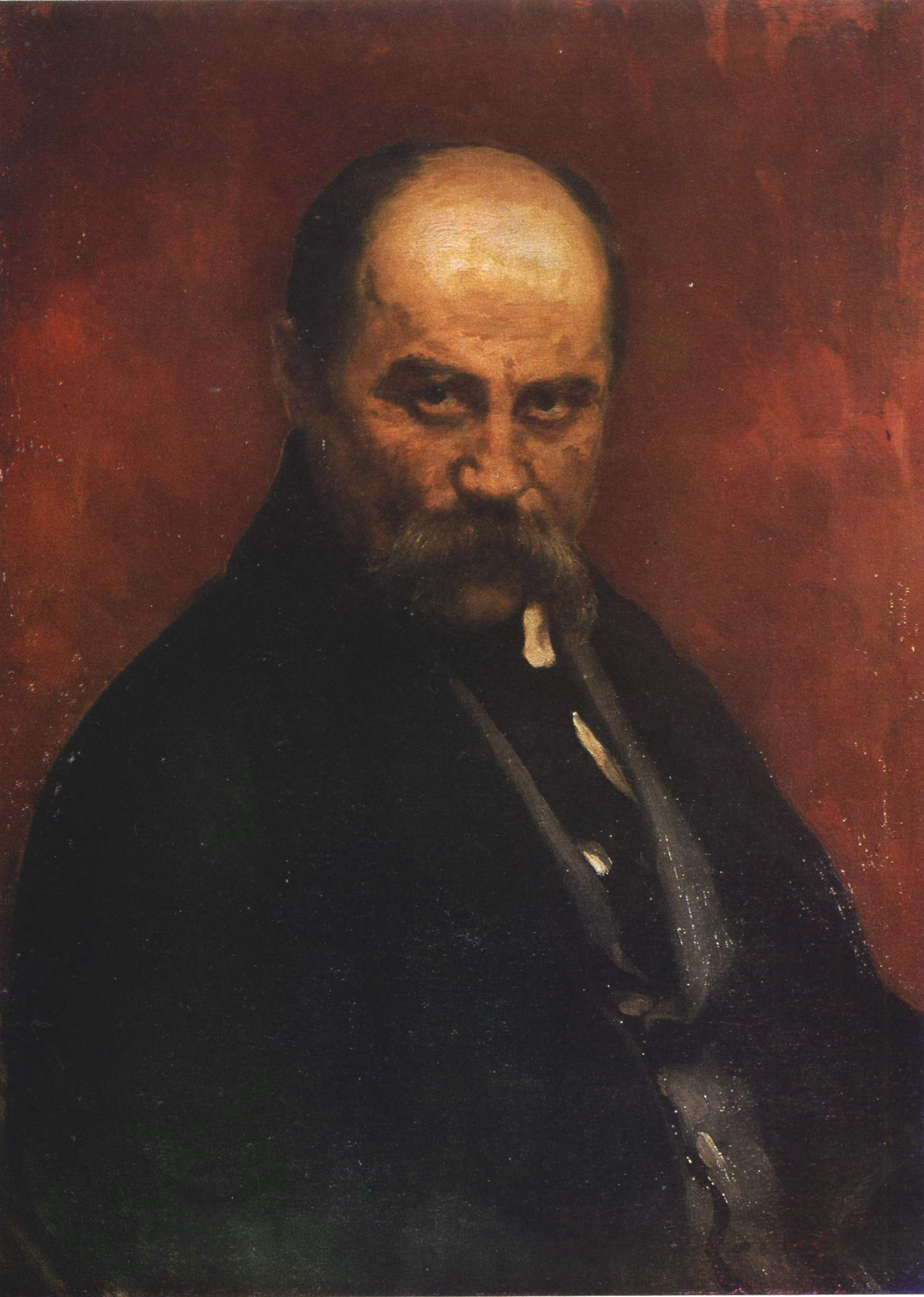
Portrait de Tarass Chevtchenko (1888).

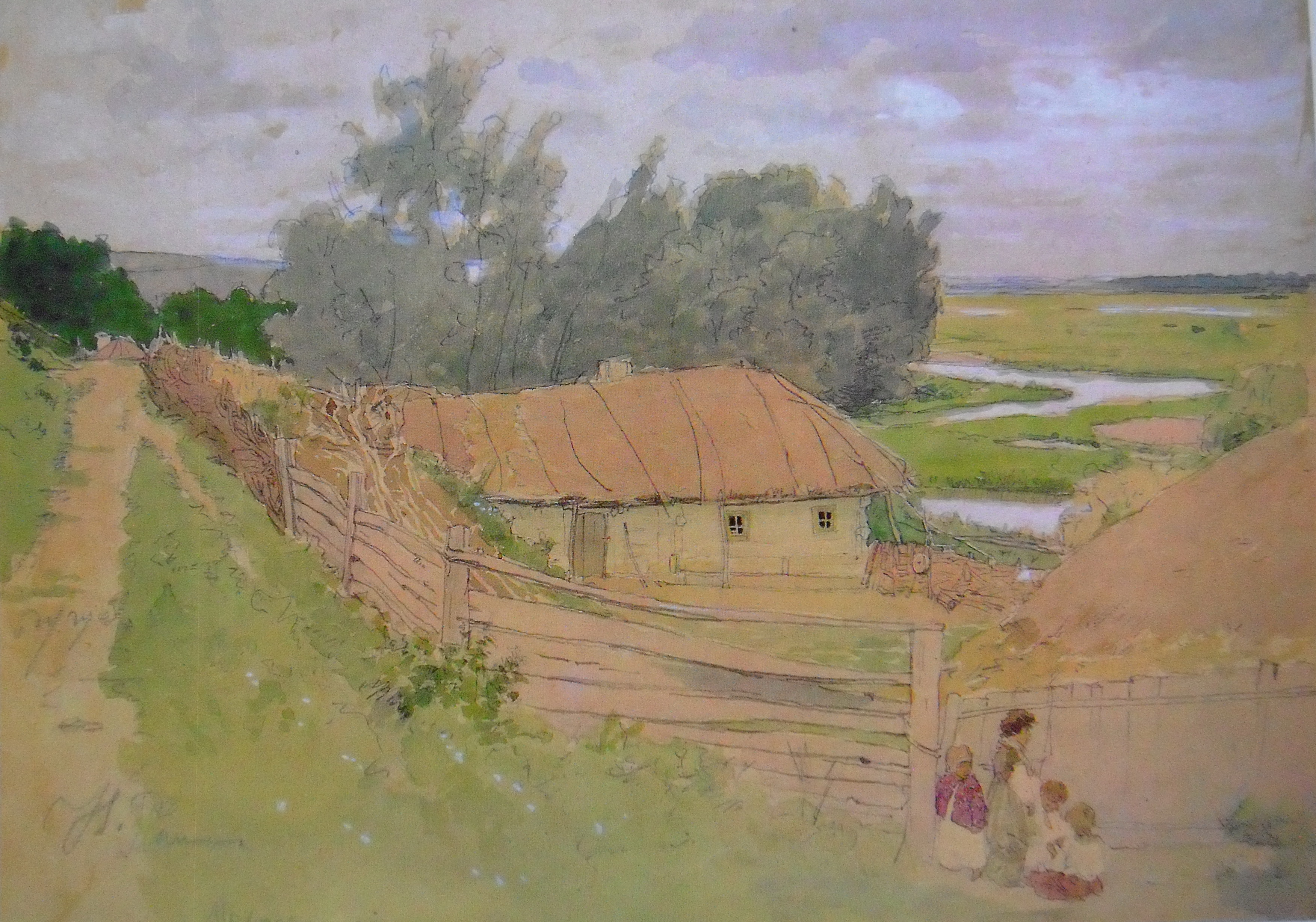
Campagne près de Tchougouïev (1877).
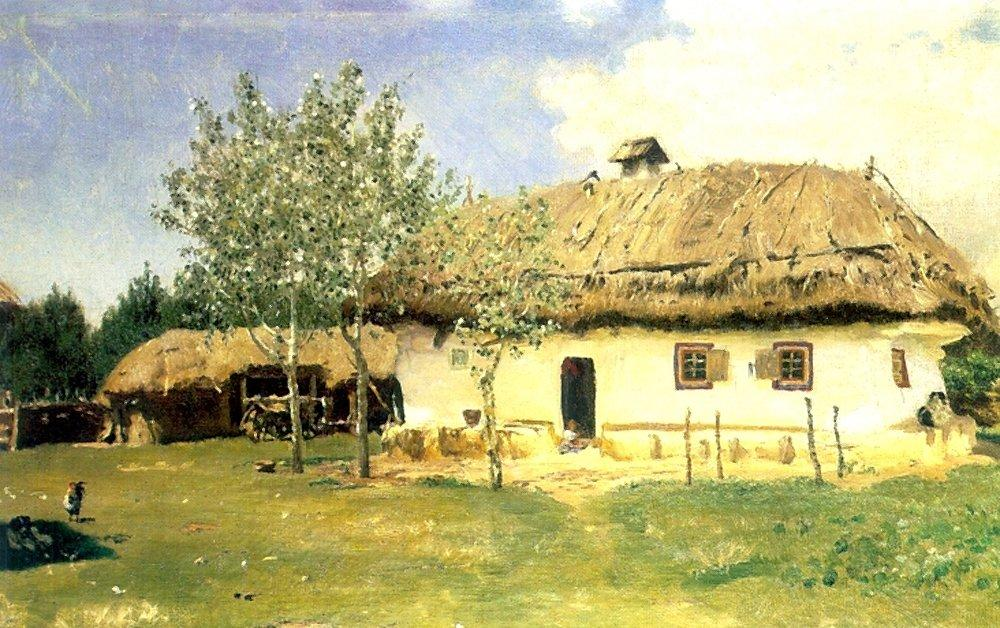
Maison paysanne ukrainienne (1880).

Le peintre s'est lié avec l'intelligentsia ukrainienne, dont le peintre Nikolaï Mourachko, qu'il a rencontré à Saint-Pétersbourg, Nicolas Kostomarov, l'historien chez qui il a puisé le sujet des Zaporogues et qui lui donna des indications pour organiser ses recherches en Ukraine avec Valentin Serov, le propriétaire terrien Vassil Tarkovsky, l'archéologue Dmitro Iavornytsky, l'historien Dmytro Bahalii ou Marko Kropyvnytsky.
Il a apporté en 1908 son soutien à l'érection d'un monument à Chevtechenko à Kiev, et été membre honoraire des sociétés d'art et de littérature ainsi que de l'Union des antiquités de Kiev. Il a également aidé à la formation de la jeune génération de peintres ukrainiens, et aidé et conseillé les écoles d'arts de Kiev et d'Odessa.
Le contraste entre ses toiles « russes », comme La Régente Sophie, ou Ivan le Terrible tue son fils, qui expriment une atmosphère d'angoisse ou de violence, et les « Ukrainiennes », empreintes d'une « joyeuse énergie » conduit Dmytro Dontsov à écrire que l'« Ukraine est dans ses peintures toute beauté, joie et bonheur, dans un grand et téméraire combat contre un ennemi puissant ».
Répine n'oppose cependant pas une identité ukrainienne (dite alors petite-russienne) et une identité russe. En 1896, dans une période de durcissement de l'autocratie et du centralisme russe, il écrit à Evgueni Tchykalenko, qui lui proposait de devenir un « peintre national ukrainien » qu'il « ne se sentait pas lui-même ukrainien », et que, dans « une Russie maintenant indivisible », c'était son amour pour le peuple russe qui était le fondement de ses peintures de l'histoire ukrainienne comme des Zaporogues.
Il revient encore à l'Ukraine dans son dernier tableau, Gopak, représentant la danse traditionnelle éponyme. Il raconte à des amis qu'il a sorti une grande toile, et a commencé à composer « la danse des Zaporogues ». Elle est réussie, joyeuse. La toile ne peut faire place à tous les personnages… Les Zaporogues sautent par-dessus le feu, et dansent. « Même un grand-père de cent ans saute à genoux ». Et il reprend sa correspondance avec des amis ukrainiens érudits, et demande qu'on lui envoie des photographies, parce qu'il est trop vieux pour se rendre dans la Slobojanchtchina. Il y travaille beaucoup, dans un vieil atelier non chauffé, où il monte avec difficulté, seulement l'été, jusqu'à sa mort, d'un coup de froid.

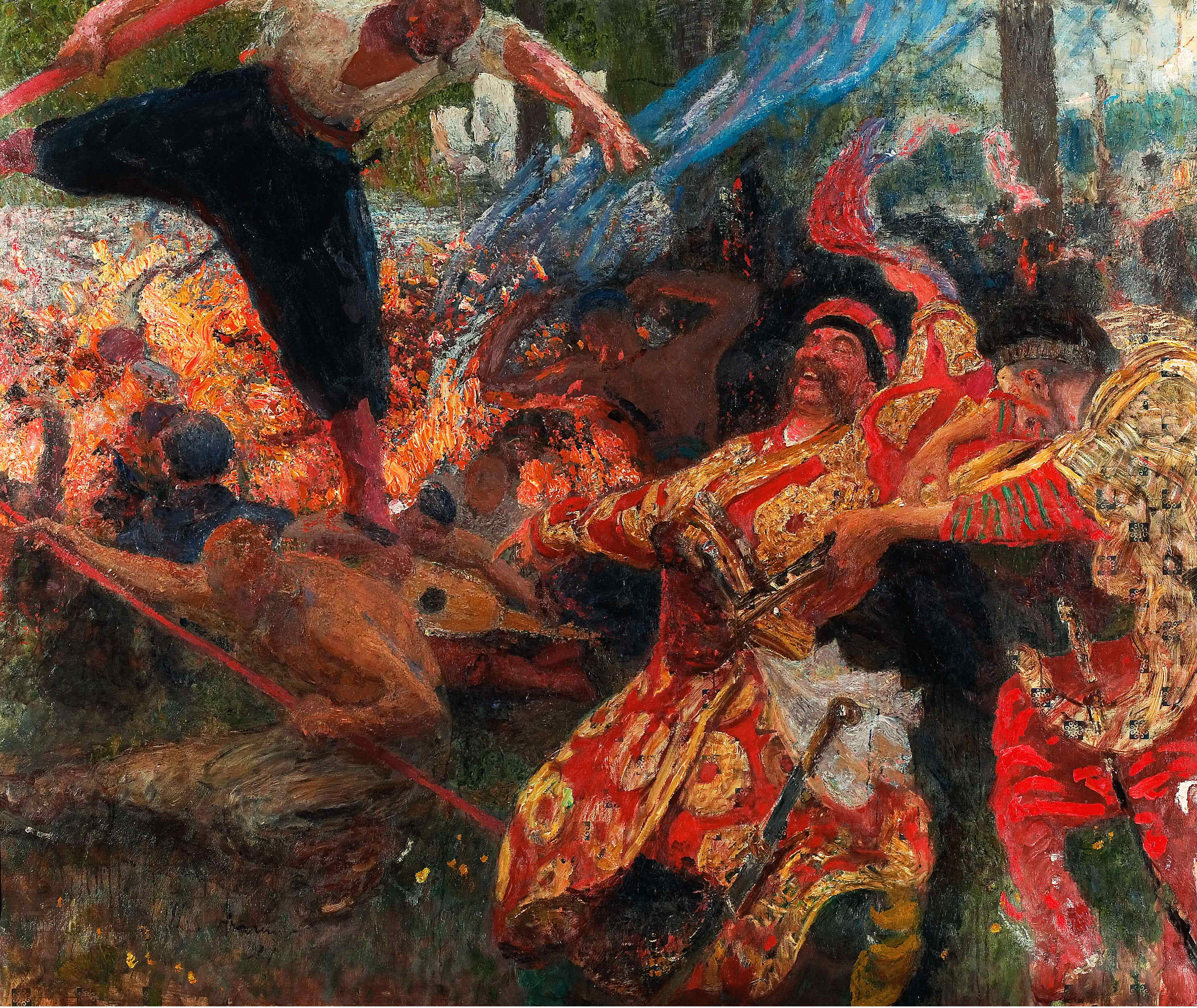
Gopak (1920).

## Répine illustrateur
Bien que Répine ait illustré à plusieurs reprises des ouvrages de Tolstoï, Pouchkine, Gogol, Lermontov, Nekrassov, Garchine ou Leskov, cet aspect de l'œuvre du peintre est peu connu, et est resté insuffisamment étudié.
Selon le témoignage d'Igor Grabar, Répine peint ses premières esquisses à l'aquarelle pour les Chansons sur le marchand Kalachnikov (ru) pendant ses études à l'Académie des beaux-arts, puis en 1868 pour Kiribeïevitch, prédécesseur d'Alion Dmitrievitch («Кирибеевич, преследующий Алёну Дмитриевну»), puis encore deux dessins sur ce thème. Ces illustrations sont suivies de celles de poèmes de Lermontov, Dans le ciel de minuit un ange volait («По небу полуночи ангел летел» - 1880)) et Trois palmiers («Три пальмы» - 1884)), du drame Mascarade et de la nouvelle Bela d'Un héros de notre temps. Aucune n'est publiée. Elles sont critiquées par les auteurs de l'Encyclopédie de Lermontov et du Dictionnaire encyclopédique de Lermontov pour leur romantisme exagéré et par l'incapacité du peintre à pénétrer la pensée tragique du poète. À la différence de ces aquarelles, le dessin au crayon Kazbitch blesse Bela («Казбич ранит Бэлу» - 1887)) compte parmi les meilleurs travaux du peintre d'après Lermontov. L'aquarelle Petchorine à la fenêtre («Печорин у окна») des années 1890 illustre finalement la nouvelle La princesse Mary,.

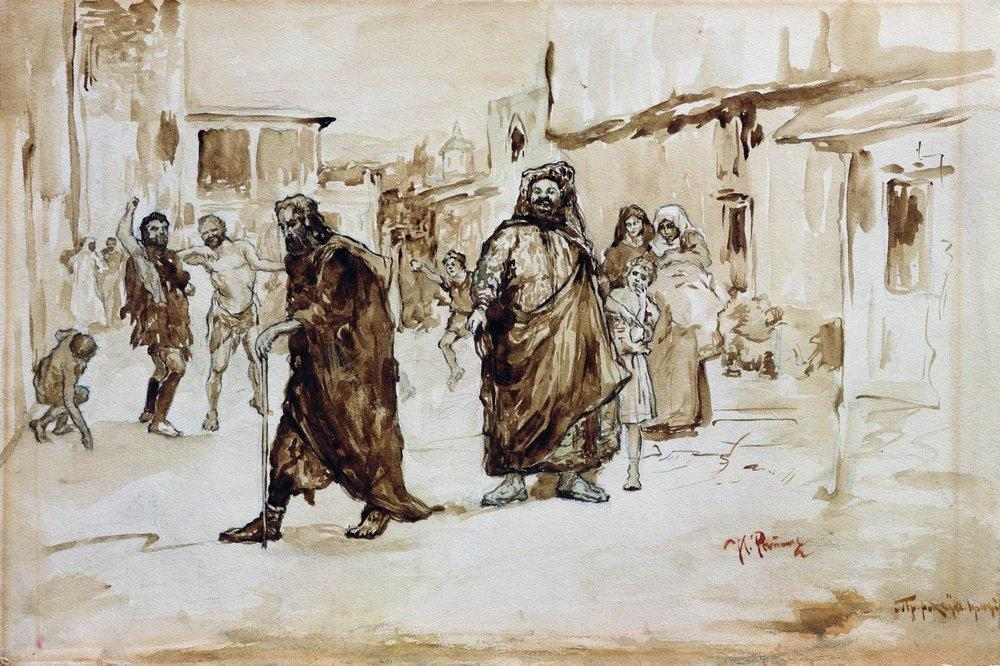
Ils raillent et jettent des pierres sur le chemin du prophète (autour de 1890).

Suit une série d'illustrations pour un autre poème de Lermontov, Le Prophète. Ces aquarelles sur sépia sont destinées au premier volume des œuvres complètes de Lermontov, qui doit paraître en 1891. Deux d'entre elles représentent le prophète au milieu de ses contemporains, Le Prophète à l'entrée du temple et la foule se moquant de lui («Пророк у входа в храм и издевающаяся над ним толпа») et Ils raillent et jettent des pierres sur le chemin du prophète («Люди высмеивают и побивают камнями проходящего по улице пророка»), la troisième, Le Prophète réprouvé dans le désert («Отверженный пророк в пустыне» и рисунок тушью «В пустыне») clôt cette série. Elles sont, selon les auteurs de l'Encyclopédie de Lermontov, « une tentative remarquable de restituer la pensée profonde de cette œuvre ».
L'image que donne Répine du prophète, sans doute sous l'influence du regard de Tolstoï, est inhabituelle : déjà âgé, les cheveux longs, intellectuel barbu en haillons plutôt qu'en habit. Ce regard brûlant dans un visage émacié, cette apparence, s'opposent à celle des autres personnages, rudes et rustres. Mais ce tableau est une variation du peintre sur le thème de la modernité, plutôt qu'une illustration littéraire traditionnelle. Les dessins ne satisfont pas Ilia Iefimovitch lui-même, et finalement ces illustrations ne sont pas publiées. Le peintre revient cependant ensuite à Lermontov en 1914-1915, avec des dessins illustrant Le Démon et Mtsyri (ru).
Répine a en revanche un plus grand succès lorsqu'il illustre Gogol, et il rend la psychologie de ses personnages avec force et justesse. Nicolas Gogol fait partie des écrivains préférés du peintre, et il s'y confronte à plusieurs reprises. Il s'intéresse pour la première fois au Journal d'un fou dans les années 1870. Il travaille ensuite de longues années aux Zaporogues, dont les personnages sont ceux de Taras Boulba, mais exécute aussi des dessins inspirés de cette œuvre, Andreï et la fille du voïvode («Андрий и панночка» - 1890). En outre, il crée quatre illustrations pour La Foire de Sorotchyntsi («Сорочинской ярмарке» - 1870)) et une pour Une vengeance horrible («Страшной мести» - 1890)). En 1896, le peintre fait un nouveau croquis de Poprichtchine, le principal personnage du Journal d'un fou. Il trouve en lui, selon l'expression de Iossif Brodski, « une âme grotesque et heurtée à l'extrême ».
En 1913, cinq dessins du héros fou de Gogol sont présentés au public. Le critique d'art Konstantin Kouzminski, qui les a vues exposées à la galerie Lemercier, en a cette impression :

« Deux de ces illustrations produisent une image particulièrement forte. Celle de Poprichtchine avec une casquette d'uniforme, représente, semble-t-il, le moment « où il se décide à voir Fidel et à l'interroger ». La folie transparaît dans des yeux. Une concentration extraordinaire se lit sur son visage. Il est complètement absorbé, essayant de déchiffrer le sens caché de la conversation entre deux amateurs de chiens qu'il a entendue sur la perspective Nevski… Dans la seconde, encore plus puissante, il est couché sur son lit. Son regard est pointé dans le vide, et on sent clairement, face à ce dessin, que Poprichtchine, à ce moment précis, voit et entend comme pour de vrai la femme du directeur, ou la conversation des amateurs de chiens, ou se voit lui-même avec la couronne ou le manteau du roi d'Espagne … »

La série Lenski tué («Убитый Ленский») est consacrée à l'Eugène Onéguine de Pouchkine. Elle est une des variantes d'un projet qui, in fine, deviendra la toile Le Duel d'Onéguine et de Lenski («Дуэль Онегина с Ленским»).
Les dessins La Rencontre de l'ange avec le cordonnier Semione près de la chapelle («Встреча ангела с сапожником Семёном у часовни») et L'Ange auprès du coordonnier Semione dans une isba («Ангел у сапожника Семёна в избе») sont faits en 1881 et 1882 pour illustrer le récit de Tolstoï De quoi vivent les gens («Чем люди живы») dans un recueil de contes pour enfants de cet écrivain et de Tourgueniev publié en 1882. Ils sont complétés en 1889 par le croquis Le Cordonnier Semione prend les mesures du pied du barine («Сапожник Семён снимает мерку с ноги барина»). Le recueil est réédité à plusieurs reprises. En outre, le peintre illustre quelques autres œuvres mineures de Tolstoï, dont une représentation du diable pour le conte L'Entame du pain («Краюшка хлеба»).
Kouzminski considère que la toile Les Bateliers de la Volga fait écho au poème de Nikolaï Nekrassov Méditation lors d'un voyage en vapeur («Размышления у парадного подъезда» - 1858), mais Répine lui-même indique que ce sont les vers de Nekrassov Sors vers la Volga… («Выдь на Волгу…») qu'il a lus deux ans avant de commencer ce tableau. Selon ce même critique, le tableau Sadko est aussi une illustration, mais cette fois de bylines russes. D'autres travaux mentionnent les dessins de Répine sur les œuvres La Belle Aza («Прекрасная Аза»), Daniel le consciencieux («Совестный Данила») ou La Montagne («Гора») de Nikolaï Leskov, Les Peintres («Художники») de Vsevolod Garchine, Le Roi Lear, de William Shakespeare Les Moujiks d'Anton Tchekov («Мужики»), Les Sept Pendus («Рассказ о семи повешенных») de Leonid Andreïev, ou de Maxime Gorki.
Les illustrations de Répine, selon des historiens d'art, se distinguent « par leur vie, leur acuité, leur charme artistique et leur vérité psychologique ». Ils remarquent que le peintre varie dans ces travaux son style en fonction de celui de l'écrivain : « quand il illustre Gogol, il est réaliste, pour Tolstoï, il se fait mentor, pour Pouchkine et Lermontov, romantique ». Mais Ivan Lazarevski, dans son article Répine Illustrateur se prononce négativement sur cette partie de son œuvre. Il appuie son jugement sur l'opinion de Valentin Serov, et sur la déception qu'exprimait Répine lui-même sur sa capacité à illustrer un livre :

« Dieu n'a pas donné des cornes à la vache pour combattre... Oh combien, jusqu'à la fin de ma vie, j'ai toujours voulu faire des illustrations. En particulier quand je ne me sentais pas encore capable de le faire. Prenez Pouchkine, et ses Récits de feu Ivan Pétrovitch Belkine, et celui si puissant du Maître de poste. Comme cela brûlait en moi. Mais j'ai tant de fois gâché du papier, et rien n'en est sorti. Je n'en ai pas gardé un fragment, j'ai tout détruit. Non, en voilà assez, pour toujours, des illustrations. Si j'ai un talent, c'est celui d'un peintre qui voit, et non qui imagine. »

## Autoportraits

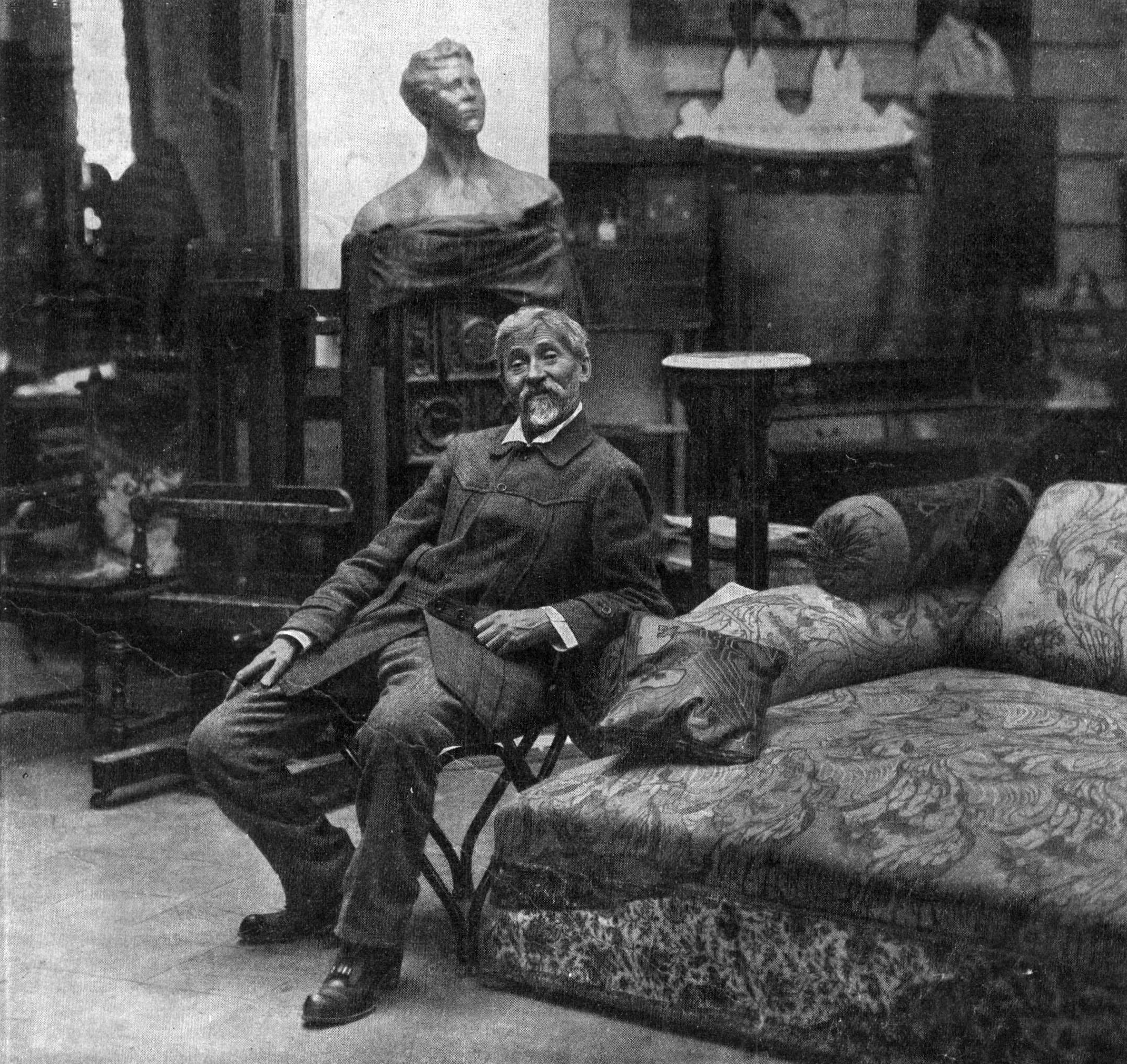
Ilia Répine en 1914.

Répine a peint son premier autoportrait dans ses années de jeunesse à Tchougouïev. Selon ses souvenirs, cette peinture a mal fini : en l'absence du jeune peintre, un marchand local, Ovtchinikov, vient dans la maison des Répine et décroche le tableau du mur pour l'emporter avec lui et briller devant ses hôtes. Répine, choqué de cette incivilité, « rend sa visite » à Ovtchinikov, puis déchire son portrait en menus morceaux, ce qu'il regrettera par la suite.
À l'âge de 19 ans, Répine peint un second autoportrait, « de lui dans un miroir ». La toile est faite dans les premiers mois de sa vie pétersbourgeoise, et dans le visage du jeune homme, arrivé à la capitale avec cent roubles en poche, se lit toute une gamme de sentiments : « l'élan, l'inquiétude, et en même temps la prudence. Sa vie est devant lui, quelle sera-t-elle ? ». Par la suite, le peintre se représentera plusieurs fois lui-même. Dans un autoportrait peint en 1877, il parait émacié. Selon les historiens, la maladie qu'il ne sait cacher est une malaria qu'il a contractée à son arrivée à Moscou. D'autres œuvres, conservées maintenant au Musée russe, font partie des « meilleurs autoportraits de cette période ».
Avec l'âge, Répine connait des problèmes avec la main droite, qui cesse de lui obéir. Des amis, inquiets de sa santé, commencent à cacher ses pinceaux et ses crayons. Mais le peintre, ne souhaitant pas abandonner son activité, commence à peindre de la main gauche. Et quand ses doigts affaiblis, auxquels il est presque impossible de se plier, cessent de pouvoir tenir une palette, le peintre se fait découper spécialement une planche fixée par une lanière à son cou, et continue à travailler. En 1920, il fait de lui un dernier autoportrait :

« Un vieillard avec une toque usée est assis dans un fauteuil, posant un coude sur la table voisine, la main pendant avec indolence. Le visage est celui d'un homme éreinté et solitaire, vivant dans une pièce froide. Il a peint sans indulgence pour son malheur cet autoportrait, qui éclaire les dix dernières années de la vie du peintre. »

Autoportraits de Répine
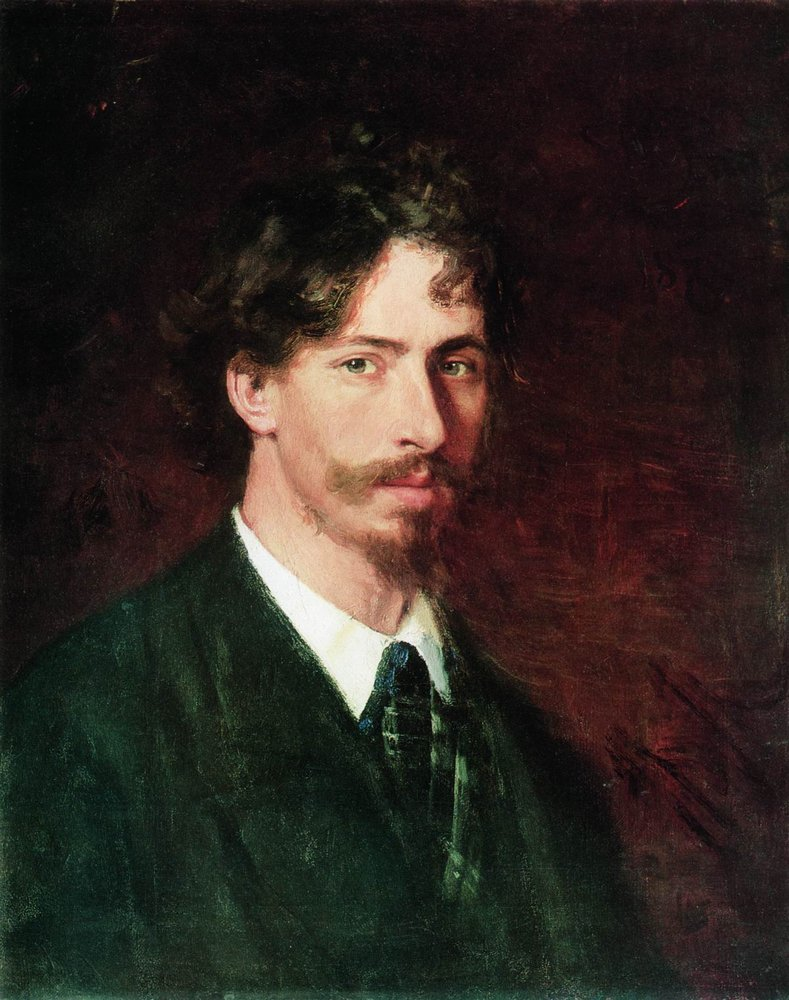
1878.
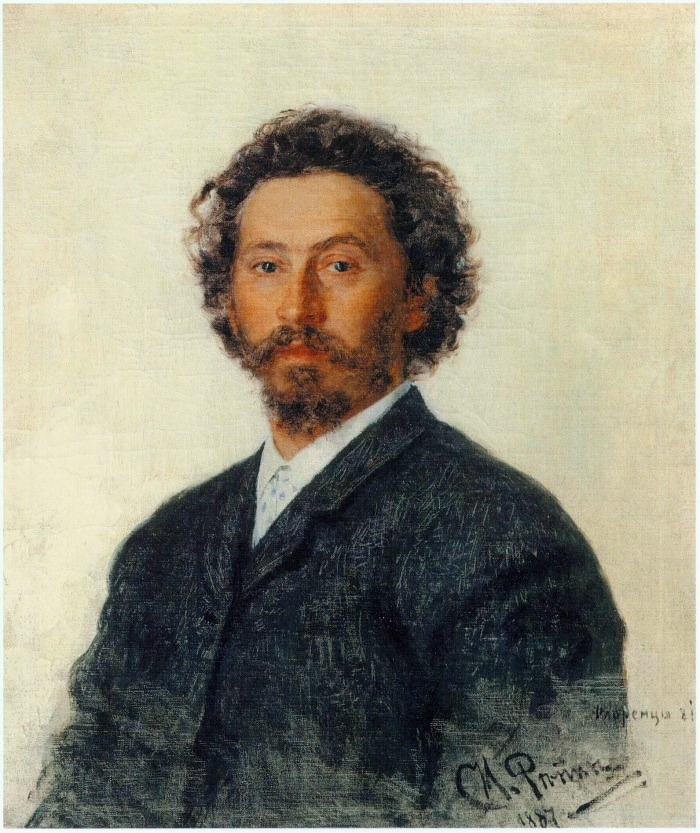
1887.
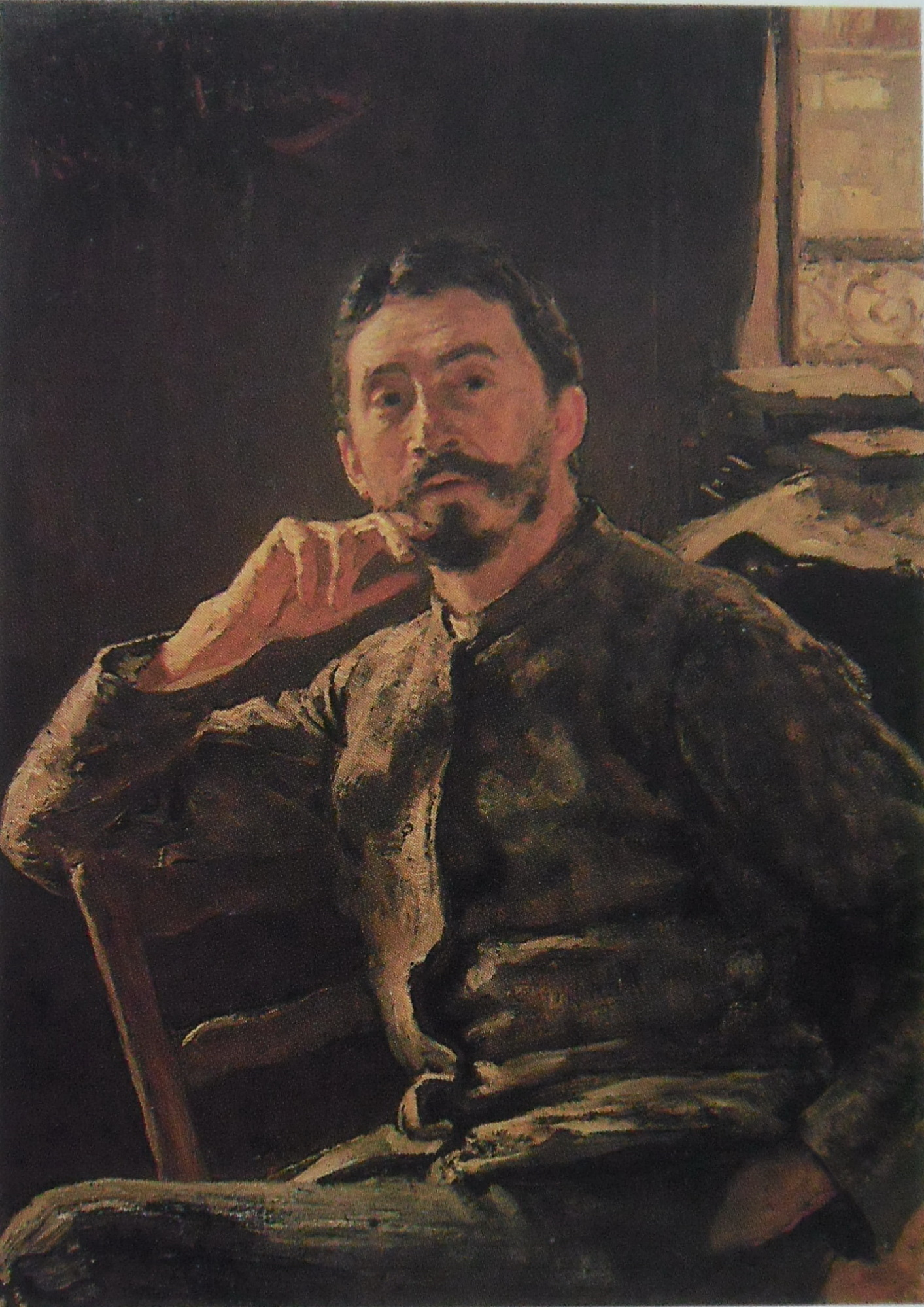
1894.
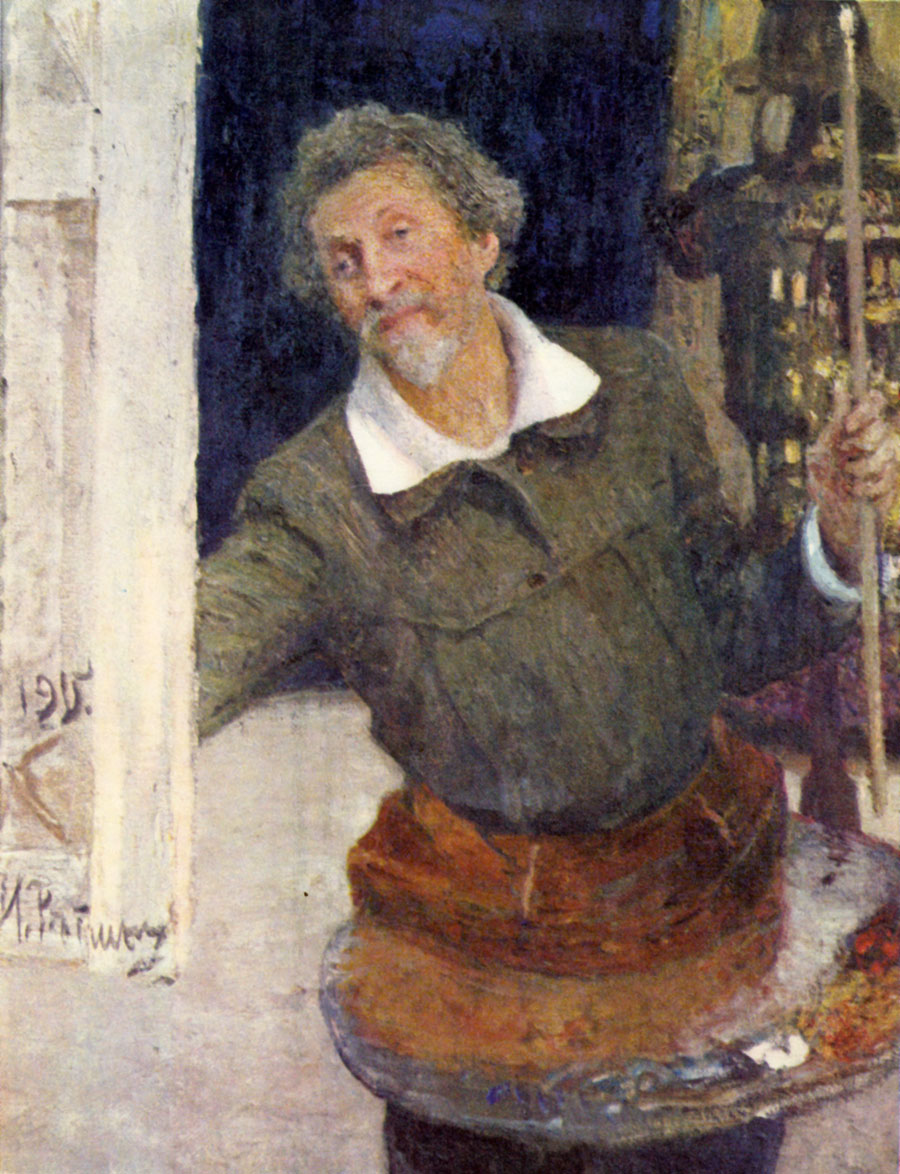
1915.

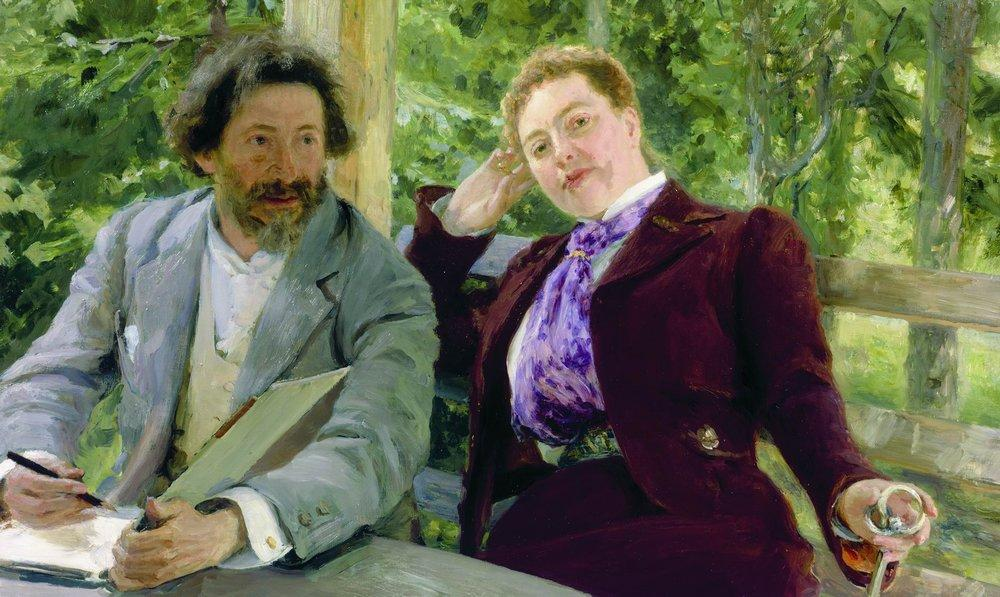
1903 (avec Natalia Nordman-Severova).
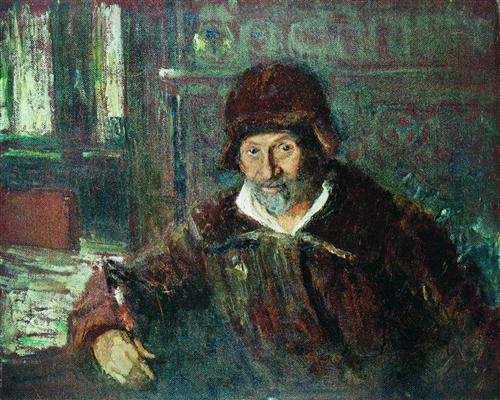
1920.

## Physique, caractère, mode de vie
Korneï Tchoukovski raconte dans ses essais sa première rencontre avec Répine, à Kuokkala : le peintre, dont les toiles frappaient par leur taille, n'avait rien d'un géant imposant : « de petite taille, souriant, trapu, le visage hâlé, avec toujours les mêmes vieux gants tricotés ». Iakov Mintchenkov, après avoir fréquenté le peintre au moment de la préparation de l'exposition 1898 des Ambulants, se souvient d'avoir eu devant lui un homme de petite taille, sec, avec de cheveux frisés et une barbiche pointue. Le maître reconnu, dont les apparitions étaient attendues, était d'une « modestie timide », derrière laquelle se cachait des « espiègleries d'enfant gâté par le destin ».
Mais il était investi dans les relations amicales et sociales ; la nièce de la première femme de Répine, Lioudmila Chevtsova-Spore, ayant vécu trois ans dans l'appartement pétersbourgeois du peintre, confiait que les hôtes allaient et venaient constamment dans la maison ouverte d'Ilia Iefimovitch : en dehors des autres peintres, ses habitués étaient les écrivains Maxime Gorki et Zinaïda Hippius, les artistes Grigori Gay, Vladimir Maximov, les savants Dmitri Mendeleïev et Vladimir Bekhterev. En outre, dans cette période, trois pupilles de son atelier vivaient dans ce vaste appartement, dont son élève préféré, Constantin Vechtchilov. Ces élèves le suivaient les mois d'été, quand le peintre se rendait à Zdravnevo,.

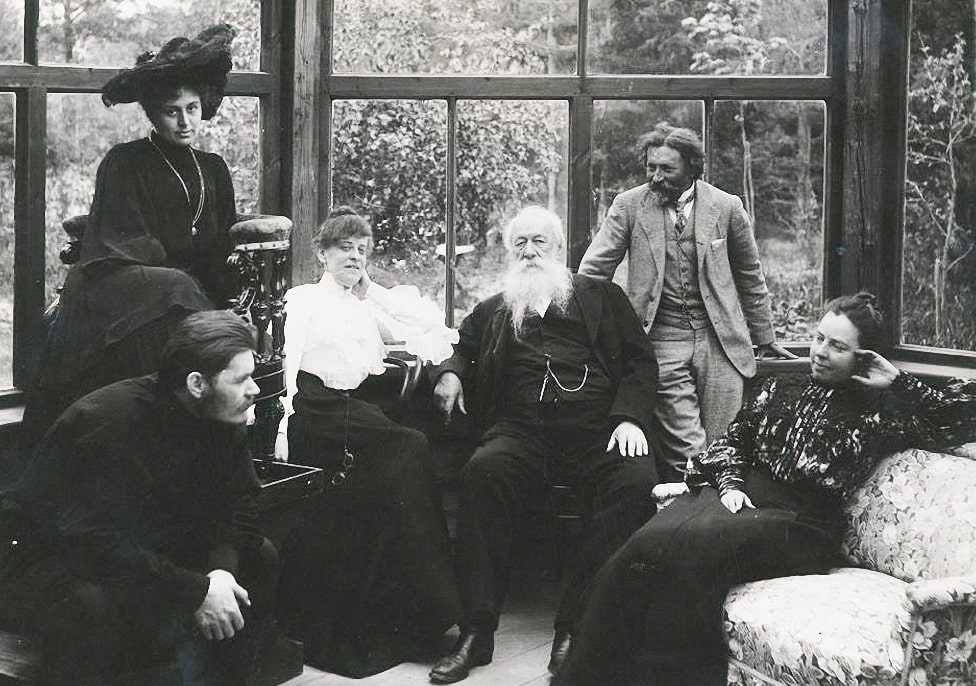
Ilia Répine avec des hôtes dans la véranda d'hiver des Pénates (1905).

Après avoir déménagé en 1900 dans la propriété des Pénates, Répine fut obligé d'adopter un mode de vie moins ouvert. Il poursuivit ses relations avec ceux qui auparavant l'entouraient en correspondant avec eux. Chaque jour, le facteur apportait de nombreuses lettres au peintre, et il répondait lui-même à chacune, en y passant plusieurs heures. De même, il s'obligeait à la lecture quotidienne des journaux. N'importe quel livre apporté à Kuokkala faisait pour lui événement. Ses lettres à ses amis abondent en détails littéraires : « je relis Korolenko. Quelle chose formidable que ses Ombres », « lire à haute voix Nekrassov au peuple - quel plaisir ».
La rumeur prête à Répine une tendance à se priver du superflu confinant à la ladrerie. Tchoukovslki la réfute en rappelant que le peintre dépensait effectivement très peu pour lui, mais qu'il ne manquait pas de contribuer à différentes actions de charité et d'aider les autres :

« Il offrit aux artistes du théâtre Maly un portrait de Mikhaïl Chtchepkine (ru), fit don de son portrait de Nikolaï Mirlikiïski (1891) au profit des victimes de la famine, et donna à sa ville natale Tchouhouïev une somme considérable pour construire des puits, etc. »

## Méthode créatrice et principes de travail
Répine a exposé les principes de son travail dans les pages de son livre Loin et Proche ((ru) « Далёкое близкое »), et en particulier dans La matière, telle quelle : « ce n'est pas mon affaire que la beauté, le toucher ou la virtuosité du pinceau, j'ai toujours poursuivi l'essentiel : le corps, en tant que corps ». Il refuse les « acrobaties du pinceau, la peinture pour la peinture », et il est prêt à répéter après Ivan Kramskoï que « la qualité la plus précieuse d'un peintre, c'est le cœur ».
Il qualifie son style réaliste de « populaire », soulignant que les tentatives de le copier n'ont jamais réussi : son coup de pinceau, d'après Korneï Tchoukovski, est « véritablement le sien ». Le peintre Yakov Mintchenkov considère que Répine ne s'est jamais intéressé aux recherches esthétiques :

« L'engouement pour la seule forme ou pour les couleurs, la rupture avec le passé, la sophistication, tout cela n'était pas pour Répine. Il lui fallait des thèmes de la vie, des personnages réels, une plastique généreuse, de l'expression, des émotions fortes. »

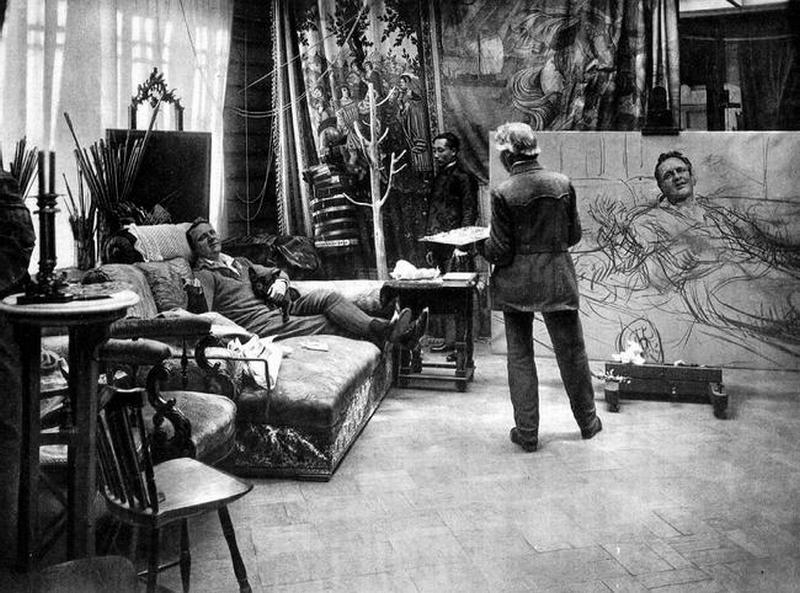
Ilia Répine et Fédor Chaliapine (1914).

Le peintre, lorsqu'il travaille à des portraits, reconnaît lui-même « s'enamourer pour un court moment » de son modèle, étudier les livres des écrivains qu'il représente, écouter la musique des compositeurs, réciter par cœur de longs extraits des vers des poètes. Ce n'est pas long, mais comme une « lune de miel » obligée avec ceux dont il crée une image. Ainsi, travaillant aux Bateliers de la Volga, Ilia Iefimovitch est pris de ravissement pour Kanine, « s'éprend jusqu'à la passion de chacun des traits de son caractère, de chacune des nuances de sa peau et de sa chemise de chanvre » ; les chercheurs voient dans son caractère passionné une « rationalité professionnelle ». Bien qu'il peigne et dessine aussi à l'aquarelle et à l'encre, il privilégie les couleurs à l'huile. Il conduit son pinceau pratiquement à l'aveugle, s'efforçant de ne pas quitter du regard la personne qui est assise devant lui :

« les mains prenaient elles-mêmes le bon pinceau, elles mélangeaient les couleurs dans les bonnes proportions, et il ne se préoccupait pas dans sa création de toutes ces techniques, il en avait perdu la conscience. »

## Portée et reconnaissance de l'œuvre

### Appréciations
Les chercheurs, lorsqu'ils évoquent la dimension de Répine, ne font pas seulement référence à la diversité des genres et des techniques picturales qu'il maitrise, mais également à « la variété des sujets qu'il a traités dans son activité créatrice ». Il a été peintre, mais aussi professeur, théoricien, écrivain, publiciste. Il est l'auteur de peintures d'histoire, de scènes de genre, et de paysages ; il laisse enfin un grand nombre d'illustrations pour les classiques de la littérature russe, et on trouve aussi des travaux graphiques et sculpturaux conservés dans son atelier.

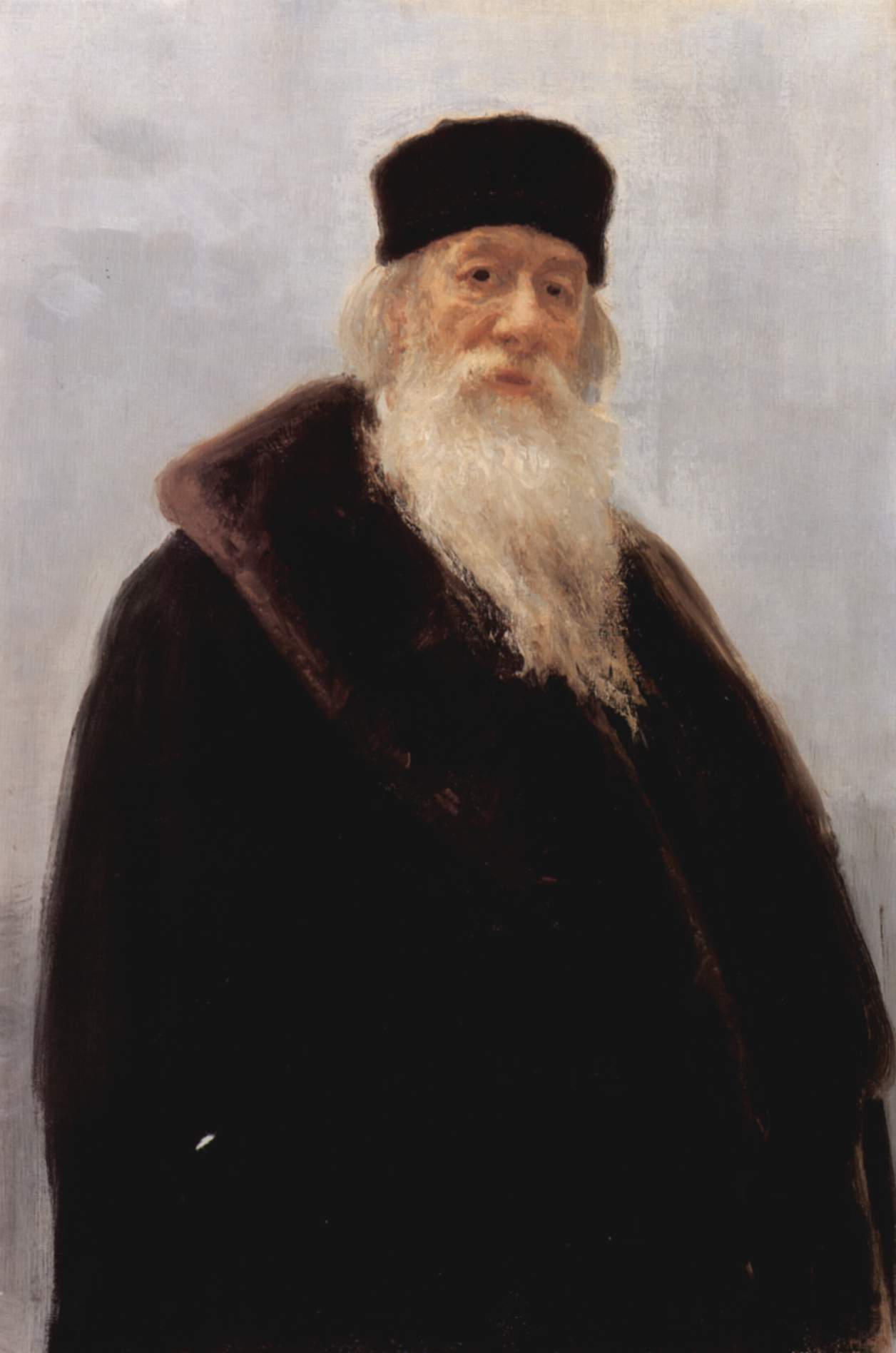
Portrait de Vladimir Stassov (1900).

Il est l'auteur de portraits qui ont traversé l'histoire. Rappelant la place de l'œuvre de Répine dans l'iconographie russe, Korneï Tchoukovski énumère les artistes et les scientifiques dont il a fixé les traits :

« Répine a honoré la musique russe par ses portraits de Glinka, Moussorgski, Borodine, Glazounov ; la littérature russe de ceux de Gogol, Tourgueniev, Tolstoï, Pissemski, Garchine, Fet, Stassov ; pour la peinture russe, c'est encore toute une galerie : Sourikov, Chichkine, Kramskoï, Vasnetsov, Kouindji... ; la science russe y figure aussi avec les portraits de Setchenov, Mendeleïev, Pavlov, Ivan Tarkhanov (ru) ou Bekhterev. »

L'œuvre de Répine se révèle, selon l'appréciation du critique Mikhaïl Allenov (ru) « le sommet d'un réalisme ambulant » ; cette appréciation vise à la fois sa plasticité stylistique et son parcours thématique, fait d'allers et de retours. Ainsi, l'idée née dans les années 1870 d'un « tableau choral » prend corps dans la toile Procession religieuse dans la province de Koursk, dans laquelle l'auteur montre le caractère d'une foule de façon « incomparablement plus convaincante, qu'aucun peintre ne l'a fait avant lui ». La toile Les Bateliers de la Volga peut être aussi qualifiée de « tableau choral » ou de « portrait de groupe ». La plus connue des peintures de genre de Répine, selon Allenov, est Visiteur inattendu : dans cette œuvre, il voit le peintre s'intéresser à « la composition en tant que question ». Enfin, autre étape de ce parcours thématique, se tournant vers les sujets historiques, Répine peint Ivan le Terrible et son fils Ivan, où il pose au travers de cet épisode tragique la question de possibilité qu'un « despote soit puni par les tourments du remords ».
Selon Galina Elchevskaïa (ru), Répine fut reconnu, dès le début même de son parcours artistique, comme un des plus éclatants représentants du réalisme russe : l'intérêt des critiques et du public n'a jamais faibli, entretenu par une activité de peintre longue et ininterrompue, par l'attention qu'il portait à toutes les dimensions du monde qui lui était contemporain, et par un coup de pinceau « rapide », saisissant les évènements.

### Influences et portée internationale

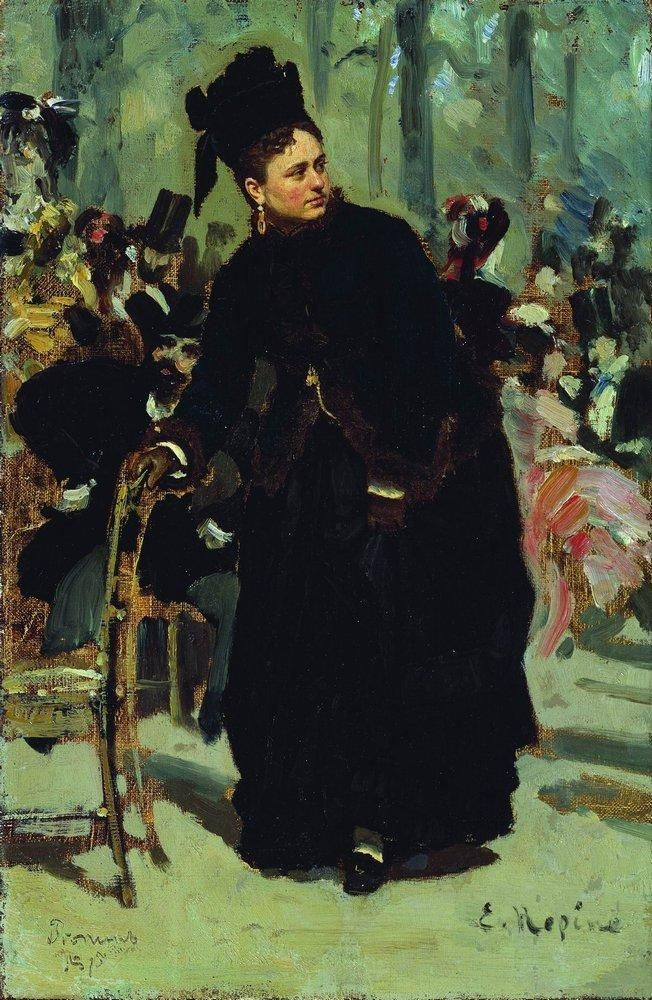
Femme s'appuyant sur une chaise (1875) - Esquisse pour Un café parisien.

Alexandre Benois, qui, vers 1900, avait considéré Répine comme un peintre « n'étant pas encore prêt pour l'histoire », lui reconnaît ensuite une dimension internationale, et écrit en 1930 dans la revue parisienne Les dernières nouvelles qu'« il est un digne représentant du commencement russe au Parnasse mondial »». Il regrette dans ses dernières mémoires que « la jeunesse actuelle n'ait pas son Répine ».
Selon Alekseï Fiodorov-Davydov, Répine peut être comparé à Gustave Courbet et au peintre allemand Adolph von Menzel. S'agissant de l'influence de l'école russe sur Répine, le chercheur met avant tout en avant l'académisme d'Alexandre Ivanov : Répine ne s'est pas seulement approprié, mais a également développé son idée selon laquelle « l'art est l'école de la vie » ; il a en outre profondément assimilé le projet de « la peinture du quotidien » de Pavel Fedotov. Mikhaïl Allenov le met sur ce plan au rang de Rembrandt ou de Franz Hals. L'historienne d'art Olga Liakovskaïa voit elle dans les travaux de maturité de Répine des références évidentes aux œuvres de Vélasquez, auquel le peintre s'était intéressé quant à « l'étude du visage humain et de ses expressions ».
L'historien allemand Norbert Wolf, fait de Répine l'image-type du « peintre académicien de salon », et met plutôt en exergue ses voyages à Paris, où il s'est selon lui profondément imprégné du langage pictural de Manet. Cette proximité de Répine avec un des premiers impressionnistes a conduit les organisateurs de l'exposition Impressionismus. Amerika—Frankreich—Russland au Kunstforum Vienne en 2002 à y exposer sa toile Femme s'appuyant sur une chaise («Дама, опирающаяся на стул»).

### Figure imposée de précurseur du réalisme socialiste
Dans les années 1920, les tentatives de faire de Répine le porte-voix d'une génération sont intenses, et, en 1924 et 1925; des expositions personnelles du peintre ont lieu à Léningrad et à Moscou. Elles marquent le début d'une « iconisation prescrite et agressive » de son œuvre. La question du retour de Répine de Kuokkala prend alors un caractère politique, alors que le nouveau pouvoir soviétique fait le choix « d'une idéologie de l'art inspirée par le réalisme ». On propose alors que l'Association des artistes de la Russie révolutionnaire prenne le nom de Répine.
La sortie en 1937 de la monographie d'Igor Grabar, consacrée à l'œuvre du peintre, donne un nouveau souffle au culte de Répine. Il prend alors pour plusieurs décennies le rôle de principal annonciateur du réalisme socialiste, selon le mot de Wolf. Des emprunts directs à ses œuvres se retrouvent dans les toiles des peintres soviétiques, et dans le matériel d'agitation et de propagande, comme dans l'affiche Les Rêves du peuple se sont réalisés («Сбылись мечты народные»). Le pouvoir crée l'image d'un Répine « peintre idéologique ». Ses toiles sont dispersées dans des dizaines de petits musées, chacun d'entre eux étant obligé d'exposer des œuvres de peintres idéologiquement sûrs.
Ainsi reconnu, Répine n'est pas forcément mieux connu : comme le souligne Galina Elchevskaïa, « lui, qui de son vivant pouvait être placé au niveau de Léon Tolstoï, l'était maintenant à celui de Pouchkine, mais de façon équivoque : une célébrité générale - « il est des nôtres » - sans que cette notoriété ne suppose une connaissance concrète de l'œuvre ou une relation personnelle à celle-ci ».
Dans les années 1960, cette perception se transforme. Le regard porté sur les Ambulants et au premier rang sur l'œuvre de Répine, en tant que principal représentant de ce mouvement, est révisé de fond en comble. Les historiens de l'art soviétiques choisissent alors d'étudier d'autres périodes qui leur semblent offrir plus de perspectives, et avant tout l'art figuratif dans le tournant du XIXe siècle au XXe siècle. Ils y cherchent les précurseurs du style sévère et d'autres mouvements radicaux. Les travaux classiques de Grabar, Silberstein, ou Liakovskaïa n'ont pas de prolongement, l'appréciation « stassovienne » de Répine comme le premier peintre russe, celui qui avait le plus incarné les principes du réalisme idéologique est effacée. L'attitude à l'égard de Répine, ne souffrant pas de demi-teintes, soit pleine acceptation, soit rejet désenchanté, fait obstacle à une étude approfondie de son œuvre :

« Dans l'opinion commune, il avait été enterré quelque part au milieu des années 1890, juste après Les Zaporogues, au mieux on se souvenait de La Session du Conseil d'État... Il fallait se rendre à l'évidence : trente années de son œuvre étaient retirées à Répine et à la culture russe. N'est-ce pas trop grassement payé pour devenir une relique nationale ? »

## Maisons-musées
Il existe quatre maisons-musées consacrés à Répine en Russie, en Ukraine et en Biélorussie, le plus connu étant celui des Pénates, propriété dans laquelle il vécut environ trente ans. Elle porte ce nom en l'honneur des Pénates, divinités antiques protectrices de la maison et de la famille. Le terrain attenant à la maison était malsain, et Répine dut faire des travaux d'assainissement, en creusant des étangs et des canaux. La terre extraite lors de ces travaux servit à élever une colline artificielle, dite de Tchougouïev. Presque tous les édifices du jardin entourant la maison portent des noms tirés de contes ou de mythes : « le temple d'Isis », « les bains de Schéhérazade », « le rocher de Prométhée ». Les petits bâtiments, que Répine et sa femme habitaient au début du XXe siècle, se sont ensuite transformés : un deuxième étage et deux ateliers, d'hiver et d'été, ont été installés.

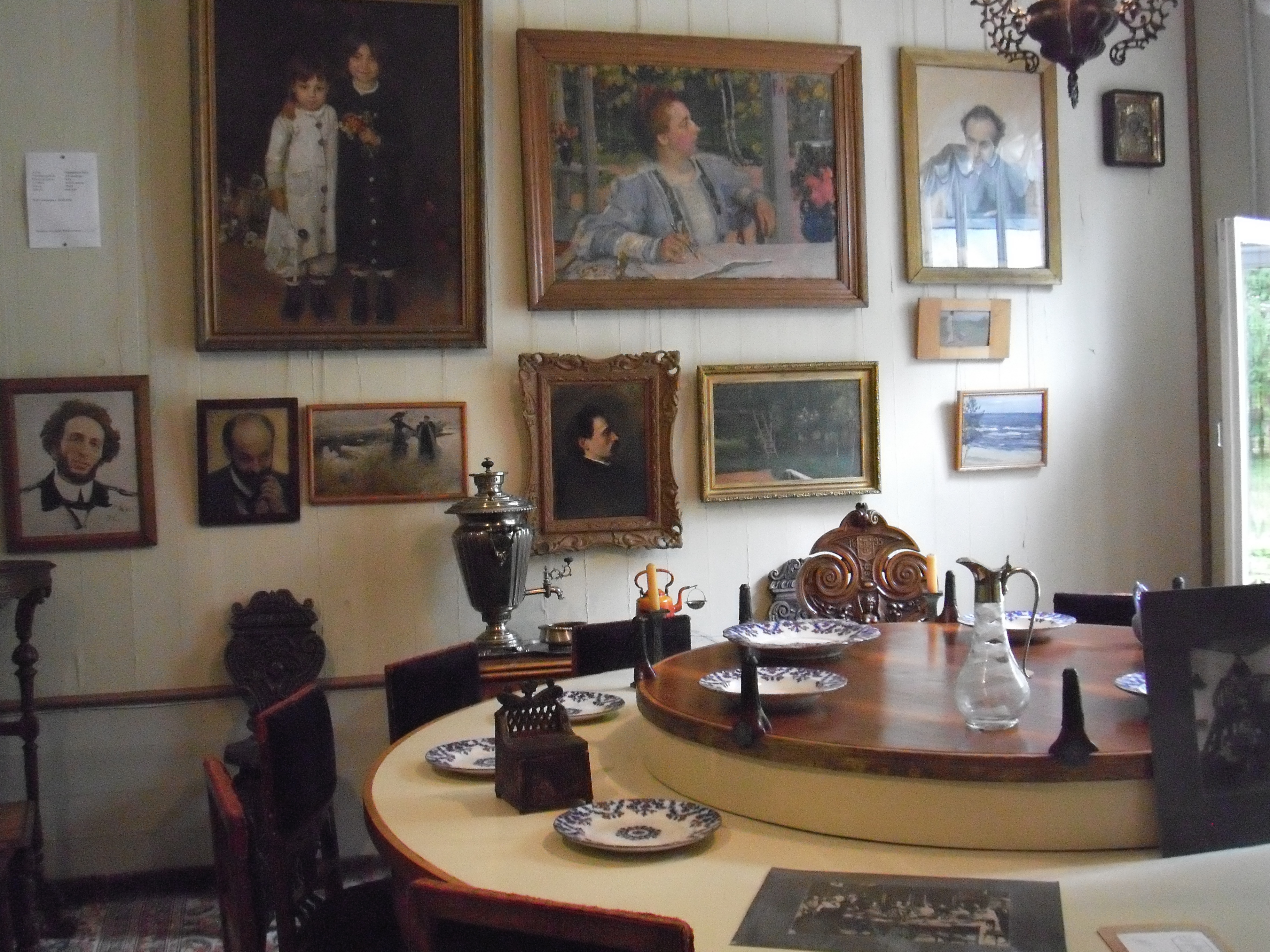
Maison-musée des Pénates.

Le testament de Natalia Borissovna Nordman, prévoyait qu'Ilia Iefimovitch avait l'usufruit des Pénates, qui, par la suite, devaient devenir la propriété de l'académie des beaux-arts. Selon la volonté de la femme du peintre, une maison-musée, « préservant les goûts et les habitudes de Répine » devait y être créé. En 1914, prenant connaissance du testament, Répine transfère sur le compte de l'académie 40 000 roubles, destinés à l'organisation du futur musée.
En 1930, la fille de Répine, Véra, devint conservatrice de la propriété et des archives. Au début de la Guerre d'Hiver, Véra et son frère Iouri déménagèrent à Helsinki. Leur parvint ensuite de Kuokkala la nouvelle que la propriété, intégrée par les forces armées dans l'URSS, restait sans surveillance. Un représentant de l'Académie des beaux-arts de l'URSS (ru), le critique Iossif Anatolievitch Brodski et le peintre Chaïa Melamoud s'y rendirent pour évaluer l'état des lieux et faire un inventaire. Pendant la période soviétique, du fait du désordre dans lequel se trouvaient les archives de Répine, il fut fait appel à sa fille Véra ; elle aurait, en quittant les Pénates, emporté avec elle « ce qui avait le plus de valeur artistique dans l'héritage de son père ». Cette assertion est contestée : la directrice du maison-musée Tatania Borodina déclara ensuite que la fille du peintre n'avait fait que remettre l'atelier dans l'état où il se trouvait de son vivant ; les affaires et les documents de Répine étaient restés dans la maison.
Le premier musée Répine, fondé en 1940, n'existe pas longtemps : en 1944 l'immeuble est détruit. Les archives, transférées en temps favorable de Kuokkala à l'académie des beaux-arts, ne souffrent pas. Les peintures, lettres, et objets sont réinstallés lors de la rénovation de la propriété. Les décorations du jardin sont recréées d'après des dessins faits par Répine et des indications données par des visiteurs des Pénates. Le maison-musée est ouvert à l'été 1962.
Les autres musées Répine se trouvent à Tchouhouïv (Musée d'art et de mémoire Ilia Répine), dans la boucle de Samara, près des monts Jigouli (Maison-musée de Chiriaïevo) et près de Vitebsk (Musée-domaine Ilia Répine Zdravnevo).
Au mois d'août 2019, se sont tenues à Repino des cérémonies officielles pour la commémoration des 175 ans de la naissance d'Ilia Répine.

## Hommages
- (2468) Repin, astéroïde.
- Ilya Répine (1844-1930), Peindre l’âme russe, exposition au Petit Palais, (Paris) du 05 octobre 2021 au 23 janvier 2022[271].